# Ceratopidae

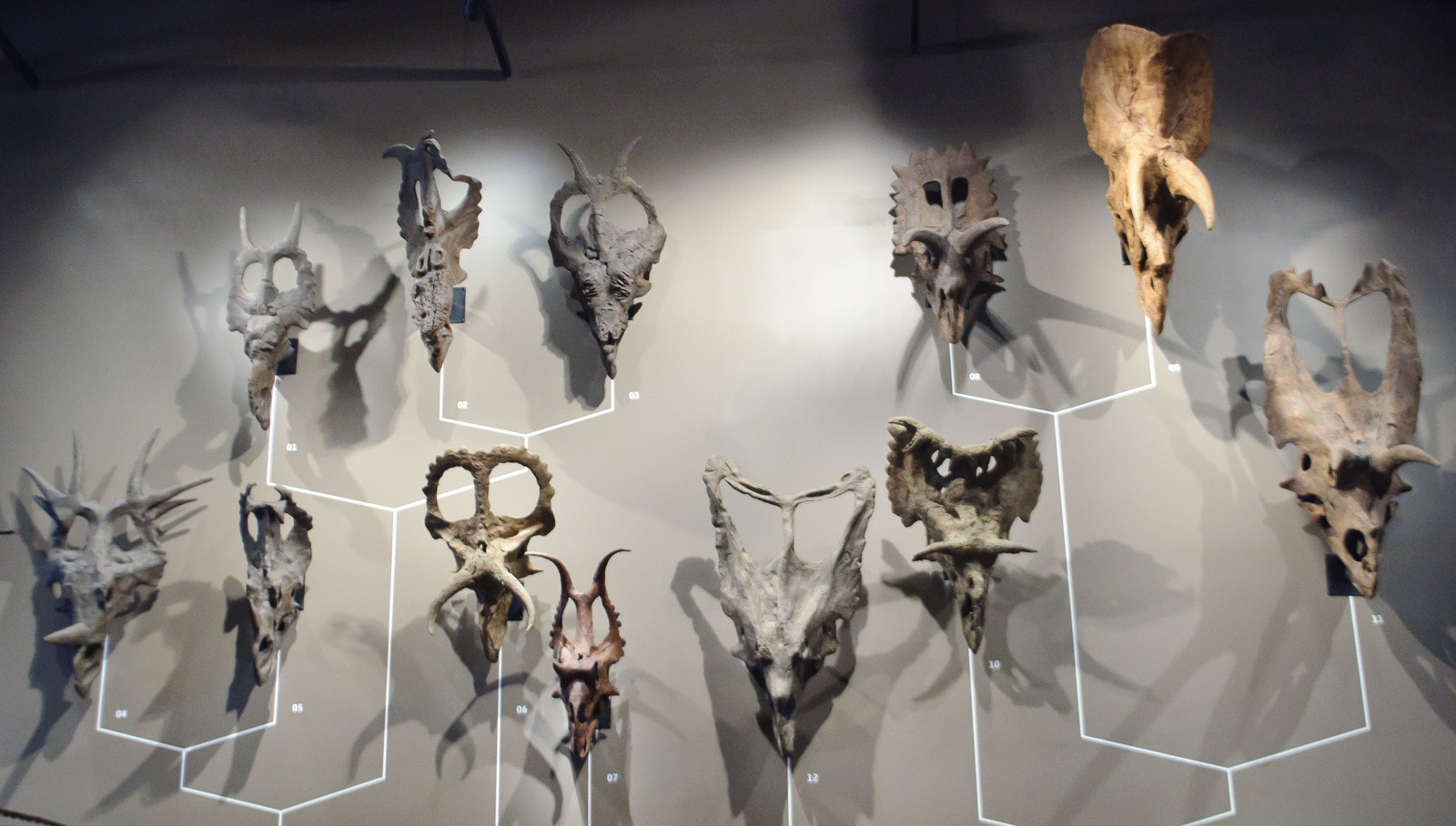
Schedels van de Ceratopidae

De Ceratopidae of (taalkundig onjuist) Ceratopsidae zijn een groep plantenetende ornithischische dinosauriërs, behorend tot de Ceratopia. Ze leefden tijdens het late Krijt.
In 1855 werden de eerste fossielen van ceratopiden gevonden in de Verenigde Staten van Amerika. Die bestonden alleen uit tanden. Toen hij ook schedelbotten kon bestuderen, benoemde professor Othniel Charles Marsh in 1888 een familie Ceratopsidae. Kort daarop groef John Bell Hatcher veel skeletten op, vooral van Triceratops. Dat is nog steeds de ceratopide die het beste bekend is bij het grote publiek. Rond 1900 werden nieuwe soorten ontdekt in Canada maar daarna viel het onderzoek stil. Na 1981 kwam een stroom nieuwe ontdekkingen op gang, ook uit China en Mexico. Van het veertigtal soorten dat benoemd is, zijn de meeste sindsdien opgegraven. De bouw van de ceratopiden is goed bekend.
Ceratopidae werden tussen de vier en negen meter lang en tussen de een en dertien ton zwaar. Ze liepen op vier poten. De voorpoten werden licht gespreid gehouden, de achterpoten stond recht onder het lichaam. De staart was kort maar het bekken lang voor krachtige dijbeenspieren. Zo konden ze vrij snel lopen. Ze hadden vermoedelijk een hoge stofwisseling zodat ze hun lichaamstemperatuur zelf op peil konden houden. Hun lichaam was bedekt met schubben maar er zijn ook aanwijzingen voor een vacht van borstelharen. De kop was zeer omvangrijk. De ceratopiden hebben de grootste schedels van alle bekende landdieren. De kop droeg vooraan een grote hoornsnavel. Daarmee konden varens, struiken en boompjes afgebeten worden. Die werden verder verknipt door batterijen van aaneengesloten en gestapelde tanden die steeds aangroeiden om scherpe snijranden te behouden. Het voedsel werd daarna verteerd in een grote buikholte. De schedel was voorzien van hoorns of ruwe stukken been op de neus, boven de ogen en op de wangen, aan de jukbeenderen. Afhankelijk van de soort en de individuele leeftijd van een dier, verschilden de hoorns sterk in lengte en kromming. Achteraan was het schedeldak uitgegroeid tot een enorm nekschild of kraag. Dat varieert tussen de soorten sterk in lengte, profiel, kromming en versieringen van de schildrand, vaak in de vorm van punten of hoorns. De wetenschappers zijn er niet over eens waartoe de hoorns en schilden dienden. Ze kunnen zijn ingezet voor gevechten tegen vleesetende Theropoda, zoals de Tyrannosauridae, of soortgenoten. Een andere mogelijkheid is dat ze gebruikt werden voor soortonderscheid of om indruk te maken op soortgenoten. Dat laatste past beter bij het gegeven dat althans sommige ceratopiden in grote kudden leefden, zoals blijkt uit uitgebreide beenderbedden van dieren die tegelijkertijd bij een overstroming zijn omgekomen.
De Ceratopidae splitsten zich ruim negentig miljoen jaar geleden af van andere Ceratopia, vermoedelijk in Noord-Amerika of Azië. Ze splitsten zich in de Centrosaurinae en Chasmosaurinae. De Centrosaurinae hadden typisch een langere neushoorn en een korter, hoger nekschild. Ze stierven misschien al uit aan het eind van het Campanien, zeventig miljoen jaar geleden. Chasmosaurinae bleven een belangrijk deel van hun fauna vormen maar stierven uit aan het eind van het Krijt, de Krijt-Paleogeengrens, toen de inslag van een grote meteoriet alle grote dinosauriërs uitroeide.

## Definitie
Een familie Ceratopsidae werd voor het eerst benoemd — en fout gespeld — door professor Othniel Charles Marsh in 1888.

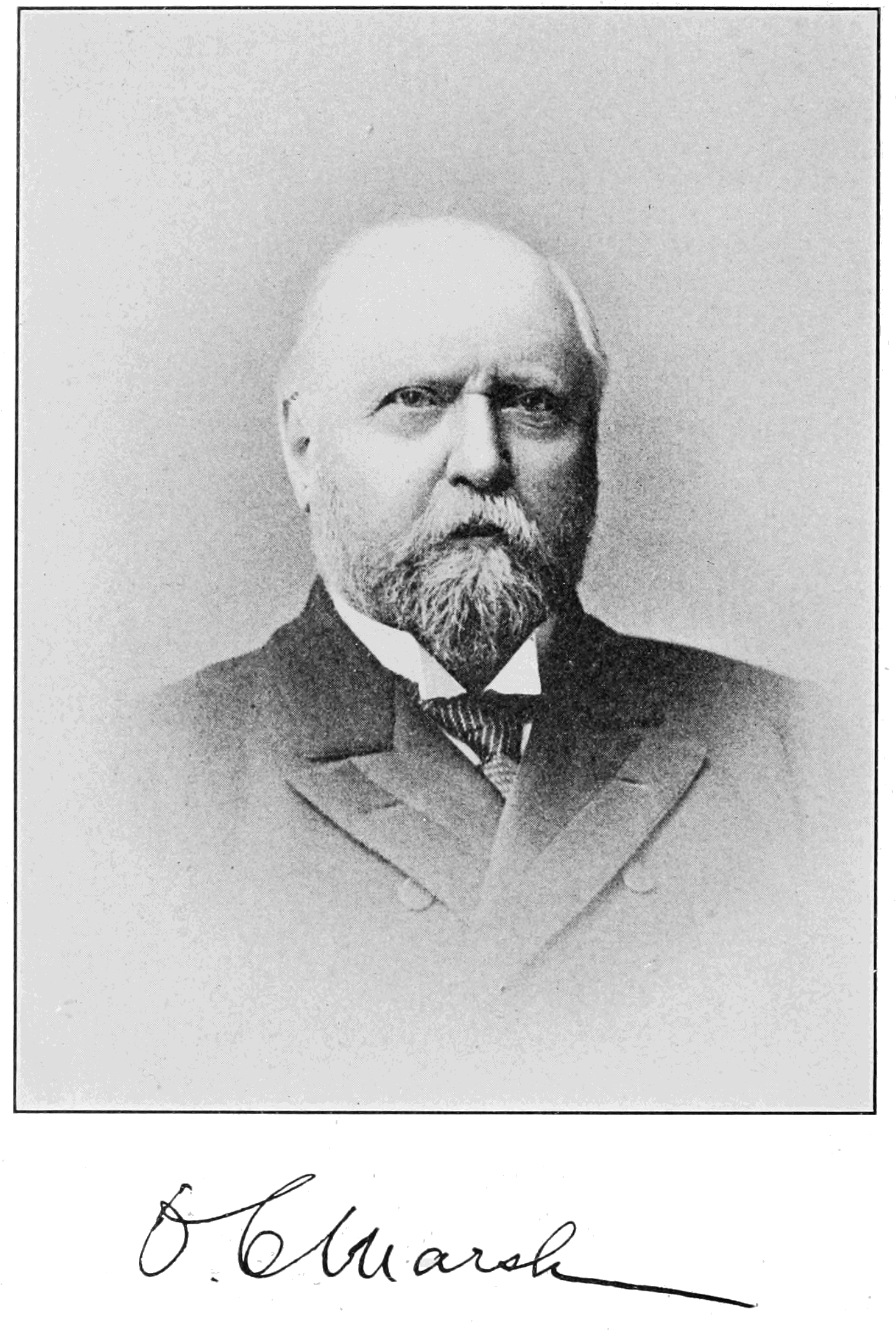
Marsh benoemde de Ceratopsidae

De eerste definitie als klade, monofyletische afstammingsgroep, was in 1998 door Paul Sereno: de groep omvattende de laatste gemeenschappelijke voorouder van Pachyrhinosaurus en Triceratops en al zijn afstammelingen. Peter Dodson gaf in 2004 een afwijkende definitie: de groep omvattende de laatste gemeenschappelijke voorouder van Centrosaurus en Triceratops en al zijn afstammelingen. Sereno sloot zich in 2005 bij de keuze voor Centrosaurus apertus aan. Beide definities voldeden niet aan de regels van het voorlopige ontwerp van de PhyloCode die voorschreven dat de naam gebaseerd is op een verankerende soort. Toen de PhyloCode van kracht werd, is de definitie in 2021 aangepast door Daniel Madza e.a.: de groep bestaande uit de laatste gemeenschappelijke voorouder van Centrosaurus apertus Lambe, 1905, Ceratops montanus Marsh, 1888, Chasmosaurus belli (Lambe, 1902) en Triceratops horridus Marsh, 1889; en al diens afstammelingen. De Ceratopidae behoren hoogstwaarschijnlijk tot de Coronosauria en zijn, per definitie, strikt onderverdeeld in de Centrosaurinae en de Chasmosaurinae.

## Evolutie

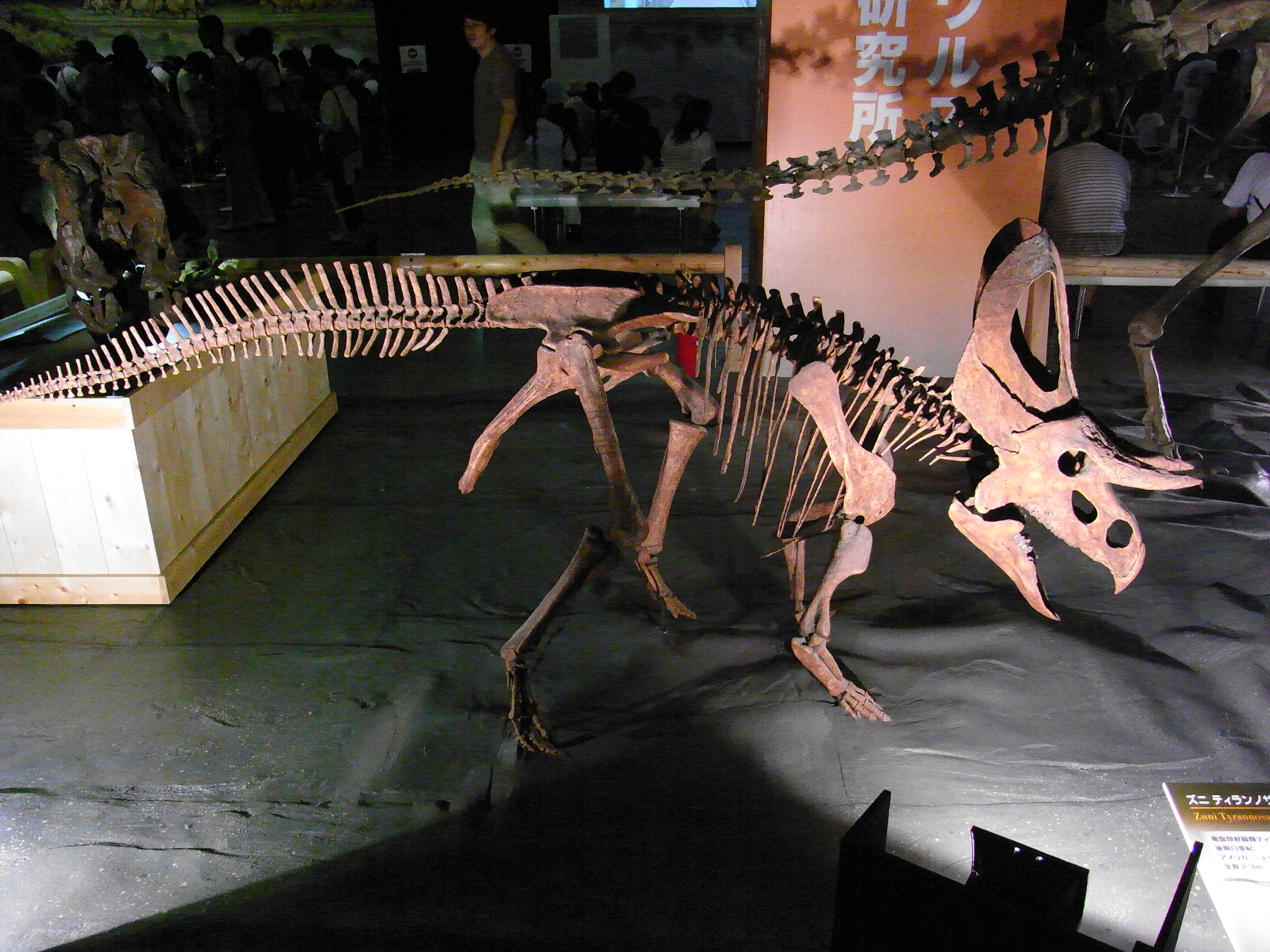
Zuniceratops staat dicht bij de oorsprong van de ceratopiden

De Ceratopidae leefden tijdens het Late Krijt in het huidige Noord-Amerika en Azië. In de meeste analyses is Zuniceratops de zustersoort van de ceratopiden; soms wordt deze vorm zelf als een ceratopide gezien. In het laatste geval is de ouderdom van de groep minstens zo hoog als het Turonien, ruim negentig miljoen jaar. Omdat Zuniceratops in Noord-Amerika gevonden is, heeft men wel verondersteld dat daar de oorsprong van de groep ligt. Iets basaler, of dieper, in de stamboom is echter Turanoceratops gelegen en dat is een Aziatische vorm.
Zuniceratops geeft mogelijk een goed beeld van de voorouder van de ceratopiden. Dat was nog geen heel groot dier, slechts een paar meter lang, maar bezat wel grote wenkbrauwhoorns, in tegenstelling tot de meeste eerdere Ceratopia. Het nekschild was groot en de snuit langgerekt met een kleine neushoorn. De grote schedel dwong tot een viervoetige gang. Een probleem bij deze interpretatie is dat bij de Centrosaurinae de wenkbrauwhoorns typisch kort zijn en er ook basale Chasmosaurinae bekend zijn met korte wenkbrauwhoorns. Als hun laatste gemeenschappelijke voorouder lange hoorns bezat, moeten die twee keer apart gereduceerd zijn en daarna bij de chasmosaurinen weer verlengd. Dat is wat deze hoorns betreft niet de meest eenvoudige verklaring — maar alle andere lichamelijke kenmerken in beschouwing genomen zou het, althans volgens de analyses die Zuniceratops buiten de Ceratopidae plaatsen, toch zo gebeurd moeten zijn. Dit wordt bevestigd door de vondst van Albertaceratops en Diabloceratops, basale centrosaurinen met lange wenkbrauwhoorns. Wat daar ook op wijst, is dat Zuniceratops geen epoccipitalia schijnt te hebben, osteodermen op de schildrand. Het bezit daarvan zou dus een synapomorfie, gedeelde nieuwe eigenschap, van de Ceratopidae kunnen zijn.
De ceratopiden moeten zich per definitie onmiddellijk gesplitst hebben in de Centrosaurinae en de Chasmosaurinae. Van beide groepen zijn pas goede vondsten bekend uit het vroege Campanien, ongeveer tachtig miljoen jaar geleden. Tot de vroegste soorten in het Campanien behoren Diabloceratops, Medusaceratops en Wendiceratops. Tijdens deze tijdsnede maakten de Ceratopidae een grote bloei door. Meer dan dertig soorten zijn er bekend en nog regelmatig worden er nieuwe beschreven. De ceratopiden vertegenwoordigen zo ongeveer de helft van de bekende Ceratopia. Deze soortenrijkdom kan ten dele verklaard worden uit de algemene productiviteit van de fossielhoudende lagen in Noord-Amerika, die de rijkste ter wereld vormen. Het verslag dat deze lagen doen van de evolutie is uitzonderlijk compleet en er valt uit af te leiden dat de ceratopide soorten elkaar al na enkele honderdduizenden jaren opvolgen, terwijl vaak wordt aangenomen dat een grote gewervelde soort het meestal een paar miljoen jaar uithoudt. Het is nog niet duidelijk of de evolutie in dit geval bijzonder snel verliep of dat de normale evolutiesnelheid in andere gebieden te laag is ingeschat. De variatie is des te opvallender dat ze eigenlijk alleen bekend is van een vrij klein subcontinent, Laramidia. Er zijn aanwijzingen dat de verschillende regio's, van noord naar zuid, een eigen fauna bezaten, wellicht de klimaatverschillen weerspiegelend. Uit Azië is maar één soort bekend, de onlangs ontdekte Sinoceratops. Het is mogelijk dat de voorouders daarvan uit Laramidia naar Azië gemigreerd zijn, maar het zou ook kunnen dat er een nog niet ontdekte ontwikkelingslijn bestond, afstammend van een Aziatische oorsprong van de groep.

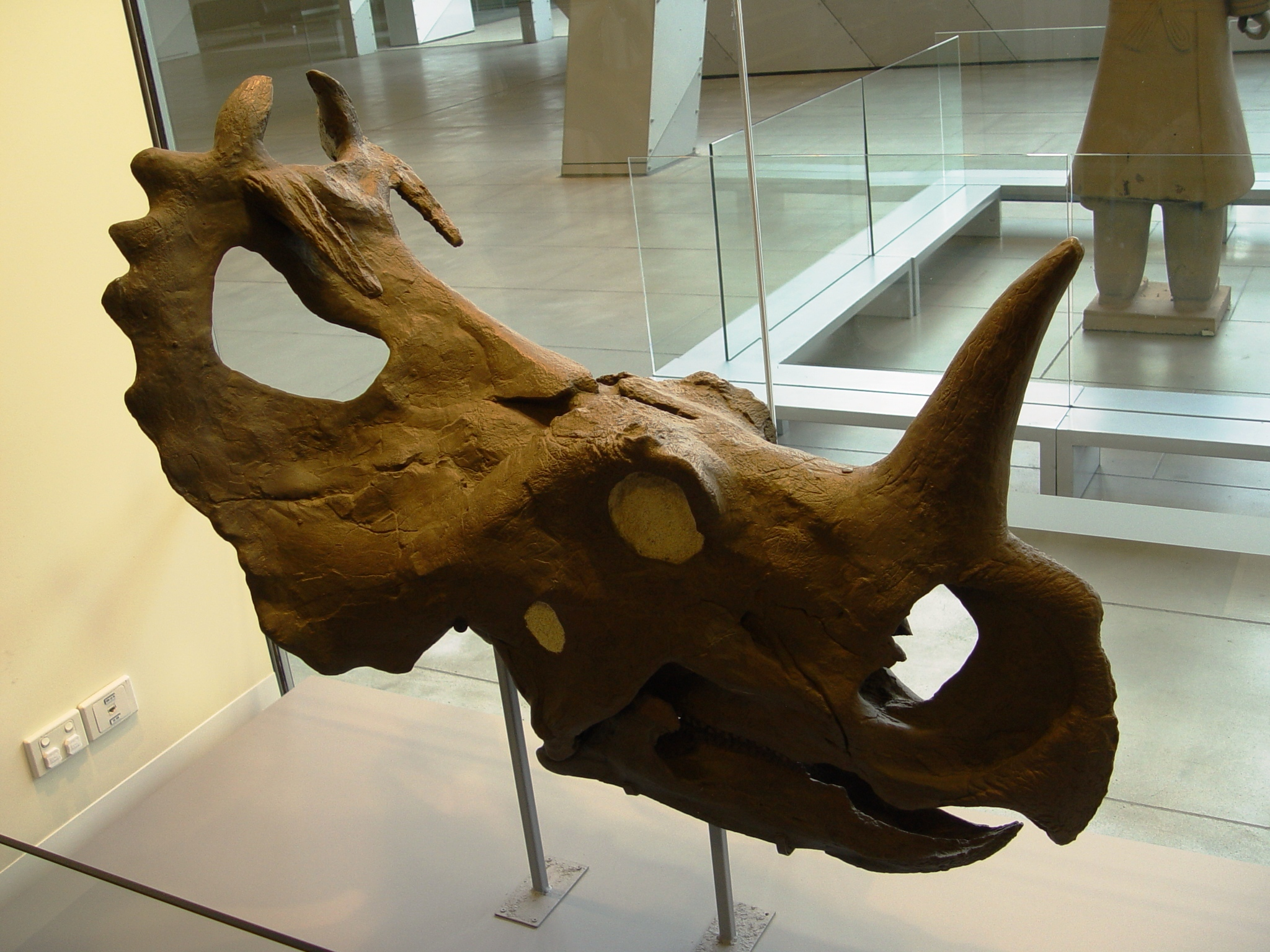
Centrosaurus zelf is een typische centrosaurine

Beide ceratopide hoofdgroepen kregen een lichaamsgrootte die een stuk hoger lag dan bij eerdere ceratopiërs. De meeste afgeleide vormen hadden tijdens het Campanien een lengte van tussen de vier en zes meter en een gewicht tot enkele tonnen. Om dat gewicht te dragen nam het bekken flink in relatieve omvang toe. Het heiligbeen telde tien sacrale wervels die verbonden waren met lange en naar buiten gedraaide darmbeenderen. Vóór het heiligbeen lagen nog twaalf ruggenwervels en negen halswervels. Vagaceratops had wellicht een ruggenwervel meer en Anchiceratops daarnaast nog een halswervel meer. Het zitbeen was lang en gekromd. De poten waren stevig en zwaar gespierd en vooral de hand was sterk vergroot. Het scheenbeen werd korter dan het dijbeen. De staart werd relatief kleiner. Die laatste twee eigenschappen wijzen op een vrij lage snelheid en zelfs de jongste dieren konden niet meer op twee poten lopen.

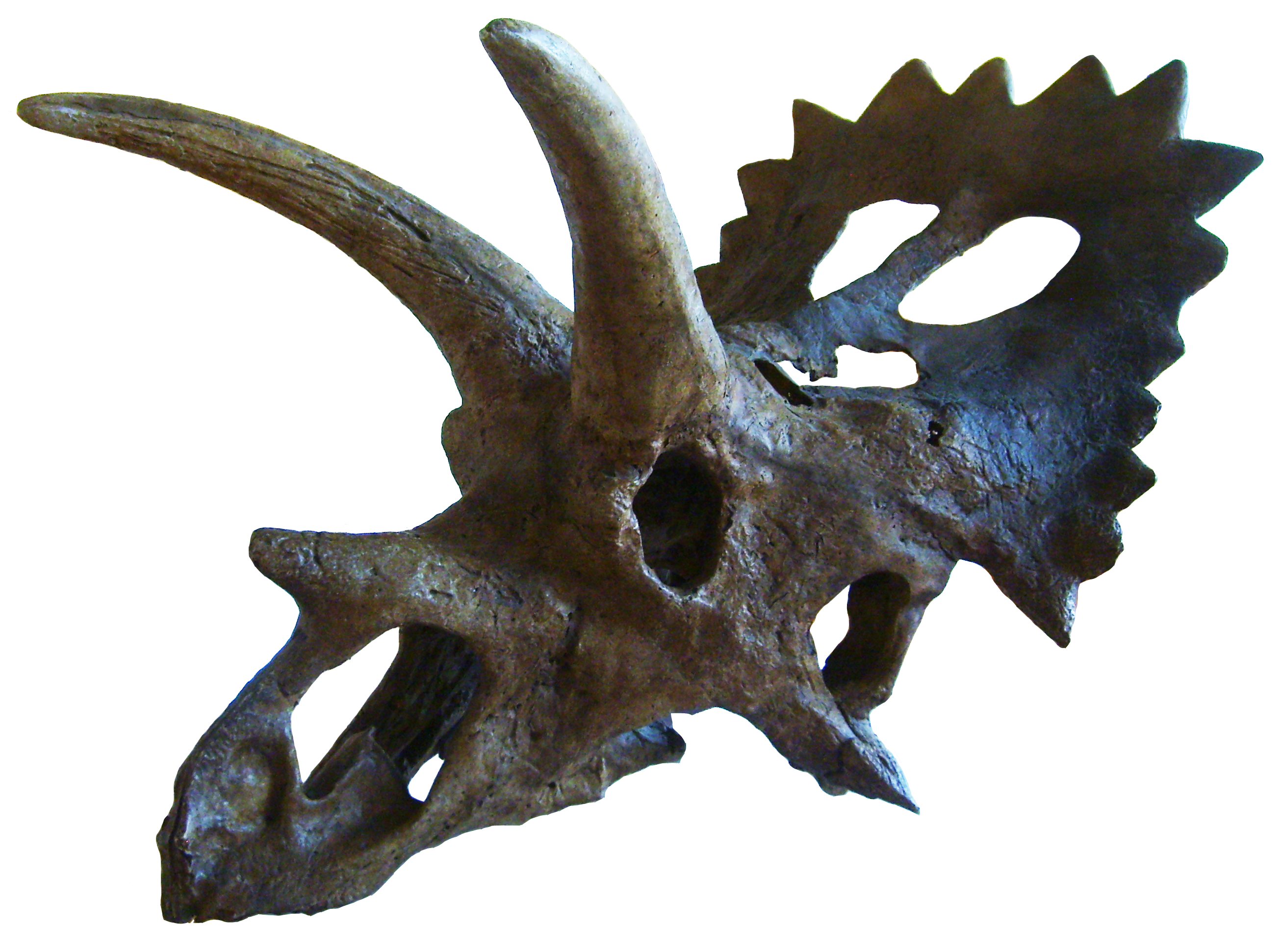
Anchiceratops is een typische chasmosaurine, afgezien van zijn wervels

Ook eerdere ceratopiërs hadden al enorme koppen gehad. Bij de ceratopiden bereikt deze ontwikkeling haar hoogtepunt. Van Titanoceratops en Torosaurus zijn exemplaren bekend met schedels van ruim drie meter lengte, de grootste die van landdieren bekend zijn. De omvang van de kop werd voor een groot gedeelte bepaald door het nekschild. Typisch voor de ceratopiden is de soortspecifieke ornamentering van de schildranden door huidverbeningen. De soorten leken met elkaar gewedijverd te hebben in de bizarre groei van hun uitsteeksels. Ook de hoorns boven de oogkassen en op de neus zijn per soort vaak zeer verschillend in lengte en kromming; bij sommige soorten, zoals die van Pachyrhinosaurus, zijn de hoorns vervangen door bultige uitgroeisels. Hun aldus vreemd uitgedoste koppen maken de ceratopiden tot de meest aansprekende dinosauriërs, een geliefd onderwerp voor illustraties en modellen. De voorkant van de kop kenmerkte zich door een lange, meestal smalle, snuit die eindigde in een grote hoornsnavel. In de punt van de snuit lagen zeer grote neusgaten. De lange snuit kon verlengde tandbatterijen herbergen met vijfentwintig tot vijfendertig tandposities. Iedere positie droeg gestapelde tanden met dubbele tandwortels, waarbij de ceratopiden een extra tand per stapeling toevoegden, zodat er minstens altijd twee vervangingstanden aanwezig waren. Zo ontstond een aaneengesloten muur van tanden die bovenop een scherp afgesleten snijrand had. De tandbatterij van de onderkaak kromde naar buiten en die van de bovenkaak naar binnen zodat ze samen een knippende beweging konden uitvoeren. Het nekschild diende mede als bevestiging van de sluitspieren van de onderkaken waarvan de hefboomwerking vergroot was door een extra lang verticaal uitsteeksel nabij de achterkant, de processus coronoides.

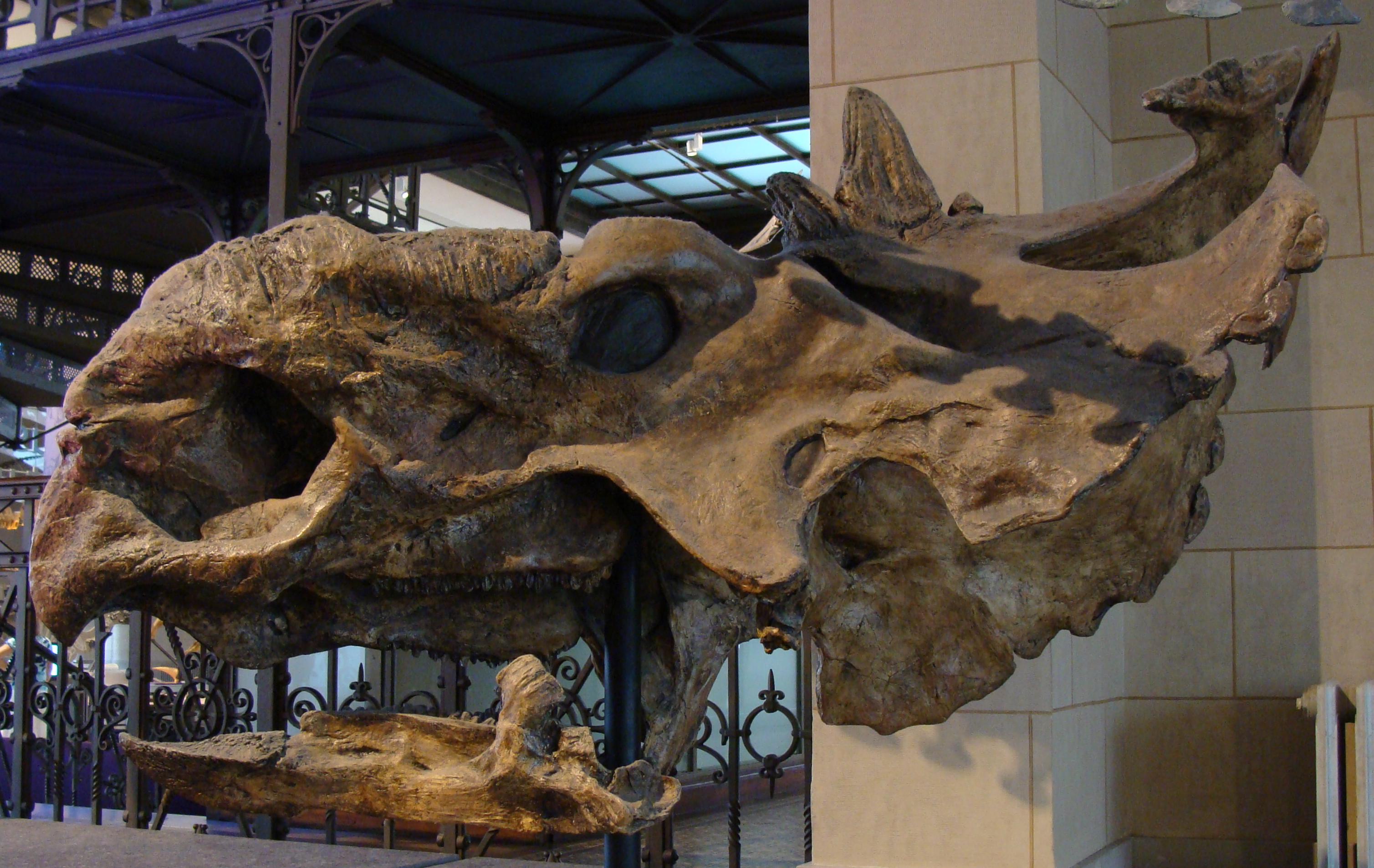
Pachyrhinosaurus is met zijn stompe snuithoorn een atypische centrosaurine

De Centrosaurinae specialiseerden zich in het bezit van een grote, verticaal of naar voren gebogen, neushoorn, kleine wenkbrauwhoorns en een kort nekschild met robuuste osteodermen die er soms zelf als hoorns uitzien, zoals bij Styracosaurus. De osteodermen van de schildzijden overlappen elkaar iets door een verticale golving van de schildrand. Hun snuittussenschotten zijn vaak doorboord. Op de achterrand van het neusgat hebben ze vaak een klein uitsteeksel en hun neushoorn staat daar recht boven. Hun voorste bovenkaakrand is meestal bol, passend in een hol profiel van de voorste onderkaak en overdwars afgeschuind om een snijrand te vormen. Centrosaurinen zijn vooral uit Canada bekend maar zijn later ook in het zuidwesten van de Verenigde Staten aangetroffen. Ze schijnen al voor het Maastrichtien, zo'n zeventig miljoen jaar geleden, te zijn uitgestorven.
De Chasmosaurinae hadden meestal een korte neushoorn op een langere snuit, en soms zeer lange wenkbrauwhoorns. Ze bezaten grote holten rond de neusgaten. Hun nekschilden zijn typisch zeer lang, met lange squamosa, en doorboord door enorme pariëtaalvensters. In het postcraniaal skelet, de delen achter de schedel, verschillen de chasmosaurinen niet veel van de centrosaurinen en überhaupt is de variabiliteit tussen de ceratopide soorten daarin notoir gering, hoewel die reputatie ten dele voortkomt uit de grotere aandacht die de opvallende schedels kregen boven het vaak slecht bekende overige skelet. Tegenwoordig zijn subtiele verschillen bekend. Bij de Chasmosaurinae is de lengtegroeve op de onderkant van het heiligbeen dieper; ze hebben een groter uitsteeksel, de processus acromialis, op de voorrand van het schouderblad; ze hebben bovenaan een breder opperarmbeen met een duidelijke inkeping tussen kop en binnenhoek en een deltopectorale kam die verder naar beneden doorloopt; op de bovenkant van de ellepijp steekt hun processus olecrani verder uit en is door een diepere uitholling gescheiden van een langer naar binnen gericht uitsteeksel.
Eén chasmosaurine tak, waartoe Eotriceratops en Triceratops behoorde, leefde door tot in het Maastrichtien. Het kan zijn dat in deze tijdsnede de soortenrijkdom was teruggelopen. In ieder geval ligt de bekende variabiliteit in vorm een stuk lager. De soorten waren in het Maastrichtien echter wel zeer groot, tot wel negen meter met de omvang van een olifant. Ook maakten ze een groot deel uit van de fauna. Op het eind van het Krijt, zesenzestig miljoen jaar geleden, stierven de ceratopiden geheel uit, samen met alle andere dinosauriërs behalve de vogels, door de catastrofe van de Krijt-Paleogeengrens, vermoedelijk veroorzaakt door de inslag van een grote meteoriet.

## Fylogenie

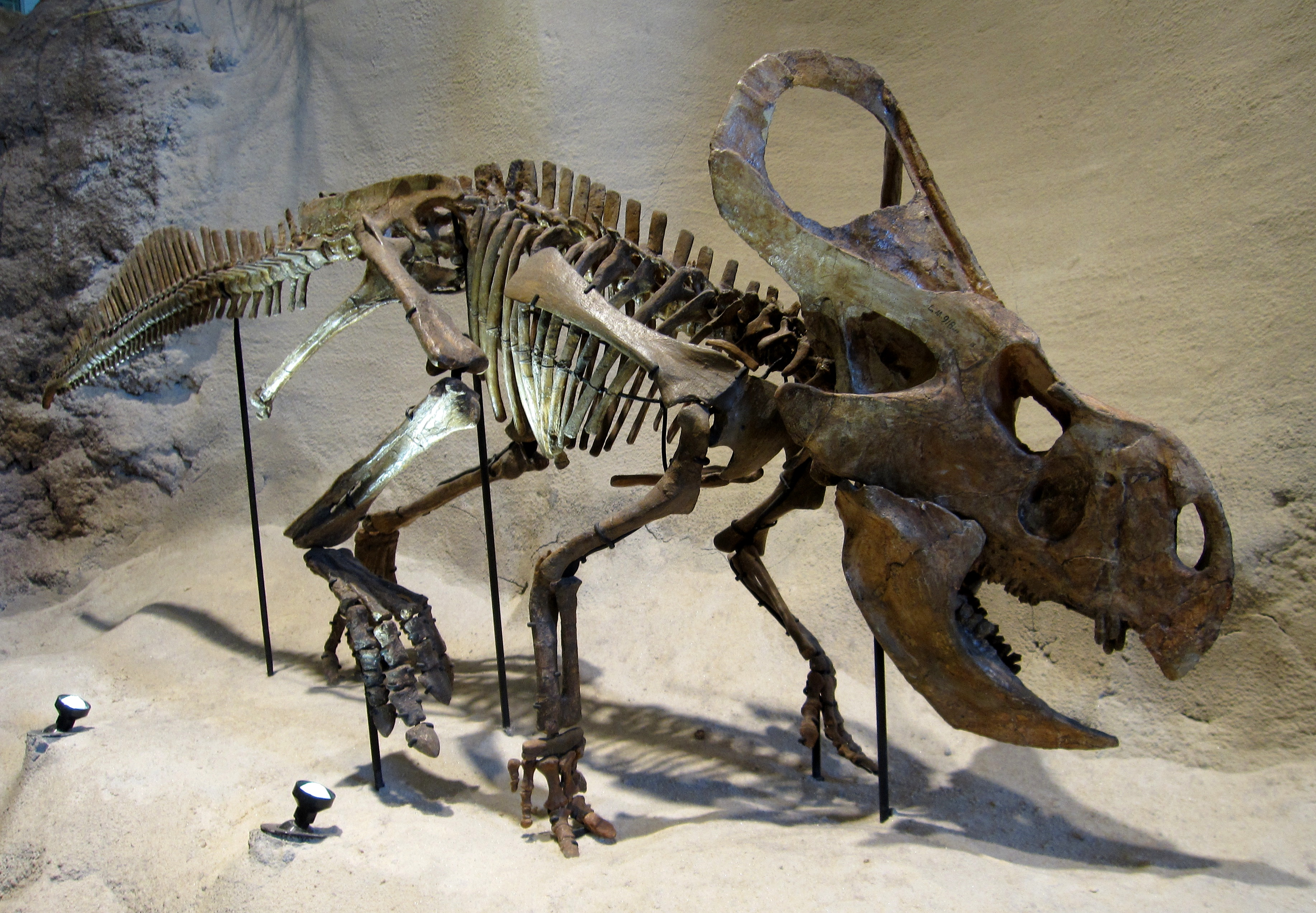
Protoceratops lijkt op de ceratopiden in zijn grote kop met lang nekschild

De directe bekende verwanten van de Ceratopidae zijn Zuniceratops en Turanoceratops. Van beide vormen is wel aangenomen dat het zelf ceratopiden zijn: zo niet dan zijn het basale leden van een iets ruimere groep: de Ceratopoidea. Volgens de meeste analyses zijn deze dan weer binnen de Coronosauria verwant aan de Protoceratopidae.
Het volgende kladogram geeft de verwantschappen van de Ceratopidae binnen de Ceratopia aan.
|              | Protoceratopidae                                             |
|              |                                                              |
| Ceratopoidea | \| \| Zuniceratops \| \| \| \| \| \| Ceratopidae \| \| \| \| |
|              | \| \| Zuniceratops \| \| \| \| \| \| Ceratopidae \| \| \| \| |
|              | Zuniceratops                                                 |
|              |                                                              |
|              | Ceratopidae                                                  |
|              |                                                              |

|  | Zuniceratops |
|  |              |
|  | Ceratopidae  |
|  |              |

|              | Protoceratopidae                                             |
|              |                                                              |
| Ceratopoidea | \| \| Zuniceratops \| \| \| \| \| \| Ceratopidae \| \| \| \| |
|              | \| \| Zuniceratops \| \| \| \| \| \| Ceratopidae \| \| \| \| |
|              | Zuniceratops                                                 |
|              |                                                              |
|              | Ceratopidae                                                  |
|              |                                                              |

|  | Zuniceratops |
|  |              |
|  | Ceratopidae  |
|  |              |

|              | Protoceratopidae                                             |
|              |                                                              |
| Ceratopoidea | \| \| Zuniceratops \| \| \| \| \| \| Ceratopidae \| \| \| \| |
|              | \| \| Zuniceratops \| \| \| \| \| \| Ceratopidae \| \| \| \| |
|              | Zuniceratops                                                 |
|              |                                                              |
|              | Ceratopidae                                                  |
|              |                                                              |

|  | Zuniceratops |
|  |              |
|  | Ceratopidae  |
|  |              |

|              | Protoceratopidae                                             |
|              |                                                              |
| Ceratopoidea | \| \| Zuniceratops \| \| \| \| \| \| Ceratopidae \| \| \| \| |
|              | \| \| Zuniceratops \| \| \| \| \| \| Ceratopidae \| \| \| \| |
|              | Zuniceratops                                                 |
|              |                                                              |
|              | Ceratopidae                                                  |
|              |                                                              |

|  | Zuniceratops |
|  |              |
|  | Ceratopidae  |
|  |              |

|              | Protoceratopidae                                             |
|              |                                                              |
| Ceratopoidea | \| \| Zuniceratops \| \| \| \| \| \| Ceratopidae \| \| \| \| |
|              | \| \| Zuniceratops \| \| \| \| \| \| Ceratopidae \| \| \| \| |
|              | Zuniceratops                                                 |
|              |                                                              |
|              | Ceratopidae                                                  |
|              |                                                              |

|  | Zuniceratops |
|  |              |
|  | Ceratopidae  |
|  |              |

|              | Protoceratopidae                                             |
|              |                                                              |
| Ceratopoidea | \| \| Zuniceratops \| \| \| \| \| \| Ceratopidae \| \| \| \| |
|              | \| \| Zuniceratops \| \| \| \| \| \| Ceratopidae \| \| \| \| |
|              | Zuniceratops                                                 |
|              |                                                              |
|              | Ceratopidae                                                  |
|              |                                                              |

|  | Zuniceratops |
|  |              |
|  | Ceratopidae  |
|  |              |

|              | Protoceratopidae                                             |
|              |                                                              |
| Ceratopoidea | \| \| Zuniceratops \| \| \| \| \| \| Ceratopidae \| \| \| \| |
|              | \| \| Zuniceratops \| \| \| \| \| \| Ceratopidae \| \| \| \| |
|              | Zuniceratops                                                 |
|              |                                                              |
|              | Ceratopidae                                                  |
|              |                                                              |

|  | Zuniceratops |
|  |              |
|  | Ceratopidae  |
|  |              |

|              | Protoceratopidae                                             |
|              |                                                              |
| Ceratopoidea | \| \| Zuniceratops \| \| \| \| \| \| Ceratopidae \| \| \| \| |
|              | \| \| Zuniceratops \| \| \| \| \| \| Ceratopidae \| \| \| \| |
|              | Zuniceratops                                                 |
|              |                                                              |
|              | Ceratopidae                                                  |
|              |                                                              |

|  | Zuniceratops |
|  |              |
|  | Ceratopidae  |
|  |              |

|              | Protoceratopidae                                             |
|              |                                                              |
| Ceratopoidea | \| \| Zuniceratops \| \| \| \| \| \| Ceratopidae \| \| \| \| |
|              | \| \| Zuniceratops \| \| \| \| \| \| Ceratopidae \| \| \| \| |
|              | Zuniceratops                                                 |
|              |                                                              |
|              | Ceratopidae                                                  |
|              |                                                              |

|  | Zuniceratops |
|  |              |
|  | Ceratopidae  |
|  |              |

|              | Protoceratopidae                                             |
|              |                                                              |
| Ceratopoidea | \| \| Zuniceratops \| \| \| \| \| \| Ceratopidae \| \| \| \| |
|              | \| \| Zuniceratops \| \| \| \| \| \| Ceratopidae \| \| \| \| |
|              | Zuniceratops                                                 |
|              |                                                              |
|              | Ceratopidae                                                  |
|              |                                                              |

|  | Zuniceratops |
|  |              |
|  | Ceratopidae  |
|  |              |

|              | Protoceratopidae                                             |
|              |                                                              |
| Ceratopoidea | \| \| Zuniceratops \| \| \| \| \| \| Ceratopidae \| \| \| \| |
|              | \| \| Zuniceratops \| \| \| \| \| \| Ceratopidae \| \| \| \| |
|              | Zuniceratops                                                 |
|              |                                                              |
|              | Ceratopidae                                                  |
|              |                                                              |

|  | Zuniceratops |
|  |              |
|  | Ceratopidae  |
|  |              |

|              | Protoceratopidae                                             |
|              |                                                              |
| Ceratopoidea | \| \| Zuniceratops \| \| \| \| \| \| Ceratopidae \| \| \| \| |
|              | \| \| Zuniceratops \| \| \| \| \| \| Ceratopidae \| \| \| \| |
|              | Zuniceratops                                                 |
|              |                                                              |
|              | Ceratopidae                                                  |
|              |                                                              |

|  | Zuniceratops |
|  |              |
|  | Ceratopidae  |
|  |              |

|              | Protoceratopidae                                             |
|              |                                                              |
| Ceratopoidea | \| \| Zuniceratops \| \| \| \| \| \| Ceratopidae \| \| \| \| |
|              | \| \| Zuniceratops \| \| \| \| \| \| Ceratopidae \| \| \| \| |
|              | Zuniceratops                                                 |
|              |                                                              |
|              | Ceratopidae                                                  |
|              |                                                              |

|  | Zuniceratops |
|  |              |
|  | Ceratopidae  |
|  |              |

|              | Protoceratopidae                                             |
|              |                                                              |
| Ceratopoidea | \| \| Zuniceratops \| \| \| \| \| \| Ceratopidae \| \| \| \| |
|              | \| \| Zuniceratops \| \| \| \| \| \| Ceratopidae \| \| \| \| |
|              | Zuniceratops                                                 |
|              |                                                              |
|              | Ceratopidae                                                  |
|              |                                                              |

|  | Zuniceratops |
|  |              |
|  | Ceratopidae  |
|  |              |

|              | Protoceratopidae                                             |
|              |                                                              |
| Ceratopoidea | \| \| Zuniceratops \| \| \| \| \| \| Ceratopidae \| \| \| \| |
|              | \| \| Zuniceratops \| \| \| \| \| \| Ceratopidae \| \| \| \| |
|              | Zuniceratops                                                 |
|              |                                                              |
|              | Ceratopidae                                                  |
|              |                                                              |

|  | Zuniceratops |
|  |              |
|  | Ceratopidae  |
|  |              |

|              | Protoceratopidae                                             |
|              |                                                              |
| Ceratopoidea | \| \| Zuniceratops \| \| \| \| \| \| Ceratopidae \| \| \| \| |
|              | \| \| Zuniceratops \| \| \| \| \| \| Ceratopidae \| \| \| \| |
|              | Zuniceratops                                                 |
|              |                                                              |
|              | Ceratopidae                                                  |
|              |                                                              |

|  | Zuniceratops |
|  |              |
|  | Ceratopidae  |
|  |              |

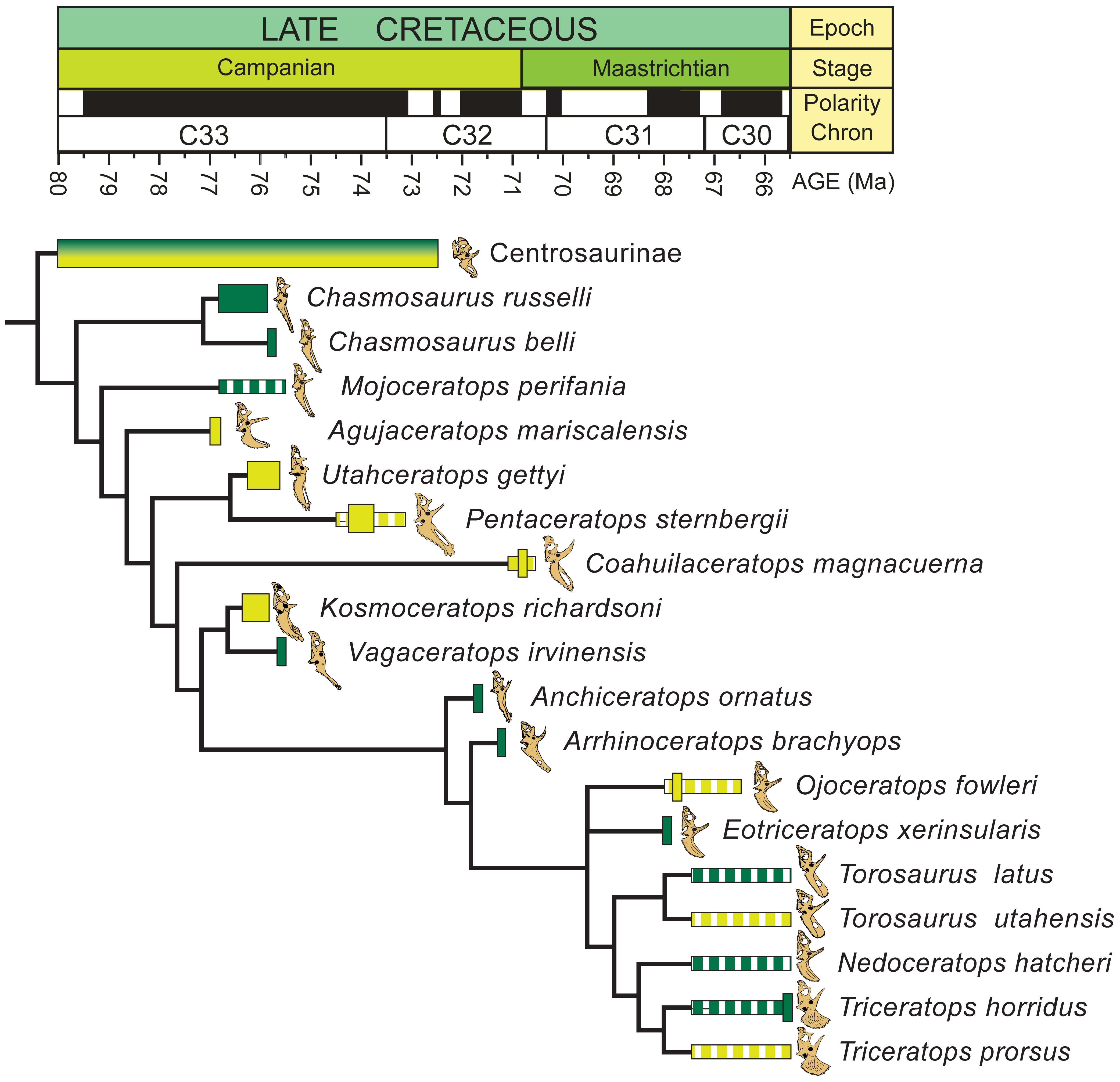
Kladistische analyses leveren dit soort complexe stambomen op waarin de verwantschappen van vele soorten tegelijk zijn berekend

De Ceratopidae hebben noodzakelijkerwijs ook een interne fylogenie of verwantschapsstructuur die hier echter wegens het grote aantal soorten slechts schematisch kan worden aangeduid.
|             | Einiosaurus                                                        |
|             |                                                                    |
| Pachyrostra | \| \| Achelousaurus \| \| \| \| \| \| Pachyrhinosaurus \| \| \| \| |
|             | \| \| Achelousaurus \| \| \| \| \| \| Pachyrhinosaurus \| \| \| \| |
|             | Achelousaurus                                                      |
|             |                                                                    |
|             | Pachyrhinosaurus                                                   |
|             |                                                                    |

|  | Achelousaurus    |
|  |                  |
|  | Pachyrhinosaurus |
|  |                  |

|  | Styracosaurus |
|  |               |
|  | Centrosaurus  |
|  |               |

|             | Einiosaurus                                                        |
|             |                                                                    |
| Pachyrostra | \| \| Achelousaurus \| \| \| \| \| \| Pachyrhinosaurus \| \| \| \| |
|             | \| \| Achelousaurus \| \| \| \| \| \| Pachyrhinosaurus \| \| \| \| |
|             | Achelousaurus                                                      |
|             |                                                                    |
|             | Pachyrhinosaurus                                                   |
|             |                                                                    |

|  | Achelousaurus    |
|  |                  |
|  | Pachyrhinosaurus |
|  |                  |

|  | Styracosaurus |
|  |               |
|  | Centrosaurus  |
|  |               |

|  | Pentaceratops |
|  |               |
|  | Utahceratops  |
|  |               |

|  | \| \| Triceratops \| \| \| \| \| \| Torosaurus \| \| \| \| |
|  |                                                            |
|  | Eotriceratops                                              |
|  |                                                            |
|  | Triceratops                                                |
|  |                                                            |
|  | Torosaurus                                                 |
|  |                                                            |

|  | Triceratops |
|  |             |
|  | Torosaurus  |
|  |             |

|  | \| \| Triceratops \| \| \| \| \| \| Torosaurus \| \| \| \| |
|  |                                                            |
|  | Eotriceratops                                              |
|  |                                                            |
|  | Triceratops                                                |
|  |                                                            |
|  | Torosaurus                                                 |
|  |                                                            |

|  | Triceratops |
|  |             |
|  | Torosaurus  |
|  |             |

|  | \| \| Triceratops \| \| \| \| \| \| Torosaurus \| \| \| \| |
|  |                                                            |
|  | Eotriceratops                                              |
|  |                                                            |
|  | Triceratops                                                |
|  |                                                            |
|  | Torosaurus                                                 |
|  |                                                            |

|  | Triceratops |
|  |             |
|  | Torosaurus  |
|  |             |

|  | \| \| Triceratops \| \| \| \| \| \| Torosaurus \| \| \| \| |
|  |                                                            |
|  | Eotriceratops                                              |
|  |                                                            |
|  | Triceratops                                                |
|  |                                                            |
|  | Torosaurus                                                 |
|  |                                                            |

|  | Triceratops |
|  |             |
|  | Torosaurus  |
|  |             |

|  | Pentaceratops |
|  |               |
|  | Utahceratops  |
|  |               |

|  | \| \| Triceratops \| \| \| \| \| \| Torosaurus \| \| \| \| |
|  |                                                            |
|  | Eotriceratops                                              |
|  |                                                            |
|  | Triceratops                                                |
|  |                                                            |
|  | Torosaurus                                                 |
|  |                                                            |

|  | Triceratops |
|  |             |
|  | Torosaurus  |
|  |             |

|  | \| \| Triceratops \| \| \| \| \| \| Torosaurus \| \| \| \| |
|  |                                                            |
|  | Eotriceratops                                              |
|  |                                                            |
|  | Triceratops                                                |
|  |                                                            |
|  | Torosaurus                                                 |
|  |                                                            |

|  | Triceratops |
|  |             |
|  | Torosaurus  |
|  |             |

|  | \| \| Triceratops \| \| \| \| \| \| Torosaurus \| \| \| \| |
|  |                                                            |
|  | Eotriceratops                                              |
|  |                                                            |
|  | Triceratops                                                |
|  |                                                            |
|  | Torosaurus                                                 |
|  |                                                            |

|  | Triceratops |
|  |             |
|  | Torosaurus  |
|  |             |

|  | \| \| Triceratops \| \| \| \| \| \| Torosaurus \| \| \| \| |
|  |                                                            |
|  | Eotriceratops                                              |
|  |                                                            |
|  | Triceratops                                                |
|  |                                                            |
|  | Torosaurus                                                 |
|  |                                                            |

|  | Triceratops |
|  |             |
|  | Torosaurus  |
|  |             |

|  | Pentaceratops |
|  |               |
|  | Utahceratops  |
|  |               |

|  | \| \| Triceratops \| \| \| \| \| \| Torosaurus \| \| \| \| |
|  |                                                            |
|  | Eotriceratops                                              |
|  |                                                            |
|  | Triceratops                                                |
|  |                                                            |
|  | Torosaurus                                                 |
|  |                                                            |

|  | Triceratops |
|  |             |
|  | Torosaurus  |
|  |             |

|  | \| \| Triceratops \| \| \| \| \| \| Torosaurus \| \| \| \| |
|  |                                                            |
|  | Eotriceratops                                              |
|  |                                                            |
|  | Triceratops                                                |
|  |                                                            |
|  | Torosaurus                                                 |
|  |                                                            |

|  | Triceratops |
|  |             |
|  | Torosaurus  |
|  |             |

|  | \| \| Triceratops \| \| \| \| \| \| Torosaurus \| \| \| \| |
|  |                                                            |
|  | Eotriceratops                                              |
|  |                                                            |
|  | Triceratops                                                |
|  |                                                            |
|  | Torosaurus                                                 |
|  |                                                            |

|  | Triceratops |
|  |             |
|  | Torosaurus  |
|  |             |

|  | \| \| Triceratops \| \| \| \| \| \| Torosaurus \| \| \| \| |
|  |                                                            |
|  | Eotriceratops                                              |
|  |                                                            |
|  | Triceratops                                                |
|  |                                                            |
|  | Torosaurus                                                 |
|  |                                                            |

|  | Triceratops |
|  |             |
|  | Torosaurus  |
|  |             |

|  | Pentaceratops |
|  |               |
|  | Utahceratops  |
|  |               |

|  | \| \| Triceratops \| \| \| \| \| \| Torosaurus \| \| \| \| |
|  |                                                            |
|  | Eotriceratops                                              |
|  |                                                            |
|  | Triceratops                                                |
|  |                                                            |
|  | Torosaurus                                                 |
|  |                                                            |

|  | Triceratops |
|  |             |
|  | Torosaurus  |
|  |             |

|  | \| \| Triceratops \| \| \| \| \| \| Torosaurus \| \| \| \| |
|  |                                                            |
|  | Eotriceratops                                              |
|  |                                                            |
|  | Triceratops                                                |
|  |                                                            |
|  | Torosaurus                                                 |
|  |                                                            |

|  | Triceratops |
|  |             |
|  | Torosaurus  |
|  |             |

|  | \| \| Triceratops \| \| \| \| \| \| Torosaurus \| \| \| \| |
|  |                                                            |
|  | Eotriceratops                                              |
|  |                                                            |
|  | Triceratops                                                |
|  |                                                            |
|  | Torosaurus                                                 |
|  |                                                            |

|  | Triceratops |
|  |             |
|  | Torosaurus  |
|  |             |

|  | \| \| Triceratops \| \| \| \| \| \| Torosaurus \| \| \| \| |
|  |                                                            |
|  | Eotriceratops                                              |
|  |                                                            |
|  | Triceratops                                                |
|  |                                                            |
|  | Torosaurus                                                 |
|  |                                                            |

|  | Triceratops |
|  |             |
|  | Torosaurus  |
|  |             |

|             | Einiosaurus                                                        |
|             |                                                                    |
| Pachyrostra | \| \| Achelousaurus \| \| \| \| \| \| Pachyrhinosaurus \| \| \| \| |
|             | \| \| Achelousaurus \| \| \| \| \| \| Pachyrhinosaurus \| \| \| \| |
|             | Achelousaurus                                                      |
|             |                                                                    |
|             | Pachyrhinosaurus                                                   |
|             |                                                                    |

|  | Achelousaurus    |
|  |                  |
|  | Pachyrhinosaurus |
|  |                  |

|  | Styracosaurus |
|  |               |
|  | Centrosaurus  |
|  |               |

|             | Einiosaurus                                                        |
|             |                                                                    |
| Pachyrostra | \| \| Achelousaurus \| \| \| \| \| \| Pachyrhinosaurus \| \| \| \| |
|             | \| \| Achelousaurus \| \| \| \| \| \| Pachyrhinosaurus \| \| \| \| |
|             | Achelousaurus                                                      |
|             |                                                                    |
|             | Pachyrhinosaurus                                                   |
|             |                                                                    |

|  | Achelousaurus    |
|  |                  |
|  | Pachyrhinosaurus |
|  |                  |

|  | Styracosaurus |
|  |               |
|  | Centrosaurus  |
|  |               |

|  | Pentaceratops |
|  |               |
|  | Utahceratops  |
|  |               |

|  | \| \| Triceratops \| \| \| \| \| \| Torosaurus \| \| \| \| |
|  |                                                            |
|  | Eotriceratops                                              |
|  |                                                            |
|  | Triceratops                                                |
|  |                                                            |
|  | Torosaurus                                                 |
|  |                                                            |

|  | Triceratops |
|  |             |
|  | Torosaurus  |
|  |             |

|  | \| \| Triceratops \| \| \| \| \| \| Torosaurus \| \| \| \| |
|  |                                                            |
|  | Eotriceratops                                              |
|  |                                                            |
|  | Triceratops                                                |
|  |                                                            |
|  | Torosaurus                                                 |
|  |                                                            |

|  | Triceratops |
|  |             |
|  | Torosaurus  |
|  |             |

|  | \| \| Triceratops \| \| \| \| \| \| Torosaurus \| \| \| \| |
|  |                                                            |
|  | Eotriceratops                                              |
|  |                                                            |
|  | Triceratops                                                |
|  |                                                            |
|  | Torosaurus                                                 |
|  |                                                            |

|  | Triceratops |
|  |             |
|  | Torosaurus  |
|  |             |

|  | \| \| Triceratops \| \| \| \| \| \| Torosaurus \| \| \| \| |
|  |                                                            |
|  | Eotriceratops                                              |
|  |                                                            |
|  | Triceratops                                                |
|  |                                                            |
|  | Torosaurus                                                 |
|  |                                                            |

|  | Triceratops |
|  |             |
|  | Torosaurus  |
|  |             |

|  | Pentaceratops |
|  |               |
|  | Utahceratops  |
|  |               |

|  | \| \| Triceratops \| \| \| \| \| \| Torosaurus \| \| \| \| |
|  |                                                            |
|  | Eotriceratops                                              |
|  |                                                            |
|  | Triceratops                                                |
|  |                                                            |
|  | Torosaurus                                                 |
|  |                                                            |

|  | Triceratops |
|  |             |
|  | Torosaurus  |
|  |             |

|  | \| \| Triceratops \| \| \| \| \| \| Torosaurus \| \| \| \| |
|  |                                                            |
|  | Eotriceratops                                              |
|  |                                                            |
|  | Triceratops                                                |
|  |                                                            |
|  | Torosaurus                                                 |
|  |                                                            |

|  | Triceratops |
|  |             |
|  | Torosaurus  |
|  |             |

|  | \| \| Triceratops \| \| \| \| \| \| Torosaurus \| \| \| \| |
|  |                                                            |
|  | Eotriceratops                                              |
|  |                                                            |
|  | Triceratops                                                |
|  |                                                            |
|  | Torosaurus                                                 |
|  |                                                            |

|  | Triceratops |
|  |             |
|  | Torosaurus  |
|  |             |

|  | \| \| Triceratops \| \| \| \| \| \| Torosaurus \| \| \| \| |
|  |                                                            |
|  | Eotriceratops                                              |
|  |                                                            |
|  | Triceratops                                                |
|  |                                                            |
|  | Torosaurus                                                 |
|  |                                                            |

|  | Triceratops |
|  |             |
|  | Torosaurus  |
|  |             |

|  | Pentaceratops |
|  |               |
|  | Utahceratops  |
|  |               |

|  | \| \| Triceratops \| \| \| \| \| \| Torosaurus \| \| \| \| |
|  |                                                            |
|  | Eotriceratops                                              |
|  |                                                            |
|  | Triceratops                                                |
|  |                                                            |
|  | Torosaurus                                                 |
|  |                                                            |

|  | Triceratops |
|  |             |
|  | Torosaurus  |
|  |             |

|  | \| \| Triceratops \| \| \| \| \| \| Torosaurus \| \| \| \| |
|  |                                                            |
|  | Eotriceratops                                              |
|  |                                                            |
|  | Triceratops                                                |
|  |                                                            |
|  | Torosaurus                                                 |
|  |                                                            |

|  | Triceratops |
|  |             |
|  | Torosaurus  |
|  |             |

|  | \| \| Triceratops \| \| \| \| \| \| Torosaurus \| \| \| \| |
|  |                                                            |
|  | Eotriceratops                                              |
|  |                                                            |
|  | Triceratops                                                |
|  |                                                            |
|  | Torosaurus                                                 |
|  |                                                            |

|  | Triceratops |
|  |             |
|  | Torosaurus  |
|  |             |

|  | \| \| Triceratops \| \| \| \| \| \| Torosaurus \| \| \| \| |
|  |                                                            |
|  | Eotriceratops                                              |
|  |                                                            |
|  | Triceratops                                                |
|  |                                                            |
|  | Torosaurus                                                 |
|  |                                                            |

|  | Triceratops |
|  |             |
|  | Torosaurus  |
|  |             |

|  | Pentaceratops |
|  |               |
|  | Utahceratops  |
|  |               |

|  | \| \| Triceratops \| \| \| \| \| \| Torosaurus \| \| \| \| |
|  |                                                            |
|  | Eotriceratops                                              |
|  |                                                            |
|  | Triceratops                                                |
|  |                                                            |
|  | Torosaurus                                                 |
|  |                                                            |

|  | Triceratops |
|  |             |
|  | Torosaurus  |
|  |             |

|  | \| \| Triceratops \| \| \| \| \| \| Torosaurus \| \| \| \| |
|  |                                                            |
|  | Eotriceratops                                              |
|  |                                                            |
|  | Triceratops                                                |
|  |                                                            |
|  | Torosaurus                                                 |
|  |                                                            |

|  | Triceratops |
|  |             |
|  | Torosaurus  |
|  |             |

|  | \| \| Triceratops \| \| \| \| \| \| Torosaurus \| \| \| \| |
|  |                                                            |
|  | Eotriceratops                                              |
|  |                                                            |
|  | Triceratops                                                |
|  |                                                            |
|  | Torosaurus                                                 |
|  |                                                            |

|  | Triceratops |
|  |             |
|  | Torosaurus  |
|  |             |

|  | \| \| Triceratops \| \| \| \| \| \| Torosaurus \| \| \| \| |
|  |                                                            |
|  | Eotriceratops                                              |
|  |                                                            |
|  | Triceratops                                                |
|  |                                                            |
|  | Torosaurus                                                 |
|  |                                                            |

|  | Triceratops |
|  |             |
|  | Torosaurus  |
|  |             |

John Bell Hatcher verdeelde in 1907 postuum de Ceratopidae in twee groepen op grond van de lengte van hun nekschild. Triceratops werd dan bij de "kortkragige" ceratopiden ingedeeld. In 1949 werd de juistheid van deze indeling al betwijfeld door Charles Mortram Sternberg maar zij bleef gangbaar. In 1990 werd door Thomas Lehman de tegenwoordig als juist geziene splitsing tussen Centrosaurinae en Chasmosaurinae verondersteld waarbij Triceratops dan een chasmosaurine is. Daarbij viel hij terug op termen die al in 1915 gebruikt waren door Lawrence Morris Lambe.

## Ontdekkingsgeschiedenis

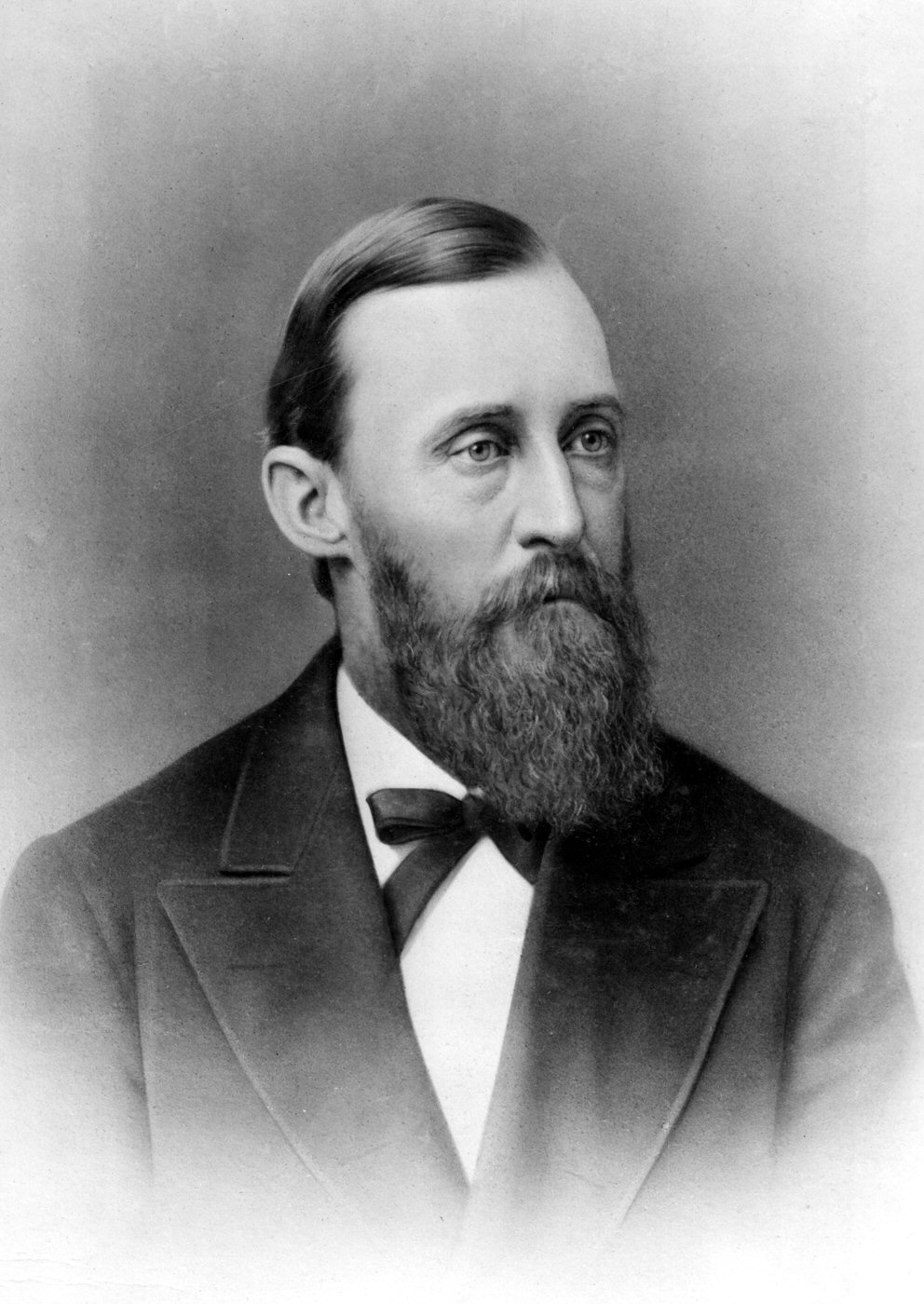
F. Vandeveer-Hayden vond de eerste resten van ceratopiden

### Vroege vondsten
In 1855 vond de Amerikaanse natuurvorser Ferdinand Vandeveer Hayden in het Nebraska Territory dinosauriërtanden met twee wortels, waarvan tegenwoordig begrepen wordt dat ze aan Ceratopidae moeten hebben toebehoord. Ze werden in 1856 beschreven door Joseph Leidy, verwarrend genoeg samen met tanden van Hadrosauridae, onder de naam Trachodon.

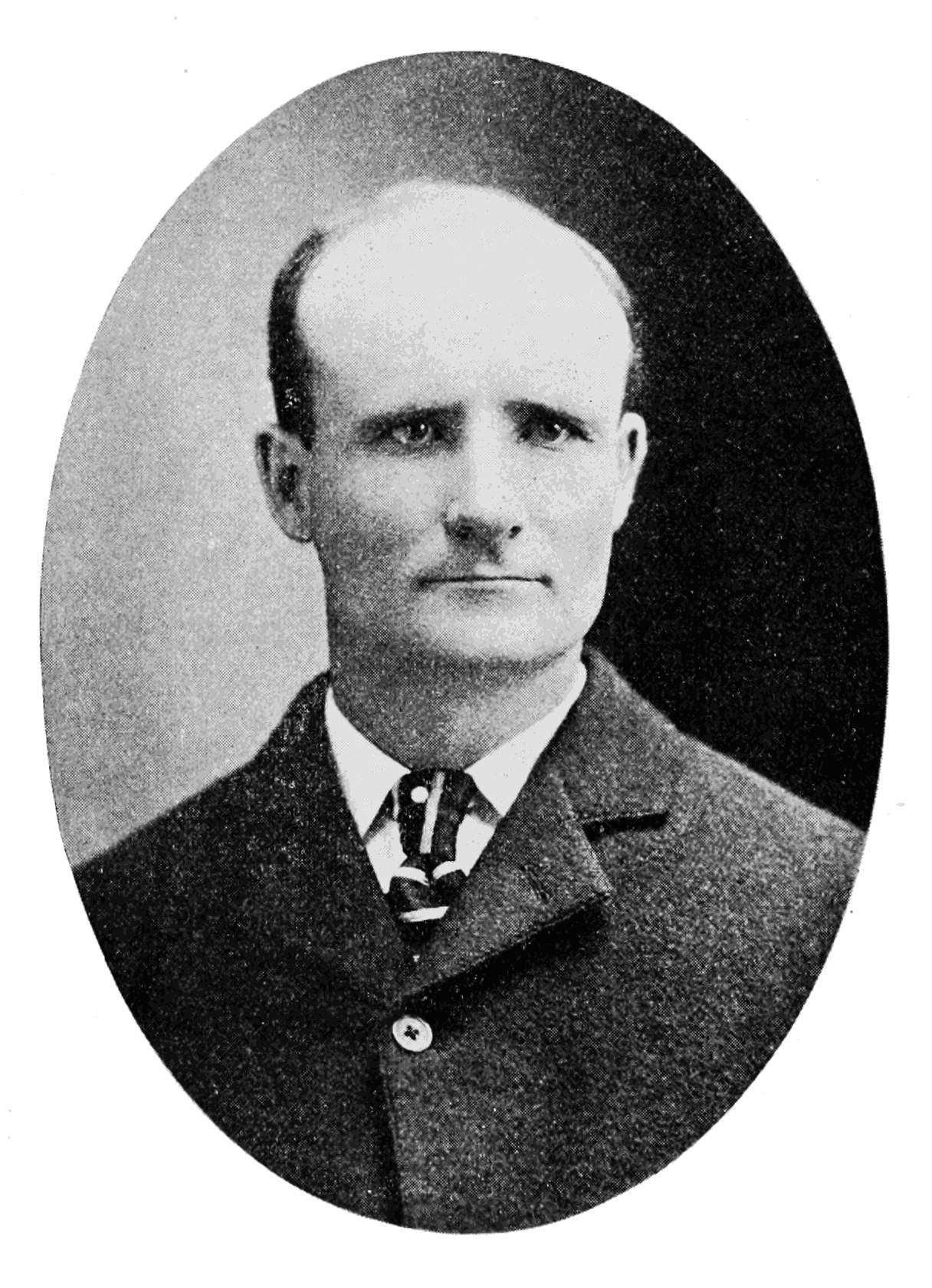
John Bell Hatcher

De eerste vondst van botten van Ceratopidae werd in 1867 of 1868 gedaan door ingenieur kapitein Edward Louis Berthoud bij Denver; het bestond uit een stuk wenkbrauwhoorn dat indertijd niet als zodanig werd onderkend. Wel de aandacht van de wetenschap trok een vondst uit 1871 door Fielding Bradford Meek die in 1872 door een rivaal van Marsh, Edward Drinker Cope, beschreven werd als Agathaumas. In 1874 benoemde Cope Polyonax en in 1876 Dysganus en Monoclonius. Cope echter, werd nogal in verwarring gebracht door deze vondsten. Agathaumas was redelijk compleet maar miste schedelmateriaal. Dat dook wel op bij Monoclonius maar Cope miskende de aard van het nekschild en legde helemaal geen verband met Agathaumas. Copes vondsten worden tegenwoordig meestal als nomina dubia beschouwd. Hetzelfde geldt voor zijn Claorhynchus uit 1892.

### De ontdekkingen door Hatcher
In 1887 vond George Lyman Cannon jr in Colorado een paar wenkbrauwhoorns; die werden door Marsh in eerste instantie aangezien als een enorm rund ('Bison alticornis'). In 1888 begreep hij zijn vergissing toen zijn medewerker John Bell Hatcher een schedeldak van Ceratops vond. Dit maakte hij het typegenus van zijn Ceratopsidae. Cope aanvaardde deze naam niet en sprak na 1889 consequent van de Agathaumidae. Hoewel Marsh nu doorhad dat hij een geheel nieuwe dinosauriërgroep ontdekt had, kreeg hij toch een heel verkeerd beeld van de bouw. Hij dacht dat het tweevoeters waren, dat de wenkbrauwhoorns op het achterhoofd naar binnen kromden en dat het lijf bedekt was met pantserplaten. Al snel kon dit beeld bijgesteld worden toen Hatcher een schedel lokaliseerde die door een cowboy met een lasso uit de wand van een ravijn getrokken zou zijn. Op basis hiervan benoemde Marsh Triceratops die de meest bekende ceratopide zou worden. De onvermoeibare Hatcher groef in korte tijd in Wyoming nog een dertigtal schedels op die door Marsh, veelal ten onrechte, benoemd werd als nieuwe soorten van Triceratops of zelfs als aparte geslachten. Een wellicht geldig geslacht daaronder was Torosaurus welke de grootste schedel bezat die toen van enig landdier bekend was. Uit het materiaal is in 2007 ook het geslacht Nedoceratops benoemd waarvan de geldigheid omstreden is.

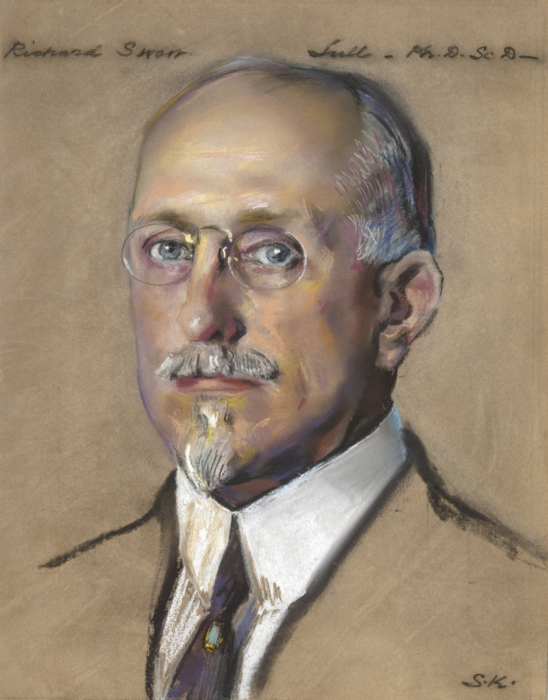
R. Swann Lull

Marsh kreeg ook een redelijk goed beeld van het rompskelet en kon al in 1891 een reconstructie publiceren die niet fundamenteel afweek van de huidige inzichten: een dier dat op vier verticale poten staat. Een skeletmodel liet hij echter niet opstellen. Hij begon een grote monografie over de Ceratopia voor te bereiden. Tegen het eind van zijn leven was hij echter door geldgebrek gedwongen zijn collectie grotendeels aan het American Museum of Natural History te verkopen. Na zijn dood kreeg Hatcher in 1902 de opdracht de monografie te voltooien. Achter zijn typemachine gezeten werd deze in 1905 midden in een zin onwel en overleed nog dezelfde dag. De taak de publicatie te voltooien viel nu toe aan Richard Swann Lull. Hatcher en Lull zouden het theroretisch onderzoek naar ceratopiden in de eerste helft van de twintigste eeuw domineren. Zo was Hatcher degene die de ceratopiden verdeelde in soorten met een kort en met een lang nekschild.

### Vondsten in Canada

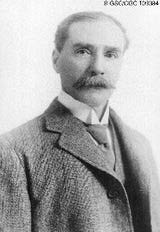
Lawrence M. Lambe

Dat onderscheid zou vooral relevant worden doordat het Campanien van Canada veel ceratopide materiaal begon op te leveren. De vondsten van Hatcher dateerden uit het jongere Maastrichtien. Lawrence Morris Lambe groef van 1898 af in Alberta materiaal op dat eerst aan Monoclonius werd toegewezen maar later onderkend werd als aparte geslachten zoals Centrosaurus, Eoceratops en Chasmosaurus. De fossielenjager Charles Hazelius Sternberg zou hierna met zijn zoons op een groot vlot de oevers van de Red Deer River afzoeken op fossielen waarbij veel skeletten gevonden werden. Hij ontdekte in 1913 Styracosaurus. Barnum Brown imiteerde de methode van de Sternbergs. In 1912 groef hij Anchiceratops op. In 1916 vond C.H. Sternberg Spinops die echter pas in 2011 benoemd zou worden. In 1921 ontdekte William Arthur Parks in Alberta Arrhinoceratops. In 1921 bleek het C.H. Sternberg dat ook in het zuiden van de USA ceratopiden te vinden zijn toen hij in New Mexico het holotype van Pentaceratops opgroef. Noordelijker in de USA had in 1913 het team van Charles Whitney Gilmore fossielen ontdekt die hij in 1914 benoemde als Brachyceratops. Het gaat om resten van jonge dieren, hoewel dat indertijd niet onderkend werd.
In het midden van de twintigste eeuw liep de belangstelling voor dinosauriërs snel terug. Een van de weinigen die zich nog met het onderwerp bezighield, was een zoon van C.H. Sternberg: Charles Mortram Sternberg. In 1950 benoemde deze een ceratopide op basis van in Canada gevonden materiaal: Pachyrhinosaurus. Men was  in deze periode geneigd de hoorns en schilden van ceratopiden te zien als een mooi voorbeeld van "raciale veroudering", een "evolutionaire trend" die uitliep op het uitsterven van de groep. Van de leer van de orthogenetica die zulke denkbeelden voorstond, was Lull een gezaghebbend vertegenwoordiger ofschoon hij altijd zeer voorzichtig was in het toepassen ervan op de Ceratopidae.

### Dinosauriërrenaissance

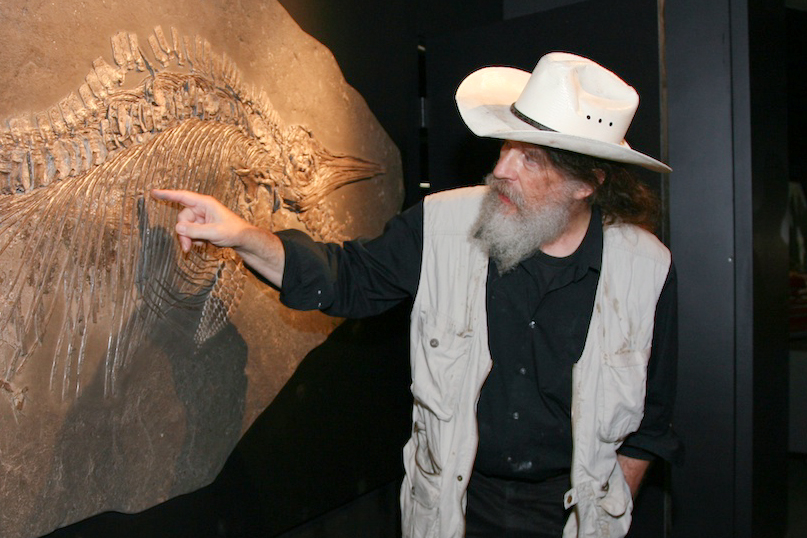
Bob Bakker, de grondlegger van de dinosauriërrenaissance

In de jaren zestig van de twintigste eeuw zou zich een herleving van het onderzoek naar de Dinosauria voordoen, de zogenaamde "dinosauriërrenaissance". Voor de ceratopiden betekende dat in eerste instantie vooral een verbetering van de theorie. Robert Thomas Bakker schilderde ze af als actieve, warmbloedige, snelle dieren met een zware musculatuur en een meer verticale stand van de voorpoten. De verhoogde belangstelling vertaalde zich voorlopig niet in nieuwe vondsten. In 1981 echter werd Avaceratops ontdekt die in 1986 benoemd zou worden door Peter Dodson die zich tot een van de meest vooraanstaande experts op dit gebied zou ontwikkelen. In 1996 publiceerde hij het eerste en enige langere populairwetenschappelijke boek over het onderwerp: The Horned Dinosaurs: A Natural History.

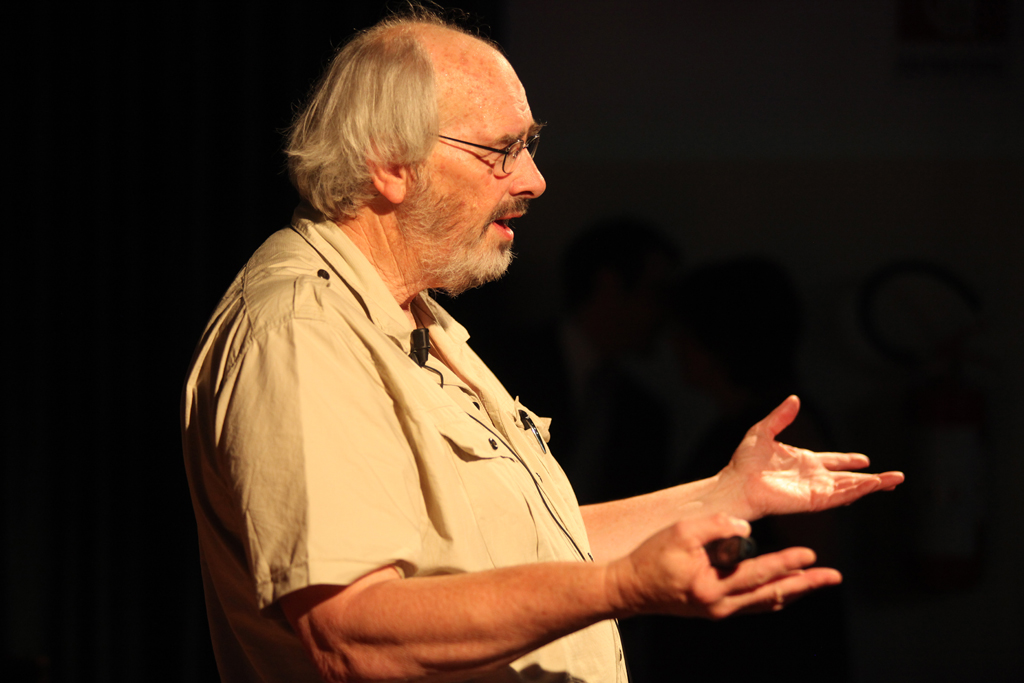
Jack Horner

Intussen was, te beginnen in augustus 1985, door Jack Horner in Montana een aantal rijke beenderbedden opgegraven. Daarin waren verschillende typen aanwezig waarvan de onderlinge verwantschappen, mede in relatie met eerder ontdekt materiaal, de experts nog steeds voor raadsels stellen. Uiteindelijk zouden ze van 1994 af de geslachten Einiosaurus, Achelousaurus, Rubeosaurus en Stellasaurus opleveren.
De jaren tachtig leverden ook de eerste mogelijke ceratopide uit Azië op, de in 1989 benoemde Turanoceratops, gevonden in Oezbekistan. Deze vorm zou ook   een van de meest basale bekende ceratopiden kunnen zijn, een fase uit hun vroege evolutie.

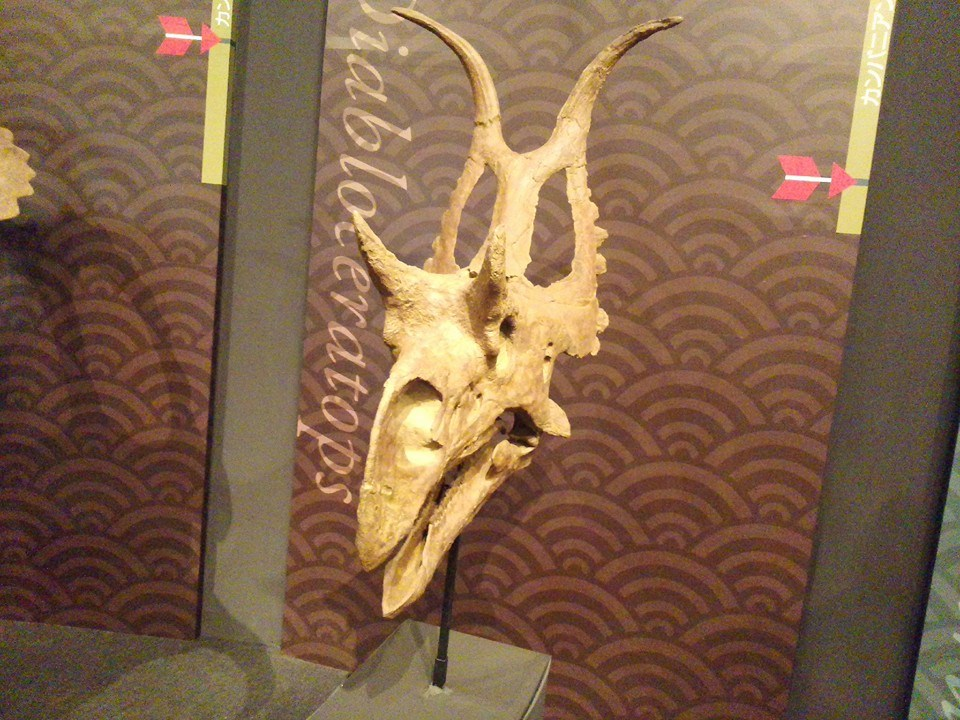
Diabloceratops is een van de meer afwijkende nieuwe vondsten

Voor dinosauriërs in het algemeen gold dat tijdens de jaren negentig steeds meer soorten gevonden werden. Bij ceratopiden was dat veel minder het geval. Nadat Einiosaurus en Achelousaurus in 1994 benoemd werden, bleven, met uitzondering van de onzekere Zuniceratops uit 1998, nieuwe beschrijvingen lange tijd uit totdat in 2006 Agujaceratops benoemd werd en in 2007 Albertaceratops, Nedoceratops en Eotriceratops. In 2010 was er Peak Dinosaur, de piek in de benoemde dinosauriërsoorten. Daar leverden de ceratopiden een grote bijdrage aan doordat er in één boek, New Perspectives on Horned Dinosaurs, maar liefst tien tegelijk benoemd werden: Coahuilaceratops, Diabloceratops, Kosmoceratops, Medusaceratops, Mojoceratops, Ojoceratops, Rubeosaurus, Tatankaceratops, Utahceratops en Vagaceratops. Coahuilaceratops was de eerste ceratopide die in Mexico gevonden was. Ook Diabloceratops, Kosmoceratops, Ojoceratops en Utahceratops vertegenwoordigden een zuidelijker fauna uit Laramidia.
Hierna volgde een gestage stroom aan vondsten en benoemingen: Sinoceratops die in 2010 de eerste zekere ceratopide uit China was, Titanoceratops (2011), Spinops (2011), Coronosaurus (2012), Xenoceratops (2012), Bravoceratops (2013), Judiceratops (2013), Nasutoceratops (2013), Mercuriceratops (2014), Regaliceratops (2015), Wendiceratops (2015), Machairoceratops (2016), Spiclypeus (2016), Yehuecauhceratops uit Mexico (2017), Crittendenceratops (2018), Terminocavus (2020), Stellasaurus (2020), Menefeeceratops (2021), Sierraceratops (2021), Furcatoceratops (2023) en Lokiceratops (2024). Als gevolg van de nieuwe ontdekkingen is de overgrote meerderheid van de bekende ceratopiden in de eenentwintigste eeuw benoemd. Ze leveren vooral belangrijke informatie op over de vroege evolutie, de verschillen tussen de faunae en de variabiliteit van de nekschilden.
Behalve het veldonderzoek boekte ook het theoretisch onderzoek een belangrijke voortgang. Computers maakten het mogelijk in de methode van de kladistiek de verwantschappen exact vast te stellen door te berekenen welke evolutionaire stamboom het minste aantal veranderingen vooronderstelde en dus het waarschijnlijkst was. Dat was vooral relevant door het grote aantal nieuw ontdekte soorten. De kladistiek dwong heel nauwkeurig lijsten van kenmerken op te stellen en dat maakte het weer mogelijk oudere vondsten als nieuwe taxa te onderkennen. Computermodellen maakten beter inzichtelijk hoe ceratopiden zich voortbewogen. Moderne inzichten over de ecologie, botgroei en het sociaal gedrag van dieren werden ook op ceratopiden toegepast.

## Beschrijving

### Grootte en onderscheidende kenmerken
Hoewel de eerste Ceratopidae waarschijnlijk kleiner waren, zijn er geen eenduidige ceratopiden bekend die minder dan vier meter lang zijn, de lengte die Avaceratops ongeveer bereikte. Brachyceratops van drie meter lang vertegenwoordigt een jong onvolgroeid dier. De grootste gevonden ceratopiden betreffen Eotriceratops en exemplaren van Triceratops en Torosaurus. Daarvan is dan weer voornamelijk schedelmateriaal bekend zodat de totale lichaamslengte geschat moet worden. Sommige meer volledige skeletten van Triceratops wijzen op een lengte van 7,9 meter. Als we het grootste bekende schedelspecimen van Triceratops, USNM 4276, proportioneel aanvullen, komen we uit op een dier van 9,4 meter lang dat een dertien ton moet hebben gewogen.

Ceratopiden in grootte vergeleken

Per uitgevoerde kladistische analyse zullen de kenmerken waarin de Ceratopidae zich van hun directe voorouders onderscheiden, de afgeleide gedeelde nieuwe eigenschappen of synapomorfieën, anders uitvallen. Een onveranderlijke lijst daarvan kan dus niet worden vastgesteld. Het is echter mogelijk om meer in het algemeen een aantal kenmerken te geven die voor de ceratopiden typerend zijn. De buitenste neusgaten zijn extreem vergroot. Het tussenschot tussen de praemaxillae van de snuit is sterk ontwikkeld. Op het neusbeen staat een neushoorn. Het traanbeen is sterk in grootte gereduceerd. De fenestra antorbitalis is sterk in grootte gereduceerd. Het voorhoofdsbeen bereikt de bovenrand van de oogkas niet. In het schedeldak bevindt zich een complex van ondiepe luchtholten. Het quadratojugale ligt zijdelings op het quadratum. Het squamosum heeft een langgerekte groeve waarin het quadratum past. Het kaakgewricht bevindt zich ver onder het niveau van de tandrij. Pariëtaalvensters in de wandbeenderen zijn meestal met de lange as in de lengterichting van de schedel gericht. De rand van het nekschild vertoont golvingen die uitlopen in vastgegroeide huidverbeningen, de exoccipitalia. Op het achterhoofd maakt het supraoccipitale geen deel uit van het achterhoofdsgat. De reuklobben van de hersenen zijn omgeven door verbeende schotten tussen de oogkassen. Het aantal uitgangen voor de tiende, elfde en twaalfde hersenzenuw samen bedraagt twee. De tanden hebben twee wortels. Het aantal vervangingstanden in de tandbatterij bedraagt per positie minstens drie. De tanden hebben geen extra verticale richels. De wervelboog van de atlas helt sterk naar achteren. Er zijn minstens tien sacrale wervels in het heiligbeen. De gepaarde borstbeenderen zijn kort en breed. De bovenrand van het darmbeen buigt naar buiten om een beenplateau te vormen. Boven het heupgewricht bevindt zich een zijdelings uitstekende antitrochanter. Het zitbeen is naar beneden gekromd. Op de bovenkant van het dijbeen zijn de trochanter minor en trochanter major vergroeid. Het dijbeen is langer dan het scheenbeen. De voetklauwen hebben de vorm van hoeven.

### Skelet

#### Schedel

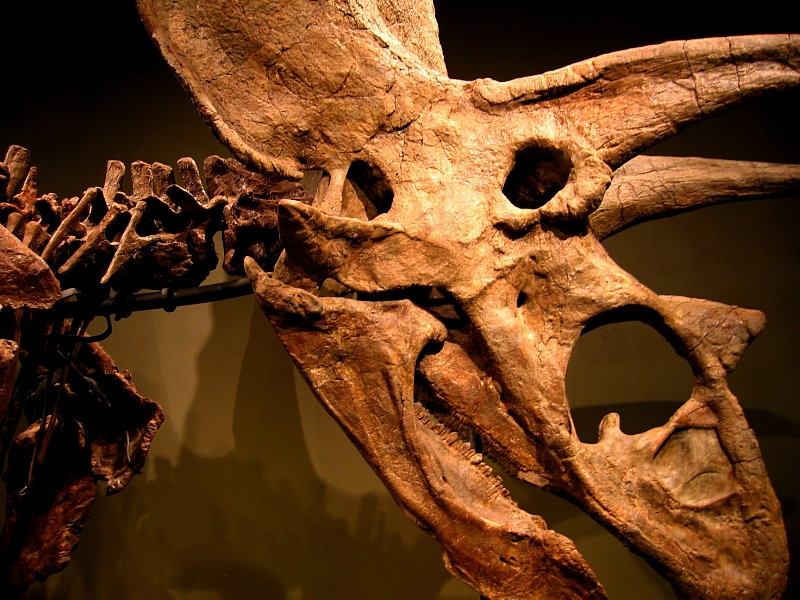
De complexe uithollingen op de snuitzijde bij Titanoceratops

Van het skelet van de Ceratopidae is vooral de schedel bekend; schedels vormen het leeuwendeel van de geborgen vondsten, zowel omdat de enorme massa been eenvoudiger bewaard bleef als vanwege de aantrekkingskracht die de koppen hadden op fossielenjagers die geacht werden fraaie pronkstukken aan te leveren voor museumopstellingen.

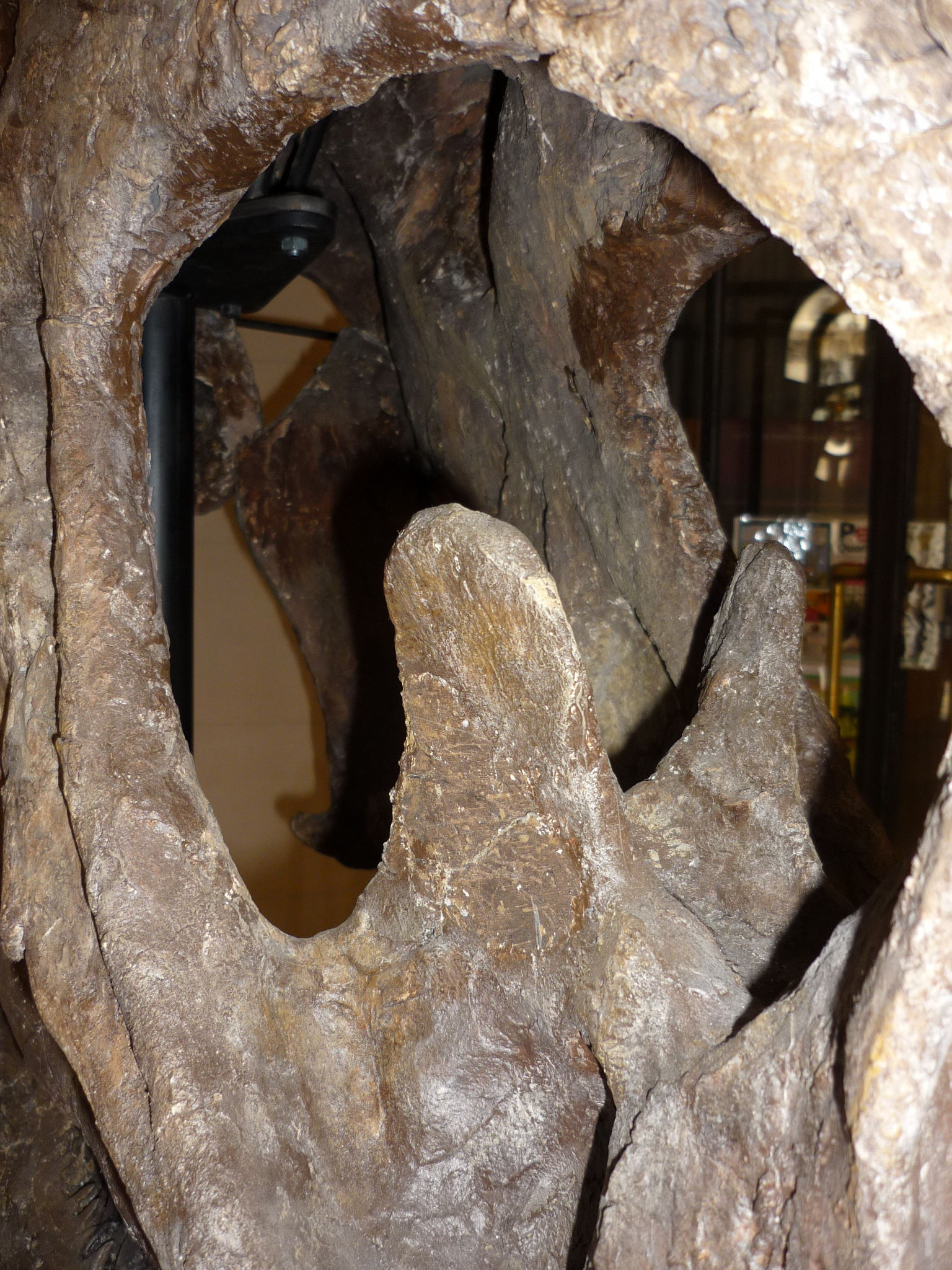
Neusgaten met uitsteeksels bij Triceratops

De schedel van de Ceratopidae heeft in bovenaanzicht een min of meer driehoekig profiel. Vaak is het nekschild achteraan het breedst. Soms wordt het breedste punt gevormd door de wijd uiteenstaande jukbeenderen. Naar voren loopt de kop spits uit in een snuit die voorzien is van een tandeloze hoornsnavel waarvan zowel het bovendeel als het erin passende onderstuk een scherpe voorste kiel heeft. De kernen van de snavel worden gevormd door aparte centrale verbeningen, bovenin het os rostrale en onderin het predentarium. Beide hebben spitse kromme punten, zodat het geheel lijkt op de bek van een roofvogel. Het rostrale is middenin geplaatst op, en bij oude dieren vergroeid met, de gepaarde hoge snuitbeenderen, de praemaxillae. Die
vormen een zeer hoge snuit, die afhankelijk van de soort meer gedrongen is of langgerekt. De zijkanten van de snuit bestaan niet uit eenvoudige gesloten beenwanden maar tonen verschillende openingen. Iedere praemaxilla is aan de zijkant uitgehold door een fossa. De uithollingen ontmoeten elkaar bijna op de middenlijn, slechts gescheiden door een tussenschot. Dat tussenschot is bij de meeste soorten echter weer doorboord zodat een verbinding ontstaat. Onder die doorboring bevindt zich soms een opening naar het holle binnenste van de praemaxilla dat weer met de tegenhanger van de andere zijde verbonden kan zijn tot een centrale kamer. De richel achter de uitholling is de voorrand van een enorm, min of meer cirkelvormig, extern benig neusgat dat typisch zo hoog is als de snuit. De achterrand van het neusgat wordt gevormd door het neusbeen. Uit de voorrand wijst soms een uitsteeksel naar achteren, dat ook weer een uitholling op de zijwand kan hebben. Dit zeer complexe systeem verschilt sterk van soort tot soort en de functie ervan is onzeker. Het is wel verondersteld dat het een geval kan zijn van pneumatisering, het binnendringen in het bot van een, in dit geval naast de neuszijde, gelegen "paranasale" luchtzak maar meestal wordt aangenomen dat Ornithischia helemaal geen luchtzakken hebben. De interne vleugels van de praemaxillae vormen een hard verhemelte dat bij de voorste takken van de bovenkaaksbeenderen aansluit.
Het bovenkaaksbeen is langwerpig en maakt ongeveer de helft van de snuitlengte uit. Het heeft maar een kort raakvlak met het jukbeen. Hoewel dit in zijaanzicht meestal verborgen wordt door de processus coronoides van de onderkaak, staat het achterste tanddragend gedeelte van het bovenkaaksbeen onderaan opvallend af van het jukbeen zodat een sledevormige structuur ontstaat die naar achteren uitsteekt. De bij Archosauria typische grote schedelopening van de fenestra antorbitalis is bij ceratopiden een kleine kloof geworden tussen bovenkaaksbeen, jukbeen en traanbeen; bij veel individuen is de opening nauwelijks zichtbaar. Het traanbeen is een klein rechthoekig element aan de voorrand van de oogkas. Het is niet doorboord door een foramen lacrimale en bij volwassen exemplaren naadloos vergroeid met de rest van de schedel.
Het neusbeen maakt een groot deel uit van de snuit. Op de neusbeenderen bevindt zich een neushoorn waarvan de beenkern bij centrosaurinen tot ongeveer een halve meter lang kan worden; een van de langste heeft Styracosaurus. Deze neushoorn is zeer variabel in lengte en oriëntatie, zowel tussen soorten als tussen individuen. Bij Einiosaurus is de neushoorn naar voren gekromd. Bij de Pachyrostra Achelousaurus en Pachyrhinosaurus bevindt zich op de plaats van de hoorn een afgeplatte ruwe stomp. Die kan de basis zijn geweest van hoornstructuren, net zoals de meer typische ceratopide neushoorns door een hoornschacht zullen zijn verlengd. De neusbeenderen zijn bij oudere exemplaren vaak vergroeid en de versmelting begint bij de punt van de neushoorn en verplaatste zich geleidelijk naar beneden. Hatcher meende bij Eoceratops waar te nemen dat de hoorn begon als een aparte verbening die Lambe in 1915 het "epinasale" doopte. De wetenschappers zijn daarna verdeeld gebleven over de vraag of dit epinasale echt bestaat.

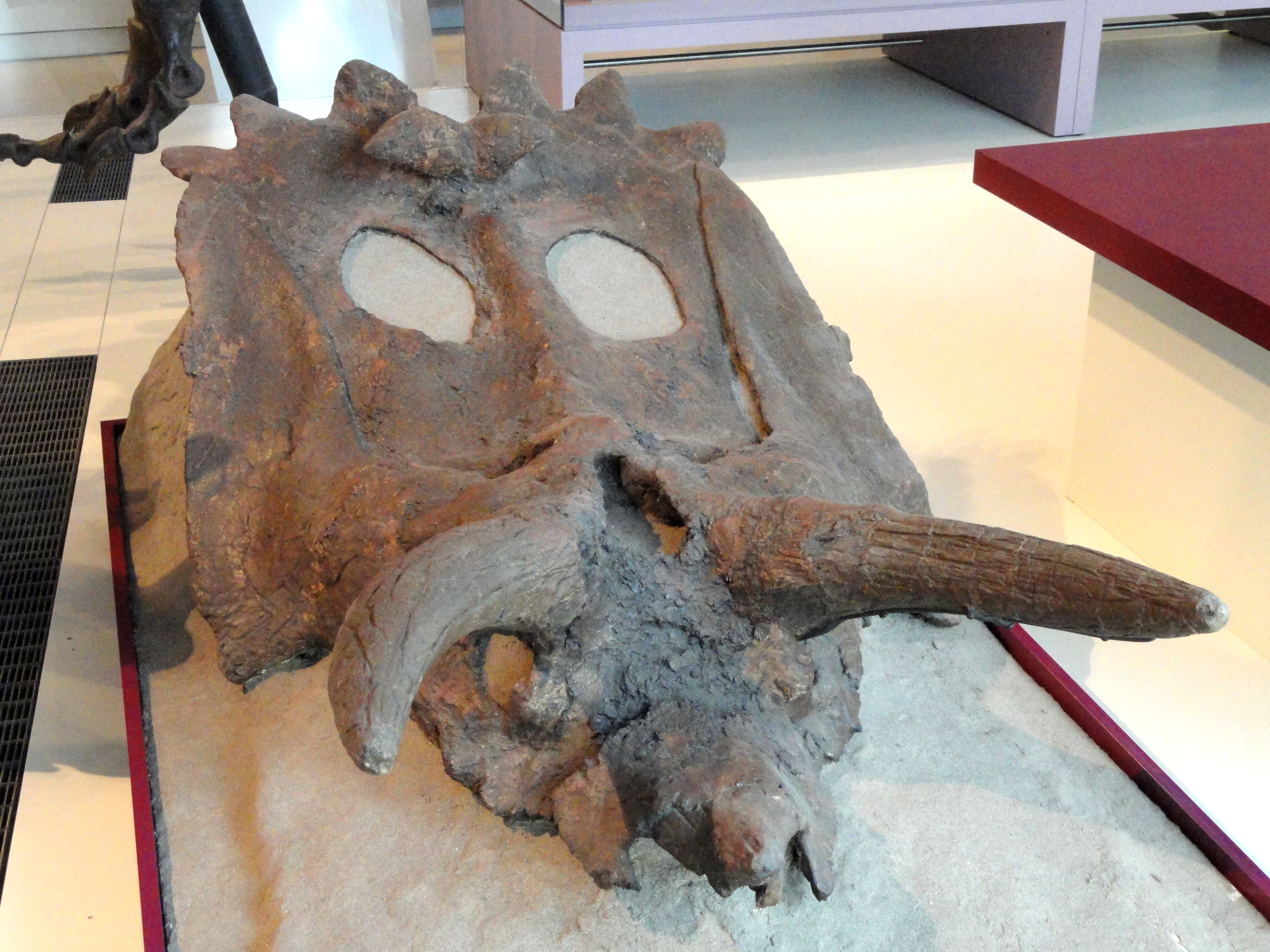
Dit specimen van Anchiceratops toont duidelijk de fontanel tussen de hoornbases

Achter de snuit plegen de verschillende beenderen zeer sterk met elkaar te vergroeien en volwassen dieren tonen in deze zone helemaal geen beennaden. Uit jonge individuen valt af te leiden dat de prefrontalia elkaar op de middenlijn ontmoeten en de voorhoofdsbeenderen van de neusbeenderen scheiden. De robuuste bouw van de schedel wordt hier versterkt door een van de buitenzijden af naar boven vouwen van de voorhoofdsbeenderen die bij volwassen dieren zo een secundair schedeldak vormen. Tussen dit bovenste dak en het primaire onderste blijven een of meerdere holten open waartoe een fontanel van boven af toegang geeft. Deze opening is per soort erg variabel in vorm en grootte. Naar buiten toe gaan de voorhoofdsbeenderen naadloos over in de postorbitalia die de bovenrand van de oogkas vormen. Uit die bovenranden groeien de wenkbrauwhoorns die ook weer zeer variabel zijn in lengte en oriëntatie. Bij sommige chasmosaurinen is de beenkern van deze hoorns al een meter lang. Bij andere soorten zijn de hoorns echter nauwelijks gevormd; bij de Pachyrostra zijn het ruwe bulten. Bij sommige soorten zijn de hoorns naar achteren gekromd, bij andere naar voren. Tijdens de groei kan het gebeuren dat een achterwaartse kromming overgaat in een voorwaartse. In bovenaanzicht buigen lange wenkbrauwhoorns meestal geleidelijk naar elkaar toe. Voor de wenkbrauwhoorns van Styracosaurus is wel aangenomen, door Lambe en Friedrich von Huene, dat ze begonnen als aparte verbeningen maar die hypothese wordt tegenwoordig verworpen. Wel wordt het waarschijnlijk geacht dat bij sommige soorten oude individuen de hoorns weer resorbeerden zodat ze helemaal verdwenen. De holten in het schedeldak kunnen zich tot in de bases van de wenkbrauwhoorns voortzetten; naar achteren lopen ze vaak door tot in de wandbeenderen en het supraoccipitale van het achterhoofd. De schedelholte heeft soms ook een verbinding naar onderen naar de reuklobben van de hersenen, een foramen frontoparietale. In 1919 dacht Charles Whitney Gilmore dat dit erop wees dat in de fontanel een lichtgevoelig orgaan als een pariëtaaloog huisde maar huidige wetenschappers nemen die gedachte niet meer serieus, hoewel het onduidelijk is wat dan wel de functie was.

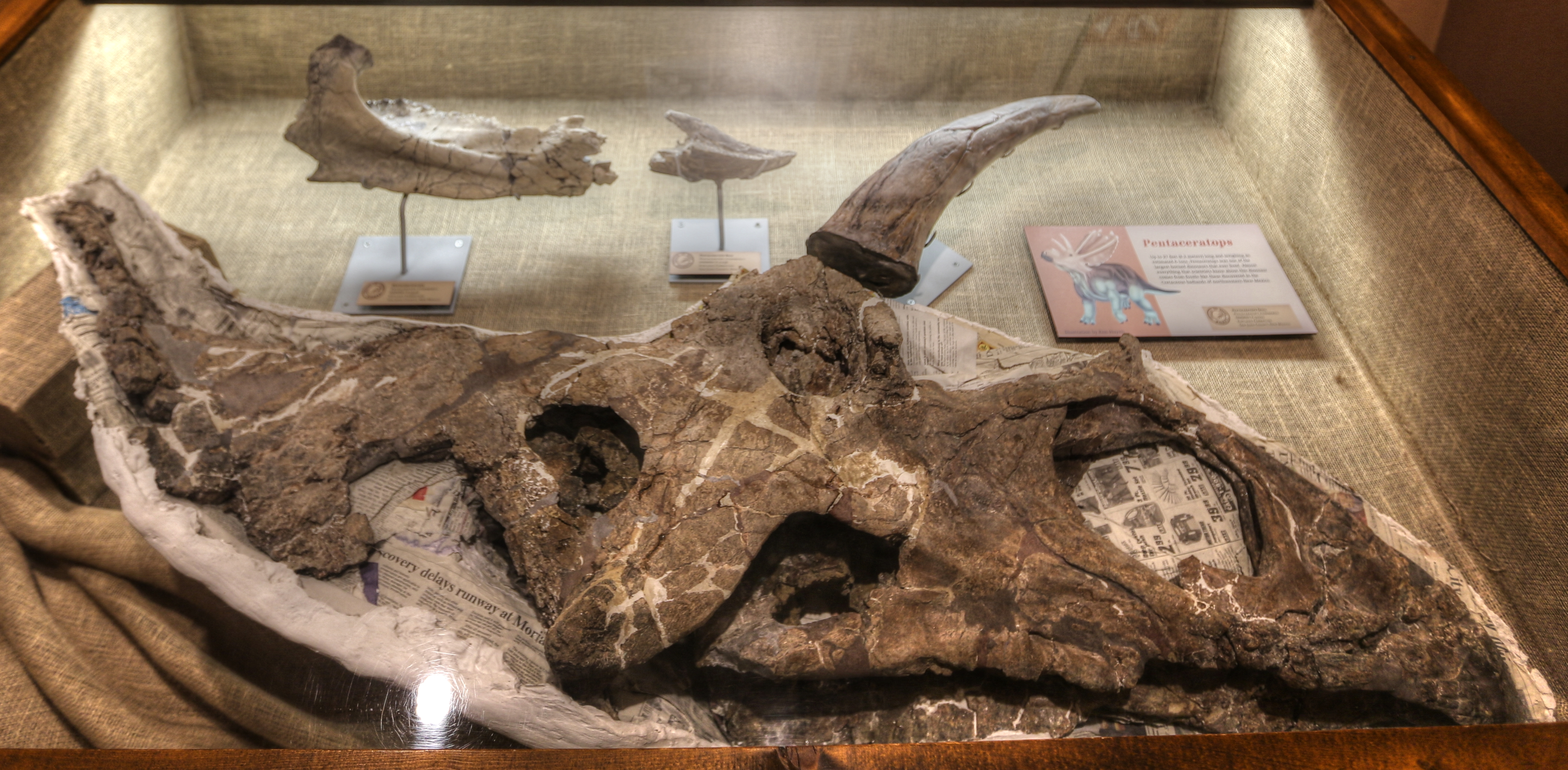
Pentaceratops is vernoemd naar zijn lange wanghoorn

De oogkas zelf is typisch hoog gelegen, niet al te groot en afgerond. Vondsten van de ogen verstevigende scleraalringen zijn zeldzaam maar vermoedelijk hadden alle soorten zulke beenplaatjes, ongeveer een dozijn. De onderrand van de oogkas wordt gevormd door het jukbeen of os jugale dat het profiel heeft van een omgekeerde driehoek, dus met de punt naar beneden gericht. Die punt staat vaak zijwaarts uit en bedekt meestal in zijaanzicht het achterste bovenkaaksbeen. Het spits van de punt is verdikt en draagt een aparte verbening, het epijugale. Dit was kennelijk de beenkern van een verlengende hoornschacht. Bij Pentaceratops is dit epijugale zo lang dat het aanleiding gaf tot de naam "vijfhoorngezicht"; ook bij Anchiceratops is deze wanghoorn aanzienlijk. Het jukbeen heeft aan de binnenste achterkant een ruw contact met het quadratojugale waarvan de voorrand zo sterk overlapt wordt dat in zijaanzicht meestal alleen bij het onderste slaapvenster wat van dit element te zien valt. Boven het onderste slaapvenster raakt het jukbeen met een brede tak het squamosum, het postorbitale van de rand uitsluitend; bij centrosaurinen en Chasmosaurus is er ook een lange tak onder deze opening naar het squamosum. Het onderste slaapvenster ligt laag, onder het niveau van de oogkas, en is klein. Erachter is de schedel zijdelings verdikt doordat jukbeen, quadratojugale en quadratum onder elkaar geschoven zijn. Het quadratojugale is dik aan de achterste onderkant maar verdunt naar boven toe om zich rond het midden van de schacht van het quadratum te wikkelen. Het quadratum is kort en helt naar achteren. Het onderste uiteinde is overdwars breed als robuuste bovenkant van het kaakgewricht maar het boveneinde is dun. Het quadratum heeft aldus geen kop maar een scherp uitsteeksel dat in een groeve in de onderzijde van het squamosum past. Enige beweeglijkheid ten opzichte van de rest van de schedel, ofwel streptostylie, is daarmee uitgesloten. De voorwaartse vleugel van het quadratum die contact maakt met het pterygoïde van het verhemelte heeft typisch een duidelijke gemarkeerde maar ondiepe uitholling.

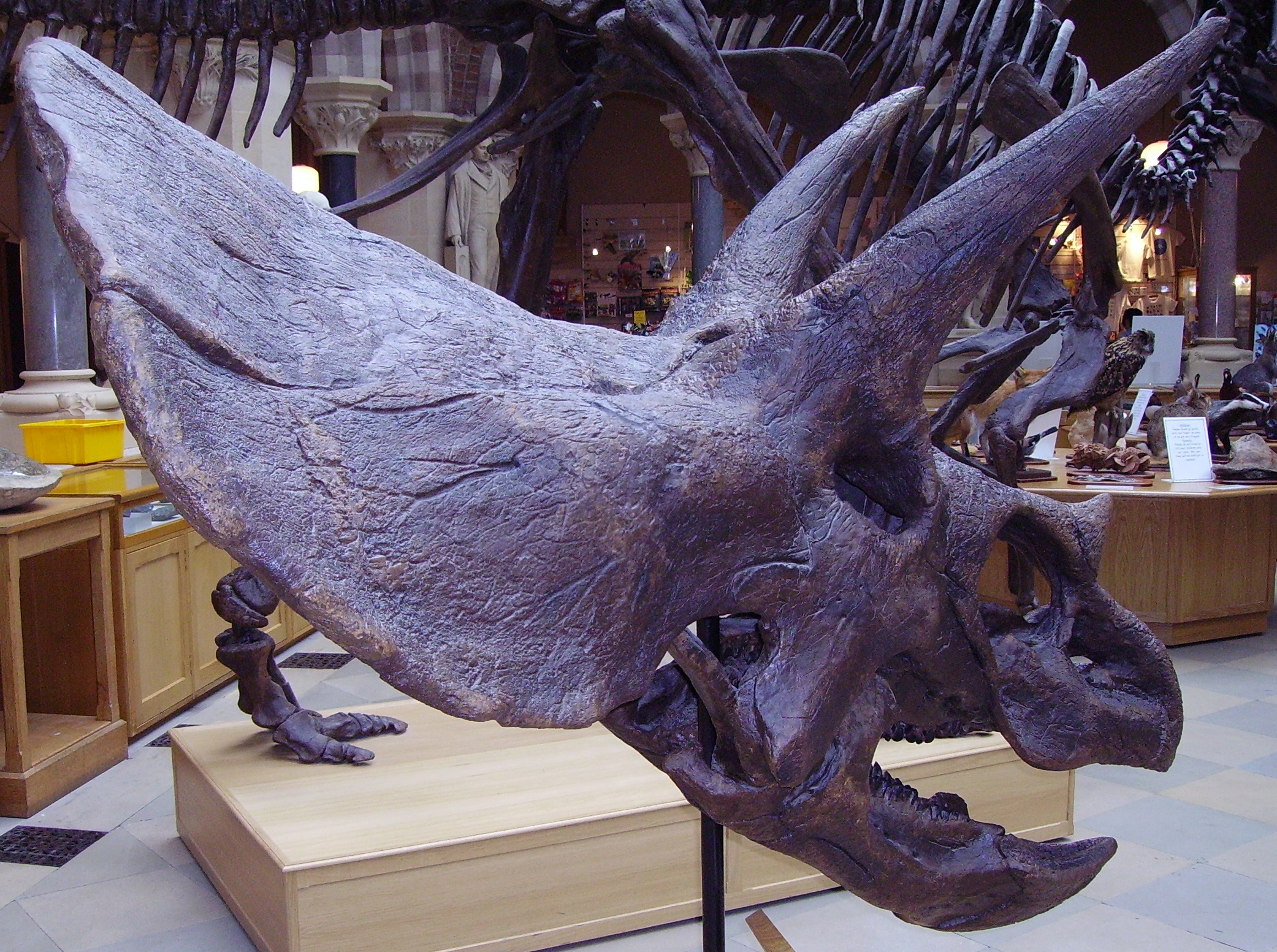
Dit exemplaar van Triceratops toont duidelijk de jugal notch tussen squamosum en jukbeen

Al even opvallend als hun hoorns is bij de Ceratopidae het enorme nekschild dat van het schedeldak naar achteren uitsteekt. Het doet de schedellengte met 60% tot 100% toenemen. De bouw van deze schedelkraag is lange tijd omstreden geweest. Marsh concludeerde in 1891 correct dat de zijkanten ervan uitgroeisels waren van de beenderen die normaliter de achterhoeken van de schedel vormen, de squamosa, en dat het middengedeelte en de achterrand voortzettingen waren van de wandbeenderen, de achterste elementen van het schedeldak. Van 1909 af werd dat laatste betwijfeld door Oliver Perry Hay, von Huene, Brown en Gilmore die stelden dat het postfrontalia zouden zijn, totdat in 1923 de beschrijving van de meer basale ceratopiër Protoceratops aantoonde dat Marsh gelijk had gehad. Ceratopia bezitten in feite helemaal geen postfrontalia.

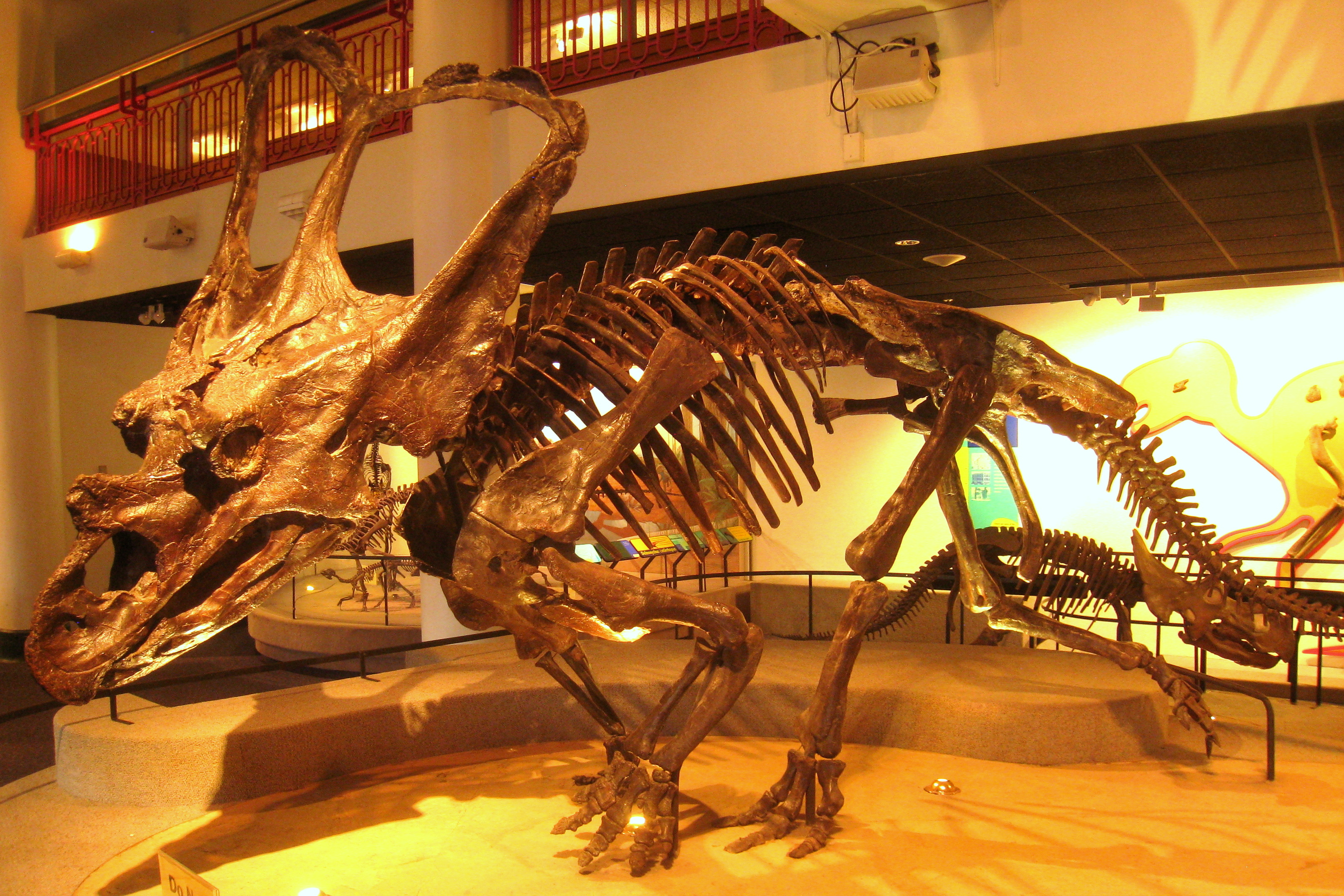
Chasmosaurus heeft zeer grote pariëtaalvensters in het nekschild

Bij de Ceratopidae vormt het squamosum dus een zeer belangrijk element in de schedelconstructie. Naar voren legt het een verbinding met het postorbitale, naar beneden zijn er takken richting jukbeen en quadratojugale terwijl het quadratum er van die zijde insteekt, schuin naar binnen en onderen gaat het via een opvallende richel over in het achterhoofd en naar binnen is het de zijrand van het nekschild. Bij de Centrosaurinae is het voorste deel van het squamosum hierdoor nog omvangrijker dan het schilddeel en kan anderhalfmaal langer zijn. Bij de Chasmosaurinae echter is juist de schildrand langer, wel tot viermaal; bij een exemplaar van Torosaurus is een totale lengte van 147 centimeter vastgesteld. De achterste tak kan sterk in oriëntatie verschillen. Bij sommige soorten hangt hij, en daarmee het hele nekschild, wat naar onderen af, bij andere staat hij vrijwel verticaal zodat een hoog opstaande schedelkraag ontstaat. Bij chasmosaurinen vallen er soms langwerpige gaten in het schedeldeel van het squamosum; deze zijn wel verklaard uit verwondingen maar zouden ook het gevolg kunnen zijn geweest van botresorptie bij oudere individuen. Ter hoogte van het quadratum bevindt zich in de zijrand van het squamosum een opvallende inkeping die het bot van het jukbeen/epijugale scheidt, in de Engelstalige literatuur de jugal notch geheten. De inkeping zorgt voor een voorste hoek van het schild die afgerond kan zijn of abrupt en haakvormig.

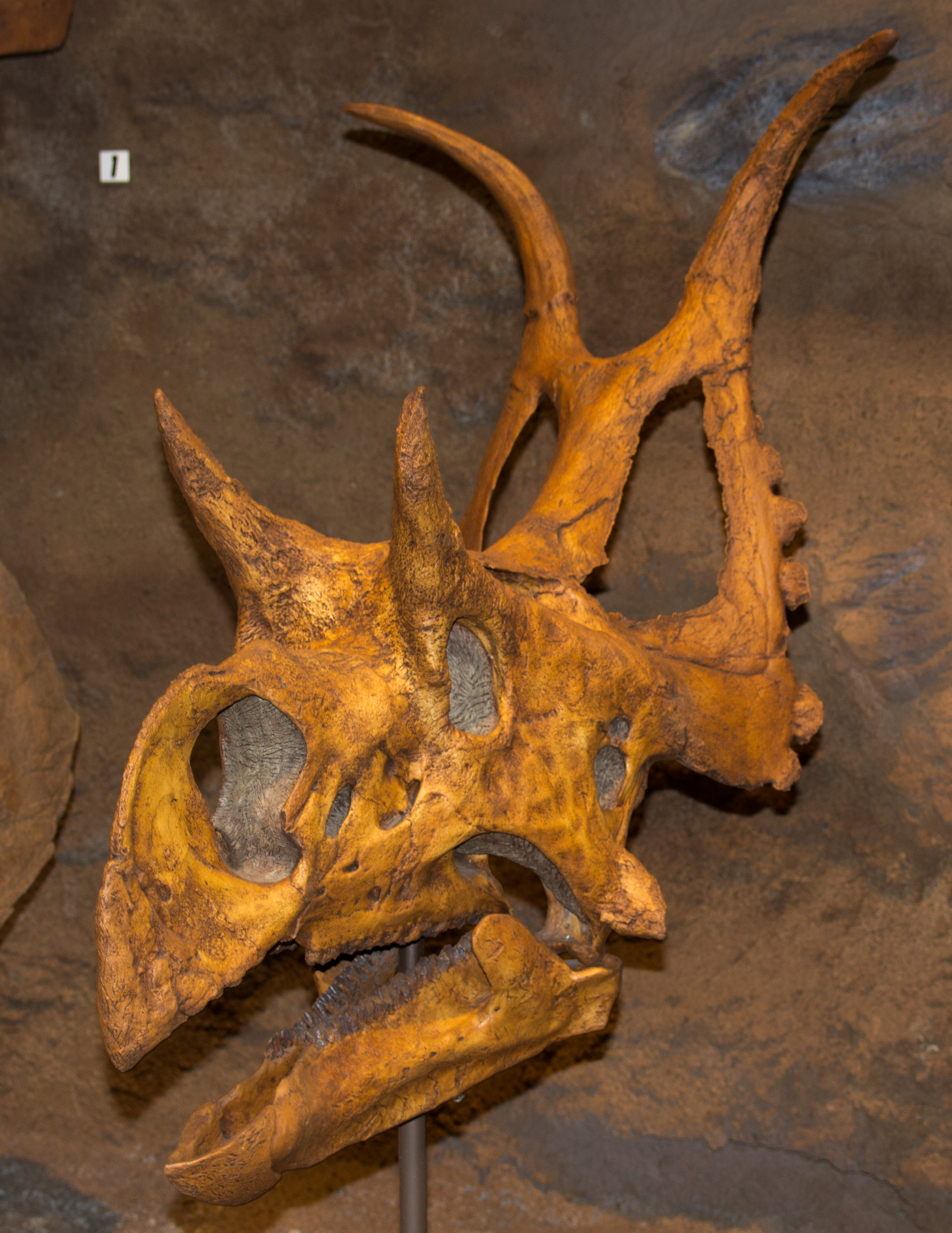
Diabloceratops toont lange schildhoorns op de wandbeenderen

De wandbeenderen vergroeien al op jonge leeftijd. Ze zijn het dikst op hun gezamenlijke middenlijn en aan de randen. Daartussen bestaan de wandbeenderen uit vrij dunne beenplaten waarin bij veel soorten gaten vallen, de pariëtaalvensters. Deze openingen zijn zeer variabel in vorm maar typisch in de lengterichting van de schedel gericht. Een uitzondering is Torosaurus waar ze overdwars georiënteerd zijn. Tussen de pariëtaalvensters loopt in de lengterichting een beenbalk, samenvallend met de middenlijn van het schild. Naar voren toe vormen de wandbeenderen de achterrand van de fontanel en de bovenkant van de achterste gedeelten van de schedeldakholten. Onduidelijk is, gezien die holten, of ze aan het dak van de hersenpan bijdragen. Het zou echter een hoge uitzondering zijn binnen het geheel van de gewervelden als dat niet het geval was. De achterrand van het schild kan recht of bol zijn maar heeft vaker een inkeping op de middenlijn, scherp of juist afgerond.

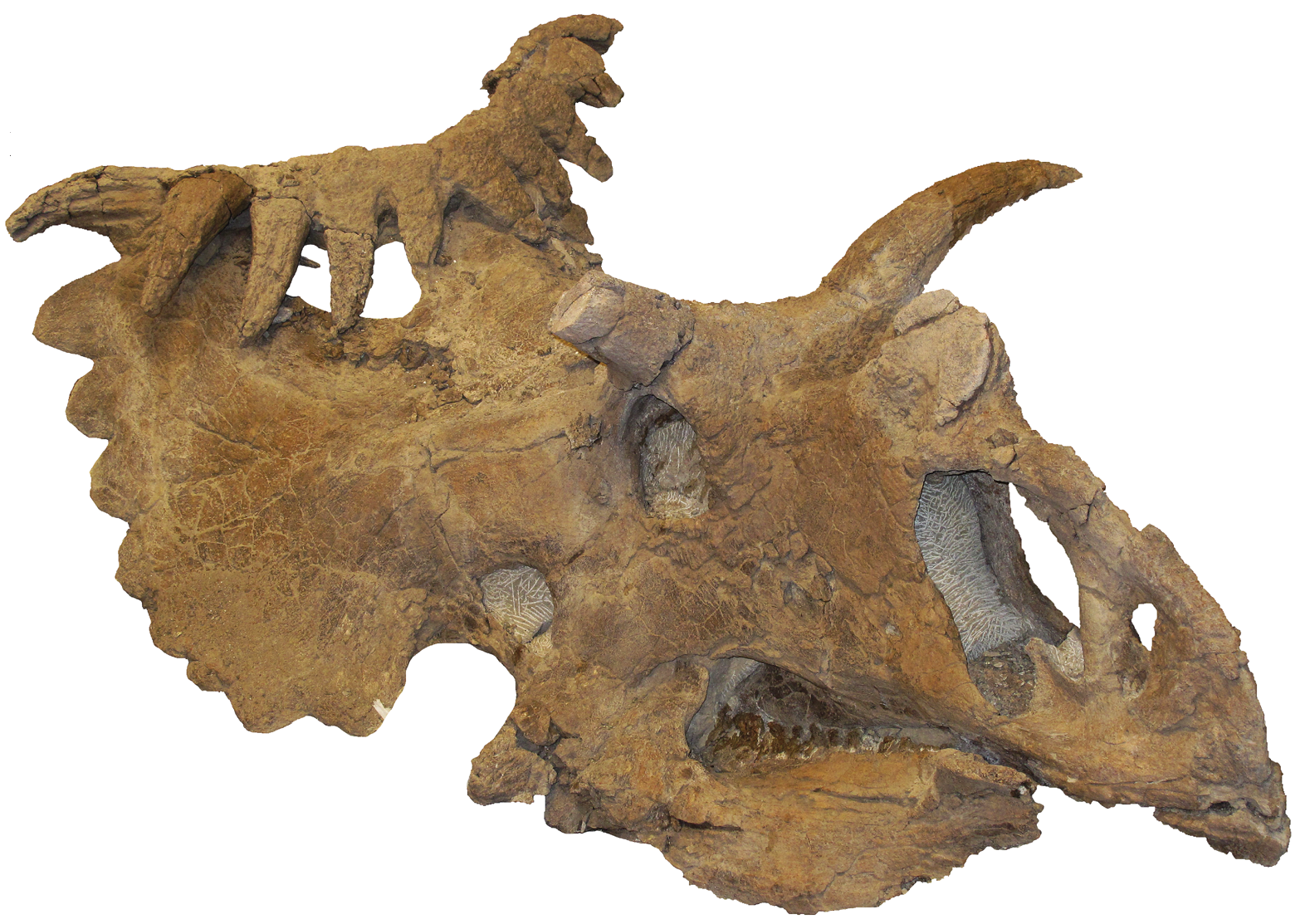
Kosmoceratops heeft dertien epoccipitalia per zijde waarvan vier epiparietalia naar voren gekruld zijn

De schildranden tonen golvingen en de daardoor ontstane bollingen overdwars worden vaak bekroond door vastgegroeide osteodermen, huidverbeningen. Deze worden in het algemeen de epoccipitalia genoemd, een term die Marsh bedacht heeft en volgens Hatcher wat ongelukkig is daar hij verwijst naar het occiput, het achterhoofd waar het schild strikt genomen nu juist geen deel van uitmaakt. De verbeningen op de squamosa zijn de episquamosalia en die op de wandbeenderen, de ossa parietales, heten de epiparietalia. Deze structuren worden, vooral in diagrammen, vaak genummerd via een letter-cijfercombinatie waarbij van de middenlijn af geteld wordt. De epiparietalia krijgen dan de aanduiding P1, P2 etc. en de episquamosalia de combinaties S1, S2 en verdere. Vermoedelijk bezaten alle soorten dergelijke osteodermen maar lang niet alle exemplaren bewaren ze. Bij jonge dieren vielen ze na dood vaak af omdat ze niet voldoende vergroeid waren met het schild en bij oude individuen konden ze soms wegslijten of door het schildbot geresorbeerd worden. Terwijl de episquamosalia vaak per individu in aantallen verschillen, bij bepaalde soorten tot wel tien per zijde, en soms zelfs links en rechts in getal afwijken, hebben de epiparietalia meestal per soort een vast aantal. De telling ervan wordt gecompliceerd doordat sommige soorten, zoals Triceratops, een centraal epiparietale bezitten. Daarbij is de telling gestandariseerd doordat aangenomen is dat de epiparietalia tussen soorten homoloog zijn waarbij de nummering aangehouden wordt van de eerst bekende soorten; later bekende soorten bleken echter ten opzichte van deze soms een meer centraal gelegen paar te hebben dat dan met P0 werd aangeduid, ook wel de aanduiding voor een enkel centraal element. Coronosaurus heeft zeven epiparietalia per zijde. Het grootste aantal epoccipitalia per zijde heeft voor zover bekend Kosmoceratops: vijf epiparietalia en acht episquamosalia. De episquamosalia hebben een driehoekig of tongvormig profiel. De epiparietalia kunnen ook zulk een vorm hebben waarbij ze eenvoudigweg in het verlengde van het schild staan maar bij de centrosaurinen en sommige chasmosaurinen zijn ze plat en naar voren gekromd of vormen juist lange naar achteren en/of bezijden gerichte schildhoorns zoals bij Styracosaurus, Rubeosaurus en Diabloceratops. Ook op, of aan weerszijden van, de bovenste middenbalk kunnen bultige, soms delicaat gevormde, osteodermen vergroeid zijn. Die moeten weer onderscheiden worden van meer onregelmatige bultige vergroeiingen lager op die balk. Per soort vormden zulke epiparietalia dus zowel in aantal als vorm een uniek patroon.

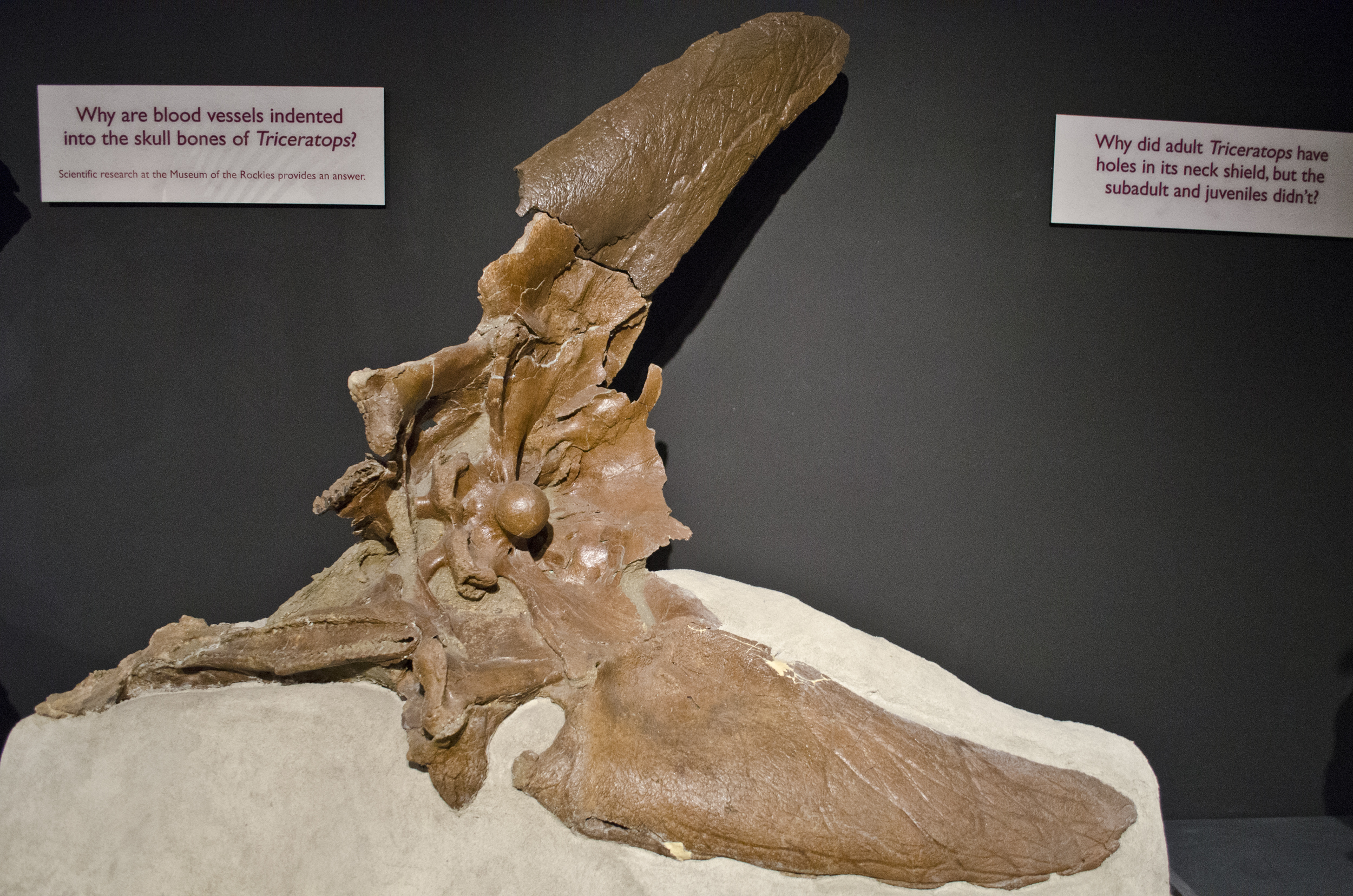
Het achterhoofd van Triceratops, op de rechterzijde gelegen; van de schedelkraag ontbreken de wandbeenderen

Van het brede achterhoofd vormt het supraoccipitale het bovenste centrale element. Wegens het enorme nekschild loopt het naar boven en achteren over in de onderkant van de wandbeenderen en vertegenwoordigt een fors deel van de onderste basis van het schild. Naar voren zijn er interne uitsteeksels die de wandbeenderen verder ondersteunen nabij hun contact met de voorhoofdsbeenderen. Het element fungeerde als de oorsprong van de Musculus transversospinalis capitis, de spier die naar de doornuitsteeksels van de nek liep en de kop hief. Het is voorzien van een centrale richel en stevige richels aan de zijkanten die de constructie verstevigen en uithollingen omvatten die een groter aanhechtingsoppervlak opleveren. Lager heeft het achterhoofd twee brede, soms spatelvormige, uitsteeksels die vrijwel horizontaal staan, de processus paroccipitales die gevormd worden door de exoccipitalia. Die waren ieder de oorsprong voor een Musculus longissimus capitis superficialis die naar de zijkanten van de wervelbogen van de nekwervels liep en de kop naar links of naar rechts trok. Midden tussen de uitsteeksels ligt het vrij kleine achterhoofdsgat waarvan de bovenrand slechts door de exoccipitalia gevormd wordt, niet het supraoccipitale zoals bij meer basale Ceratopia. Daaronder bevindt zich op een afstaande beenhals een enorme achterhoofdsknobbel, de condylus occipitalis, een bij de grootste exemplaren vuistgrote halfbolvormige structuur, wel tien centimeter in doorsnee, die de verbinding vormt met de nekwervels en de kop een grote rotatie toestaat. Deze condylus wordt voor het bovenste twee derden deel door de exoccipitalia gevormd. Links en recht van de knobbel wordt de onderste basis van ieder processus paroccipitalis doorboord door twee grote zenuwopeningen, de bovenste in ieder geval voor de twaalfde hersenzenuw. Sommige onderzoekers nemen aan dat ook de elfde hersenzenuw dit kanaal neemt en de onderste voor de tiende en de negende hersenzenuw dient; anderen zien dit als de uitgang voor negen tot en met elf. Het onderste derde deel van de knobbel wordt gevormd door het basioccipitale dat het achterhoofdsgat niet bereikt. Het is voorzien van twee naar beneden gerichte, breed uitlopende en weer van richels en uithollingen voorziene, grote uitsteeksels, de tubera basilaria die de oorsprong zijn van de Musculus rectus capitis, de spier die naar de onderkant van de nek loopt en de kop doet buigen. Nog lager steken de dunnere processus basipterygoidei naar beneden, zij het minder ver dan bij de Protoceratopidae. Het hele achterhoofd is robuust gevormd omdat het een zware nekmusculatuur in staat moest stellen de zware kop de gewenste bewegingen uit laten voeren, snel genoeg om er ook een gevecht mee te kunnen voeren. In de jaren zeventig is wel verondersteld dat er nekspieren direct naar de rand van de schedelkraag liepen maar die hypothese wordt nu algemeen verworpen.

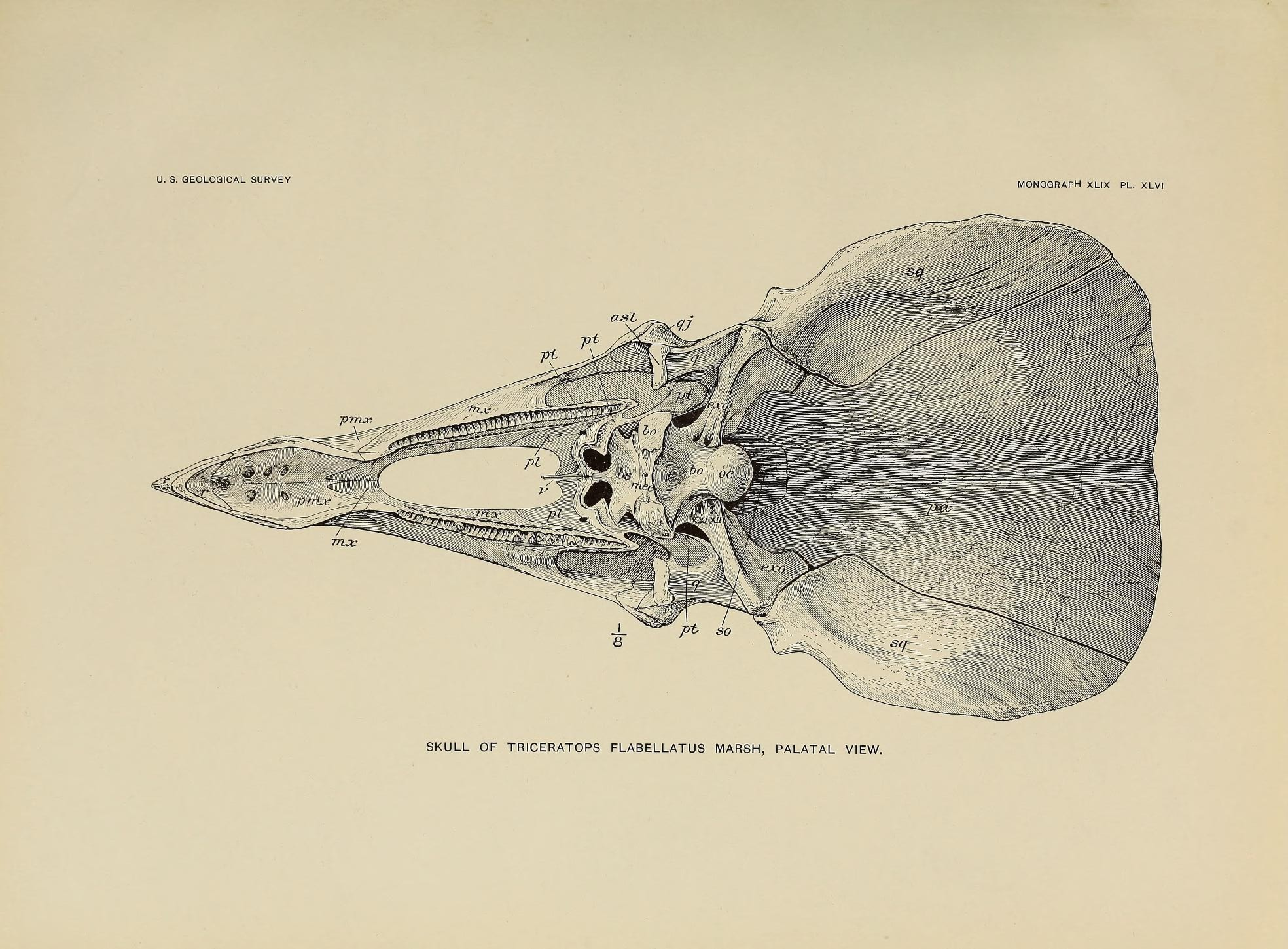
Het verhemelte van Triceratops in Hatcher (1907). De ploegschaarbeenderen zijn verloren gegaan

De hersenpan is beperkt van omvang en loopt schuin van achteren en onderen naar voren en boven. Het supraoccipitale loopt aan beide zijden naar voren uit in een tak naar het proöticum en het laterosfenoïde, aan de bovenste zijkant. Samen met het opisthoticum vormen deze elementen een vrij gladde zijwand, slechts onderbroken door de openingen voor de hersenzenuwen. De eerste tot en met vierde, alsmede de zesde hersenzenuw hebben hun uitgang in het laterosfenoïde, de vijfde op de grens tussen het laterosfenoïde en het proöticum en de zevende op het proöticum. Het laterosfenoïde loopt naar voren naadloos uit in een verbeend orbitosfenoïde dat een beenschot vormt achter de oogkas, van welk complex wellicht ook een presfenoïde deel uitmaakt. Het basisfenoïde aan de onderkant loopt naar voren naadloos uit in een parasfenoïde dat weer contact maakt met de ploegschaarbeenderen van het verhemelte.
Het verhemelte is tamelijk gesloten. De onderkant van het rostrale sluit de voorste snuitpunt van onderen af. Daarachter zijn de interne vleugels van de praemaxillae vergroeid tot een gewelfde secundair verhemelte onder de verschillende snuitholten. De snijranden van de bovensnavel buigen naar binnen richting de sterk binnenwaarts gelegen tandrijen. De tandrijen zijn recht in onderaanzicht en lopen naar achteren toe weer uiteen. Tussen de tandrij en de bovenkaakrand bevinden zich zo brede interne vleugels van de bovenkaaksbeenderen. Die zetten vooraan het secundaire verhemelte voort. Achter deze sector bevinden zich lange gepaarde ovale openingen, de choanae die als interne neusgaten dienen en waardoor de lucht van de neusholte uit in de keelholte kon stromen. Deze openingen zijn bij de Ceratopidae sterk achterwaarts gelegen en uitzonderlijk groot door een reductie van de verhemeltebeenderen die zich beperken tot wigvormige elementen aan de achterste binnenzijden van de bovenkaaksbeenderen. Een foramen palatinum ontbreekt dan ook. De ectopterygoïden, die normaliter een verbinding vormen met de kaakranden, zijn van onderen niet meer zichtbaar en gereduceerd tot platte beenschijfjes op de achterste takken van de bovenkaaksbeenderen. De choanae worden gescheiden door de langwerpige ploegschaarbeenderen die, anders dan bij meer basale Ceratopia, horizontaal liggen en over hun middenlijn vergroeid zijn. Bij de meeste fossielen zijn deze tere elementen niet bewaardgebleven. Ze lopen van het maxillaire gedeelte van het secundaire verhemelte naar achteren naar de pterygoïden. De pterygoïden, die de verbinding vormen tussen het verhemelte, de hersenpan en de quadrata, zijn relatief klein maar hun vleugels naar de quadrata zijn juist uitzonderlijk groot. Een benige buis van Eustachius loopt van het basipterygoïde van de hersenpan over het binnenvlak van het pterygoïde naar het quadratum.

#### Onderkaken

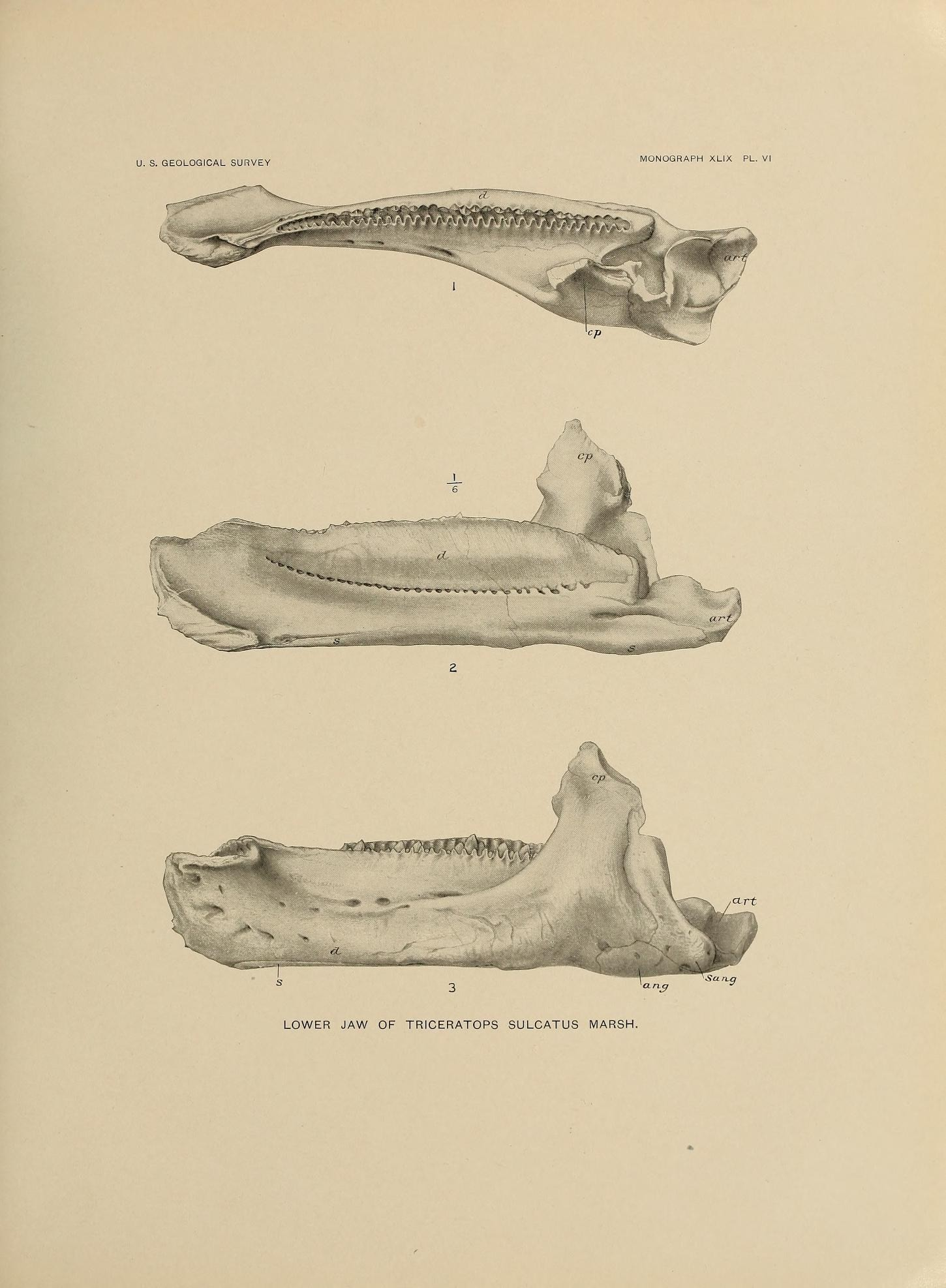
De linkeronderkaak, zonder predentarium, van Triceratops

De onderkaken zijn robuust maar lang niet zo extreem ontwikkeld als bij sommige verwanten in de Ceratopia waar ze soms gigantische tangvormige structuren vormen die hoger zijn dan de schedel zelf. Bij de Ceratopidae is het dentarium, het tanddragend bot, lang, laag en recht. Vooraan worden beide onderkaken verbonden door een centraal predentarium, de beenkern van de ondersnavel, waarvan de spitse punt naar boven kromt en in de bovensnavel past. Achter de stompe verbinding met het predentarium, heeft het dentarium een kort tandeloos stuk waarna de tandbatterij begint. Het dentarium heeft op de buitenzijde een lange richel in de lengterichting lopen. De richel vormt een beenplateau dat ervoor zorgt dat de tandrij sterk inspringt. De richel loopt naar achteren over in een vrij hoog verticaal uitsteeksel, de processus coronoides. Dit werkt als een hefboom om de onderkaak te sluiten. Het dentarium is op dit punt het hoogst en wordt aan de basis van het uitsteeksel aan de binnenzijde ingesneden door de fossa Meckeliana, de groeve waardoor de sluitspier van de Musculus intramandibularis het holle binnenste van de kaak binnengaat. De groeve wordt van onderen bedekt door een uitgebreid os spleniale. Het uitsteeksel verheft zich bij de ceratopiden abrupt, in tegenstelling tot andere ceratopiërs waar het geleidelijk naar achteren oprijst. De hoogte ervan is echter niet extreem. De verticale voorrand eindigt bovenaan in een voorwaarts overhangende bult. De tandrij loopt binnen de processus coronoides door. De achterrand van de processus coronoides wordt gevormd door het surangulare. Daarachter bevindt zich een breed articulare, het onderste kaakgewricht dat articuleert met het quadratum.

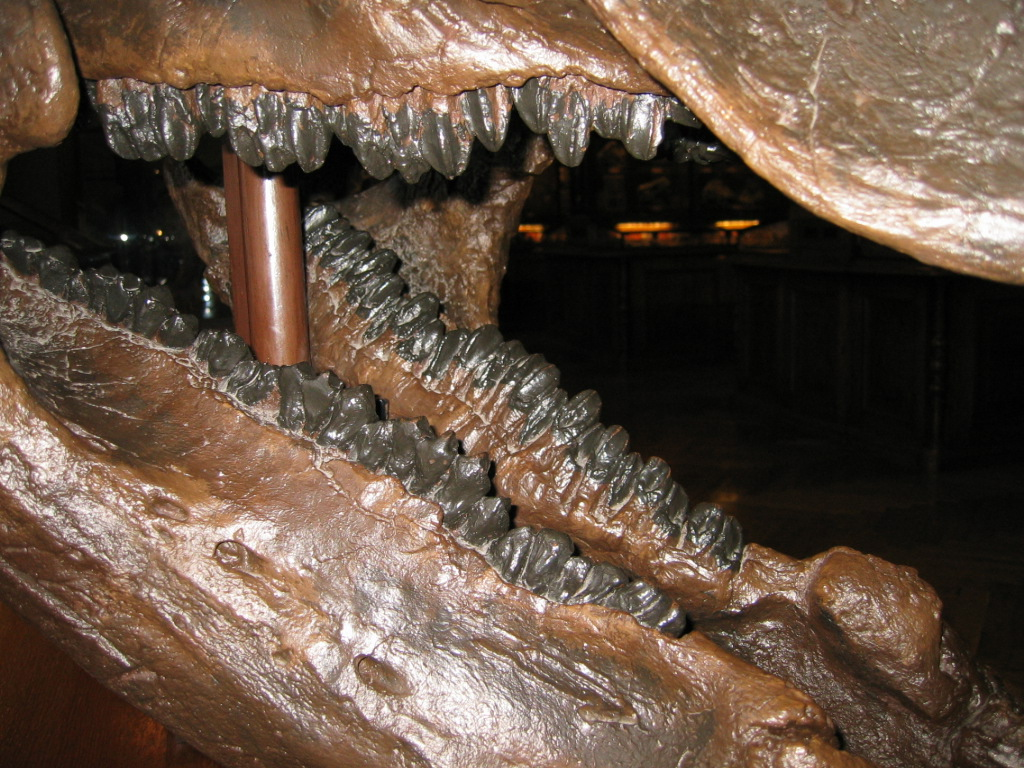
Aan de zijkant van deze kop van Triceratops kijkt men recht op het slijtvlak van de naar buiten kantelende dentaire tanden in de onderkaak

De tanden van de ceratopiden verschillen in bepaalde opzichten fundamenteel van die van zoogdieren en de terminologie die gebruikt wordt om ze te beschrijven kan aanleiding geven tot allerlei misverstanden. Reptielen hebben geen kiezen. Hun tanden worden in de kaak aangemaakt met een spitse punt. Om voor het eten van planten een kauwvlak te scheppen moet de tand daarom tot een vlak afslijten. De snelle slijtage leidt tot een zeer korte levensduur van de tand. Dat wordt gecompenseerd door die om de paar maanden te vervangen. De vervangingstand groeit onder de oude tand aan. Dit systeem leidt in een primitieve vorm tot een vaak erg onregelmatig gebit met een onbetrouwbare kauwfunctie. Verschillende groepen Cerapoda hebben het daarom zo geperfectioneerd dat steeds een egaal en stabiel kauwvlak voorhanden is. De gebruikte methode is die van de tandbatterij. De tanden groeien, horizontaal nauw aaneengesloten, continu van onderen aan. Uit iedere tandkas groeit een kolom die zonder tussenruimte tegen die van de volgende tandkas aanligt. Omdat de tandkronen in zijaanzicht wat ruitvormig zijn, past hun bredere gedeelte tussen de spitsen van de naastgelegen tanden. Wel een half dozijn tanden kan zo boven elkaar liggen. Samen vormen de kolommen een horizontaal doorlopende wal die onophoudelijk van boven afslijt zodat ieder moment een groot maalvlak aanwezig is. Terwijl binnen de Cerapoda de Hadrosauridae tanden met één wortel bezitten, hebben de Ceratopidae twee wortels zodat de vervangingstanden eenvoudiger stapelen en stabieler zijn. De tanden worden overigens door tandcement, sterk doortrokken van aderen, nog hechter aan elkaar gekit. In de onderkaak kromt de tandbatterij naar buiten toe, in de bovenkaak naar binnen. Zo maken de tanden bij het sluiten van de muil een knippende beweging die eenvoudig planten doormidden kan snijden en ook de slijtage bevordert. De maxillaire tanden van de bovenkaak hebben het email aan de buitenkant en de dentaire tanden van de onderkaak aan de binnenkant. De hardste delen van de tandbatterijen scharen dus langs elkaar zodat steeds scherpe snijranden geslepen worden. Het slijtvlak ligt bij de Ceratopidae vrijwel verticaal. Ook de belangrijkste sluitbeweging van de kaken was verticaal. Een zijwaartse beweging was nauwelijks mogelijk en een schuivende beweging van voor naar achter maar in beperkte mate.
Bij de Ceratopidae zijn er minstens drie vervangingstanden per positie, dus per tandkas. Het maximum is vermoedelijk vijf. De tanden zijn individueel bladvormig zoals bij de meeste Ornithischia. Aan de kant van het email ligt een uitstekende verticale richel. Per soort verschilt of die in het midden van de kroon ligt of meer naar de rand. In dat laatste geval ligt de richel bij de dentaire tanden bij de voorrand en bij de maxillaire tanden bij de achterrand. Er kunnen ook secundaire verticale richels zijn maar die verheffen zich nauwelijks boven het oppervlak. De randen zijn bezet door kleine tandjes, de denticula. Premaxillaire tanden, dus in de voorste snuit, ontbreken geheel. De maxillaire tanden in de bovenkaak variëren van twintig bij jonge exemplaren tot veertig bij de oudste individuen van grote soorten. Het aantal dentaire tanden wijkt daar meestal per individu niet veel van af. Een groot dier kan dus ongeveer 160 tandposities hebben. Bij vier à zes tanden per positie levert dat zo'n achthonderd tanden op voor de kop als geheel. Omdat het lang duurde voordat een tand na aanmaak in het slijtvlak weer helemaal was geërodeerd, komt het aantal tanden dat per jaar uitkwam daar ruwweg mee overeen.
Onderkaken zijn in wezen gemuteerde kieuwbogen. Dat geldt ook voor wat diepere structuren, de tongbeenderen. De gevonden resten van het tongbeenapparaat hebben de vorm van slanke staven, die soms onregelmatig gekromd zijn.

#### Postcrania

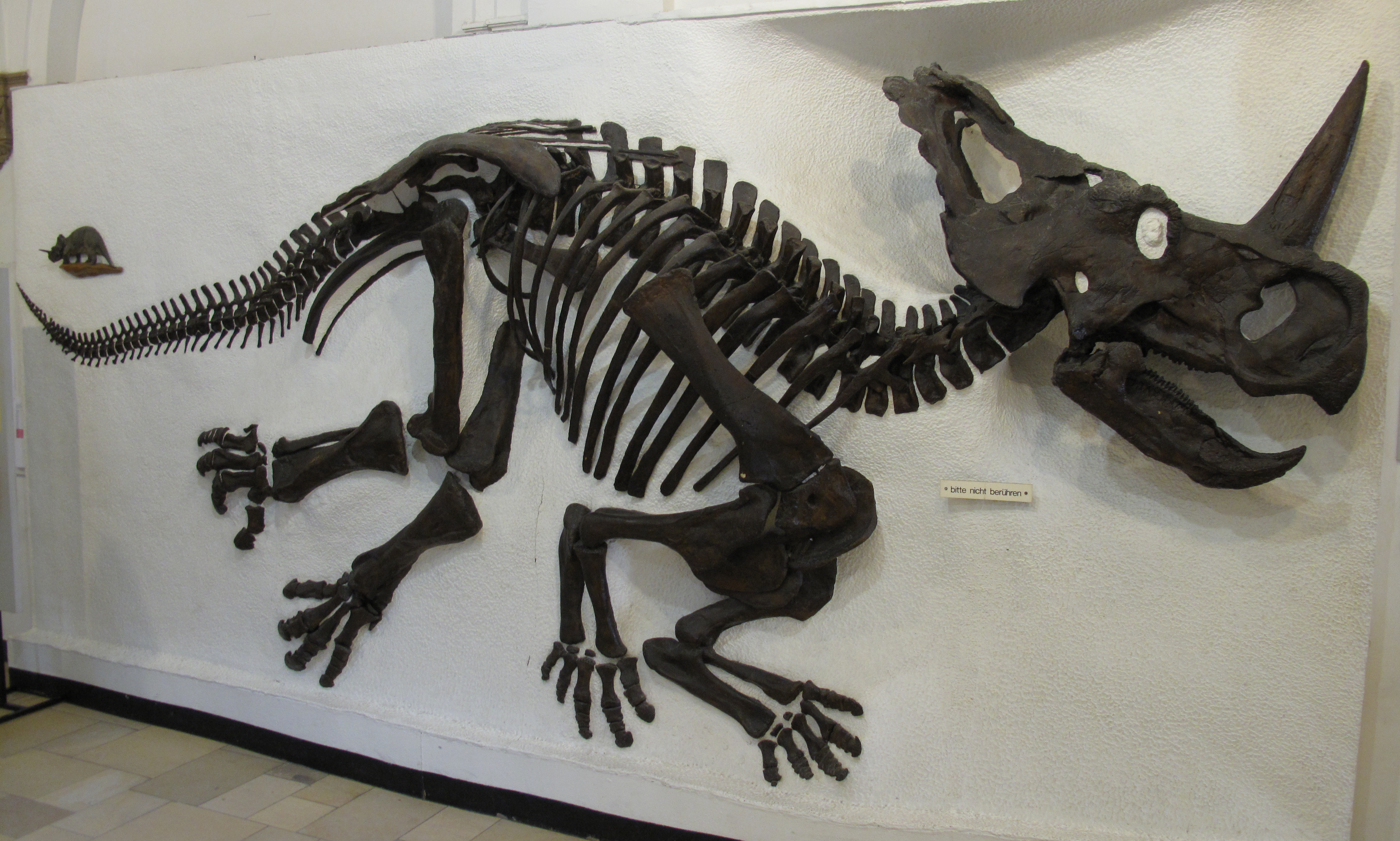
Een afgietsel van AMNH 5351

De delen achter de schedel, de postcrania, zijn bij de meeste soorten Ceratopidae slecht bekend. De meest gave goed beschreven exemplaren zijn het holotype van "Monoclonius" nasicornus AMNH 5351 en een specimen van Anchiceratops, NMC 8547. Vroeger werd vaak gesteld dat de ceratopiden in hun postcrania tamelijk "conservatief" zijn, dat wil zeggen: er weinig variatie in vertonen. Tegenwoordig wordt begrepen dat deze indruk gedeeltelijk voortkwam uit een gebrek aan exemplaren en een tekortschietende kennis. Wel is het waar dat de variabiliteit beperkt is en het vaak onmogelijk is aan de hand van een enkel bot de soort te bepalen.

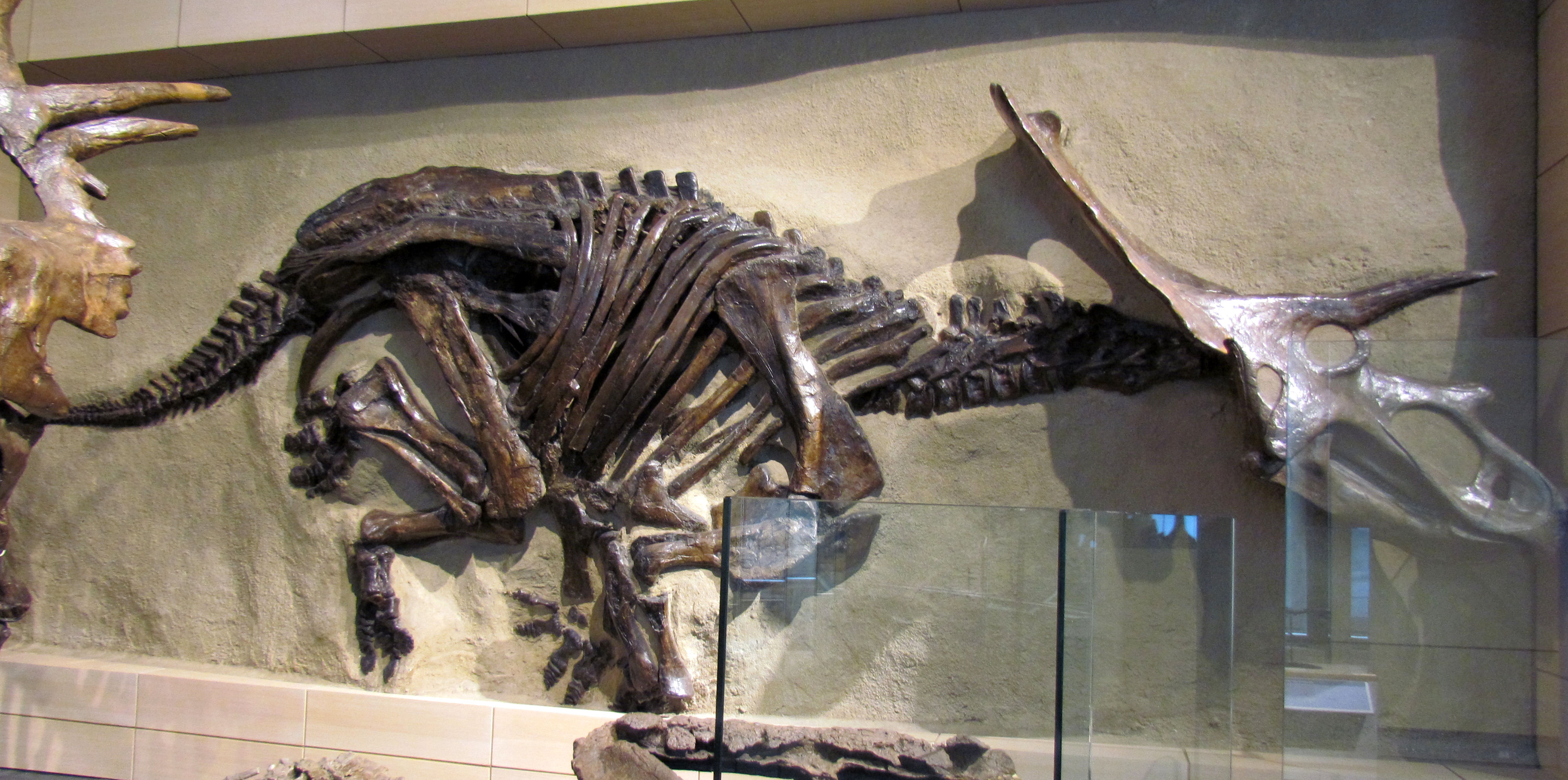
NMC 8547; de schedel is een afgietsel van een ander exemplaar

##### Wervelkolom
Meestal wordt aangenomen dat de wervelkolom ingedeeld is in tien halswervels, twaalf ruggenwervels, tien sacrale wervels en achtendertig tot vijftig staartwervels. Bij de meeste dinosauriërgroepen is de staart zeer variabel in lengte. Eigenaardig is dat juist het complete exemplaar NMC 8547 een andere indeling laat zien met tien halswervels, dertien ruggenwervels en twaalf sacrale wervels. Dit suggereert dat de variabiliteit onder andere soorten groter is dan de beperkte resten zouden doen vermoeden.
De nek is kort maar krachtig en vrijliggend van het nekschild. De stevige en gedrongen bouw maakt het eenvoudiger de zware kop te dragen. De voorste halswervels zijn daartoe extra verstevigd door een vergroeiing tot een enkel element, het syncervicale. Deze vergroeiing betekent dat de rotatie van de kop rond de lengteas, de rolbeweging, alleen plaatsvond tussen de achterhoofdknobbel en de nek. Het is een oud strijdpunt uit hoeveel wervels het syncervicale bestaat. Hatcher dacht eerst dat het vier wervels betrof maar Brown meende later dat het er drie waren, welke interpretatie aanvaard werd door Lull. In 1986 wees John Harold Ostrom er echter op dat het syncervicale drie door beennaden gescheiden volle wervelbogen toont, zij het vergroeid tot één massa, terwijl het onwaarschijnlijk is dat de voorste atlas daarin volledig uitgegroeid was. Het zou dus waarschijnlijker zijn dat de atlas als een sterk gereduceerd ringvormig element aan de voorkant van het syncervicale vastzit en dit dus vier wervels telt. Een proatlas en een voorste intercentrum ontbreken dan en de atlas is naadloos aan de draaier vergroeid. Er bestaat over dit vraagstuk tegenwoordig geen overeenstemming. Overigens is bij Anchiceratops het syncervicale duidelijk door beennaden in vieren verdeeld.

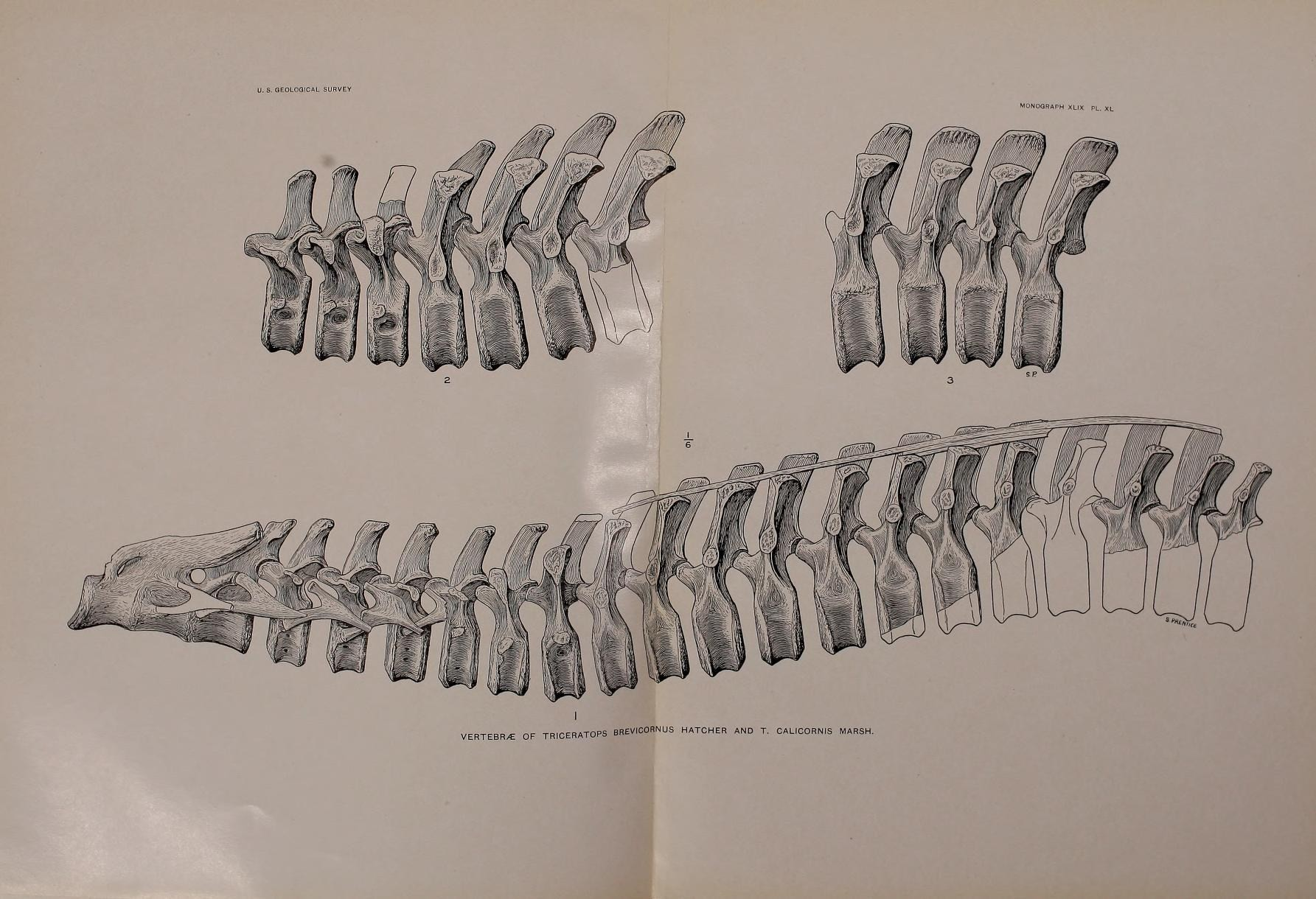
Nek en rug bij Triceratops

De vijfde tot en met tiende halswervel zijn kort en breed. Meestal nemen de doornuitsteeksels naar achteren in hoogte toe. Hun algemene relatieve hoogte varieert wat tussen de soorten. Soms vergroeit ook een paar van deze wervels: bij Styracosaurus is dat vastgesteld tussen wervels vijf en zes en bij Centrosaurus tussen zes en zeven. Als geheel kromt de nek naar voren licht omhoog.

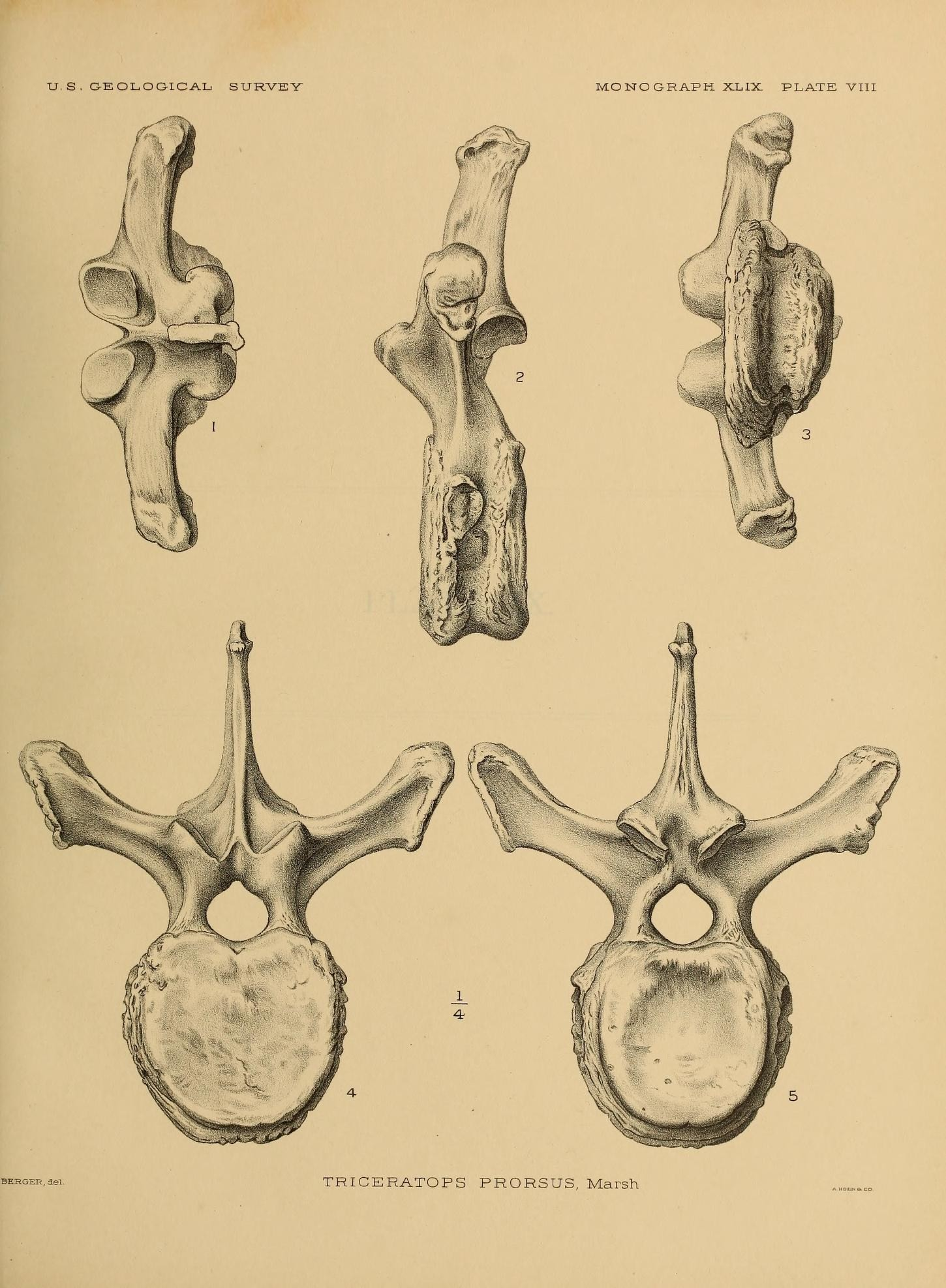
De tiende halswervel bij Triceratops met de parapofyse nog op het centrum

De nekribben zijn tweekoppig. De bovenste kop, het tuberculum, steekt nogal uit. De nekribben zijn vooraan kort en recht maar beginnen meestal van de zesde rib af zich te verlengen; soms is dit pas de negende rib, zoals bij Triceratops. De overgang naar de rug is geleidelijk en het hangt van het gekozen criterium af waar de grens uitvalt. Vaak is de rib bij de negende wervel al lang en Hatcher zag die als de eerste dorsocervicale wervel, dus het begin van de overgangszone naar de rug. In dat geval zijn er maar acht halswervels. De tegenwoordige indeling is gebaseerd op de neerwaartse oriëntatie van de rib. De tiende wervel is de laatste waar de parapofyse, het meer voorwaarts gelegen facet voor het capitulum, de onderste ribkop, zich nog op het wervellichaam bevindt in plaats van op de hogere wervelboog zodat de rib nog relatief horizontaal staat. Bij de tiende wervel zijn wel de zijuitsteeksels al meer verheven.
Het aantal van twaalf ruggenwervels omvat niet de drie achterste wervels in de reeks die als sacrodorsalen door het heiligbeen zijn "ingevangen". In de rug zijn de wervellichamen, ofwel centra, kort, met een ronde of peervormige dwarsdoorsnede, en de wervelbogen hoog maar niet zo extreem als bij de Thyreophora. Vooral bij chasmosaurinen zijn de middelste ruggenwervels nauwer dan de middelste halswervels. Het ruggenmergkanaal wordt naar achteren toe smaller. Bij de derde wervel zijn de zijuitsteeksels hoog geheven — hoewel opnieuw niet zo extreem als bij de thyreoforen — om op het eind van de reeks weer te zakken. De doornuitsteeksels zijn robuust en matig hoog. Echte rugkammen ontbreken. Ergens tussen de vijfde en achtste wervel ligt het hoogste doornuitsteeksel. Langs de doornuitsteeksels en evenwijdig aan de wervelcentra liggen bundels verbeende pezen, soms zo ver naar voren als de eerste wervel.

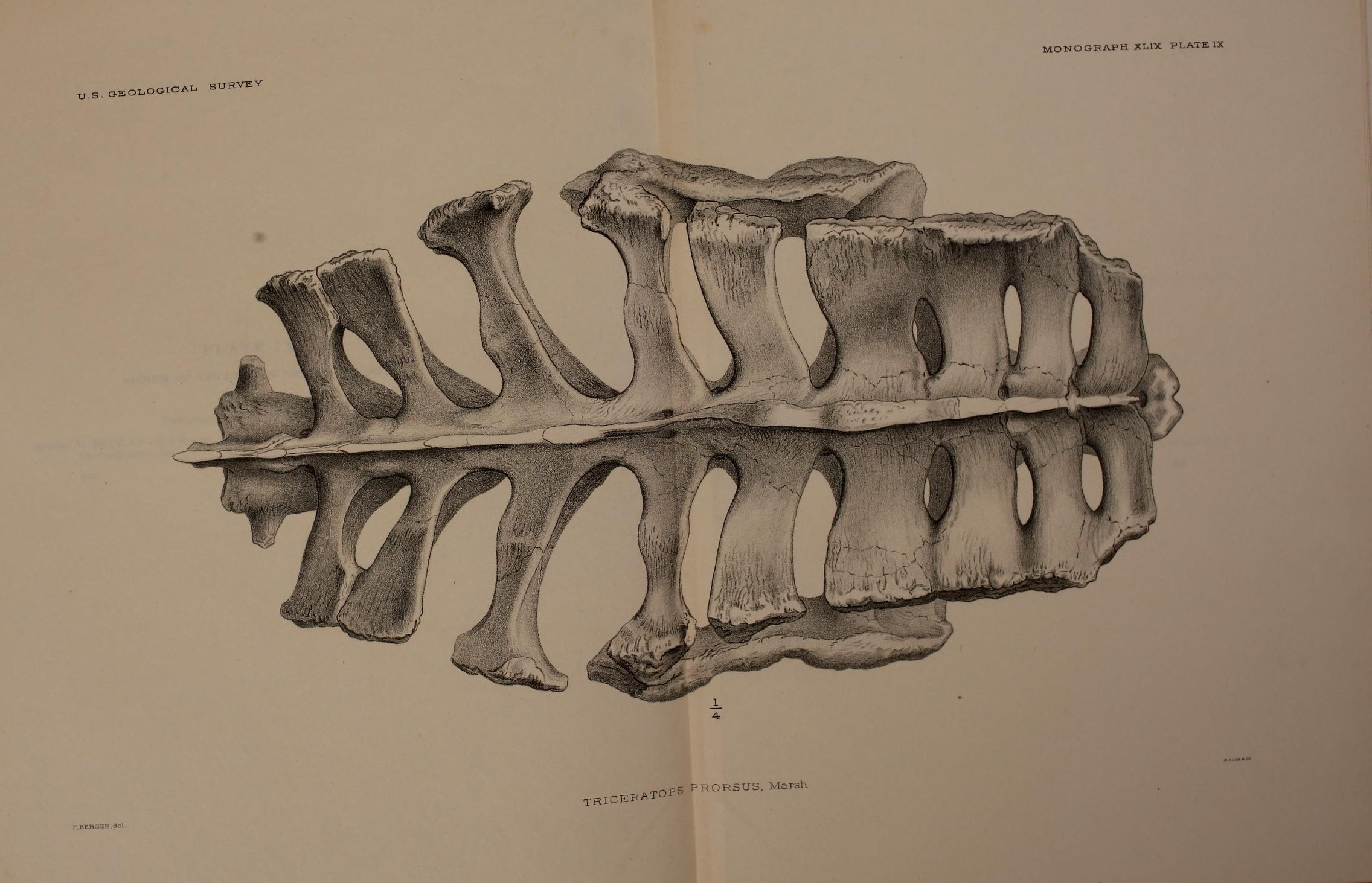
Het heiligbeen van Triceratops van boven bezien met de voorkant rechts

De voorste ribben zijn naar achteren gericht. Dit zorgt voor een smalle en hoge borstkas met het breedste punt vrij bovenaan. De ribben worden naar achteren toe snel langer en de tweede en zesde rib zijn ongeveer even lang. Deze ribben zijn recht en het tuberculum is duidelijk gescheiden van het capitulum. Daarna nemen de ribben geleidelijk in lengte af, worden krommer en gaan verticaler en uiteindelijk iets naar voren gericht staan. De achterste ribben krullen naar achteren om het darmbeen van het bekken heen. Bij deze ribben is het tuberculum zwak ontwikkeld en staat dichter bij het capitulum. De twaalfde rib is soms heel kort.
Het heiligbeen bestaat uit tien sacrale wervels, soms uit elf (Pentaceratops) of twaalf (Anchiceratops). Het aantal van tien is opgebouwd uit drie sacrodorsale wervels ingevangen uit de rug, vier "echte" sacrale wervels met zowel zijuitsteeksels als ribben en drie sacrocaudale wervels ingevangen uit de staart. De mate van vergroeiing van de sacrale wervels hangt sterk af van de ouderdom van het individu; bij halfwas exemplaren zijn ze niet vergroeid. De sacrale ribben zijn aan hun uiteinden vergroeid en vormen zo een juk. De sacrale ribben zorgen voor het contact met de darmbeenderen. De zijuitsteeksels zijn juist vooraan en achteraan aan hun uiteinden vergroeid. Soms heeft het heiligbeen in bovenaanzicht een ovaal profiel doordat de middelste zijuitsteeksels langer zijn, het langst dan de zeven en achtste; soms is het profiel veel rechter. De doornuitsteeksels zijn kort en vaak vergroeid tot een doorlopende supraneurale plaat waarin de tweede tot en met zevende wervel betrokken kunnen zijn. De wervellichamen zijn breed en laag. Samen vormen ze in zijaanzicht een duidelijke boog die aan het achterste uiteinde de staart schuin omlaag richt. Vooral bij chasmosaurinen is de onderzijde sterk uitgehold. De vierde tot en met zevende wervel zijn vaak smaller dan de voorste of achterste.
De staart is kort en bij de meeste soorten slecht bekend. Het zou kunnen dat de staart soms niet meer dan drieëndertig wervels telde. Hoewel de staart aan de basis nog vrij hoog en breed is, neemt de dikte naar achteren snel en soms abrupt af. Ondanks het naar beneden gericht zijn van de staartbasis raakt de staartpunt de grond niet. De staart kan geen belangrijke functie gehad hebben bij de aandrijving van de dijbeenderen; dit werd overgenomen door het lange bekken. Na ongeveer de helft van de lengte houden de zijuitsteeksels op. De doornuitsteeksels hellen naar achteren en zijn matig lang. Een kam op de staartbasis zoals bij sommige basale Ceratopia ontbreekt. De uitsteeksels aan de onderkant, de chevrons, zijn ongeveer even lang als de doornuitsteeksels maar hellen sterker naar achter. Vijf wervels voor het uiteinde houden ook de chevrons op.

##### Ledematen

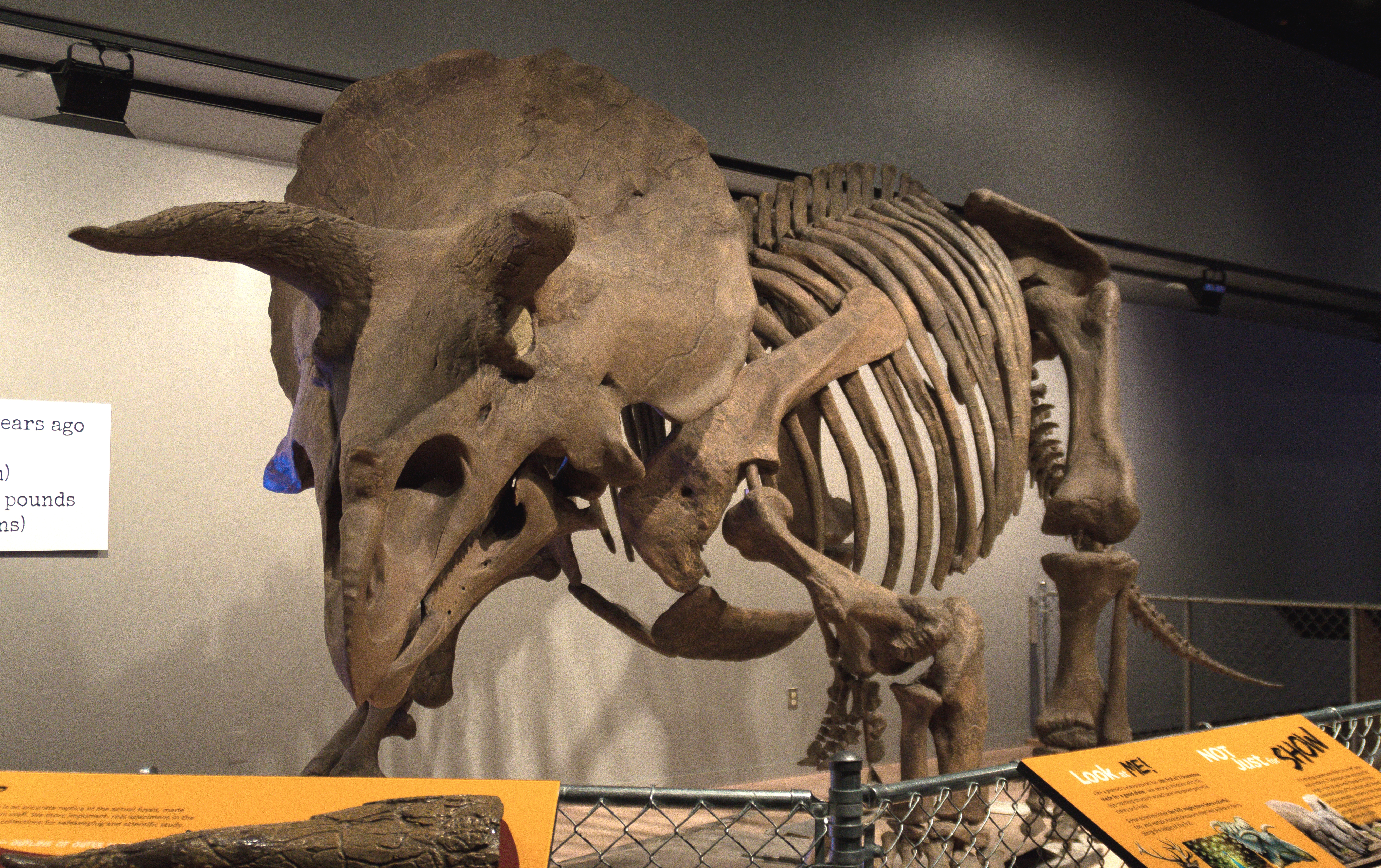
Het is de vraag of de ravenbeksbeenderen verbonden waren met de borstbeenderen

De ledematen van de Ceratopidae zijn nogal robuust. Bij grote individuen zijn de grote beenderen van de poten aan hun uiteinden sterk verdikt en verruwd, zoals men dat overigens alleen van de Sauropoda kent. Het ruwe oppervlak wijst op dikke kraakbeenkapsels, een aanpassing aan zeer zware belastingen door een combinatie van een hoog gewicht met een aanzienlijke snelheid of althans forse versnellingen.

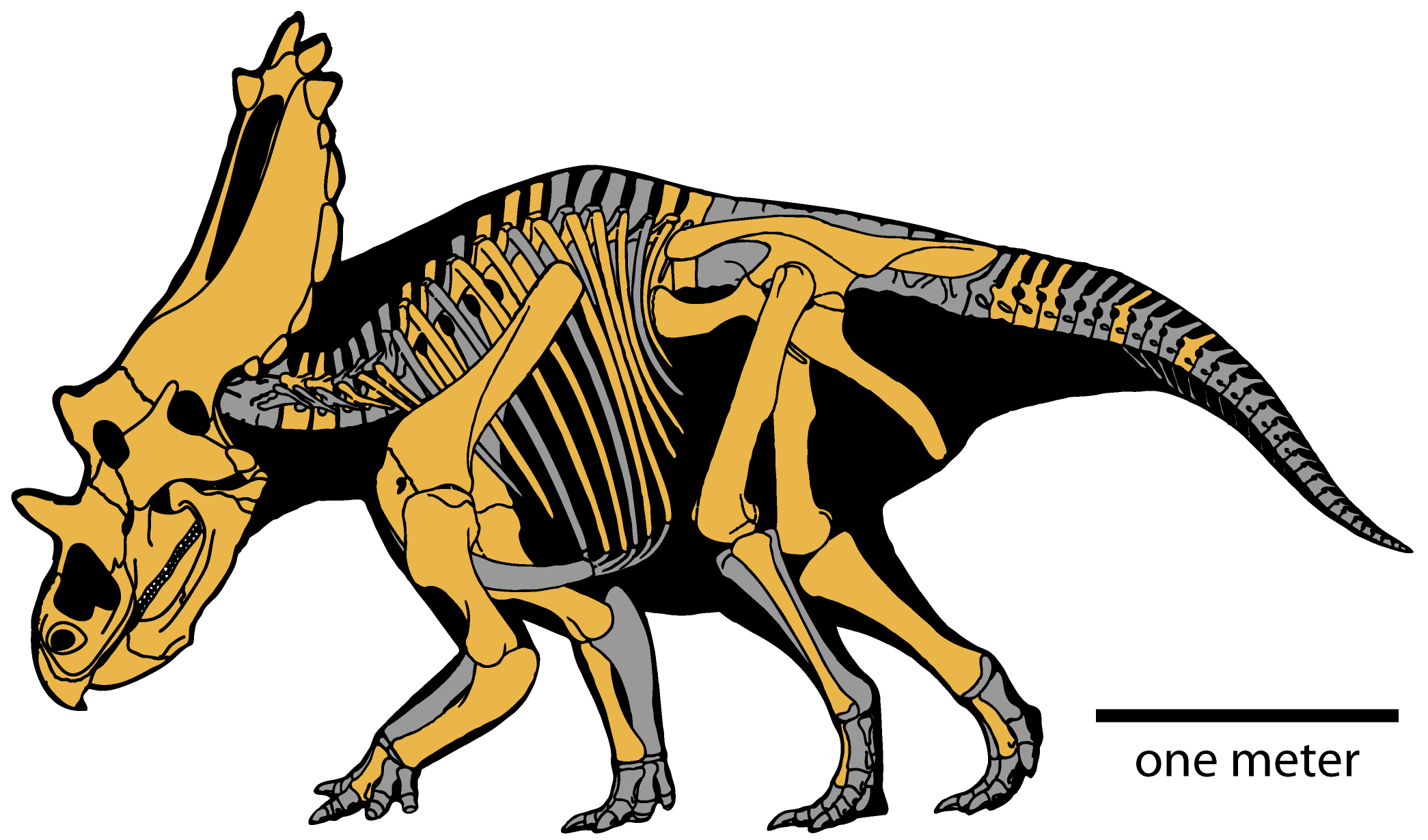
Het skelet van Utahceratops

Het schouderblad is matig lang en licht verbreed aan het bovenste uiteinde. De processus acromialis aan de onderste voorrand is zwak ontwikkeld. Op de buitenste zijkant loopt een opvallende richel diagonaal van het schoudergewricht naar de voorste bovenhoek. Het schouderblad is van onderen over de volle lengte vergroeid met het ravenbeksbeen. Er is een diep schoudergewricht waarvan het schouderblad ongeveer het bovenste twee derden deel uitmaakt en het ravenbeksbeen het onderste derde deel dat puntig naar achteren uitsteekt. Het ravenbeksbeen is vooraan afgerond en de kromming zet zich voort in een lang naar achteren gericht uitsteeksel. Het is wel verondersteld dat al deze punten de voorwaartse strekking van de arm belemmerden. Verbeende sleutelbeenderen zijn nooit bij de ceratopiden aangetroffen. Wel verbeende niervormige borstbeenderen. Die zouden volgens Dodson dicht tegen elkaar gelegen hebben of vergroeid zijn geweest en verbonden zijn met de ravenbeksbeenderen wat een beweging van het linker en rechtergedeelte van de schoudergordel ten opzichte van elkaar vrijwel zou hebben uitgesloten. Robert Thomas Bakker en Gregory S. Paul meenden echter dat de borstbeenderen los lagen van de schoudergordel en dat de ravenbeksbeenderen door groeven in een hoger centraal kraakbeenelement langs elkaar en op en neer zouden hebben geschoven. Dodson vermoedde dat de borstbeenderen verbonden waren aan sternale ribben van kraakbeen.

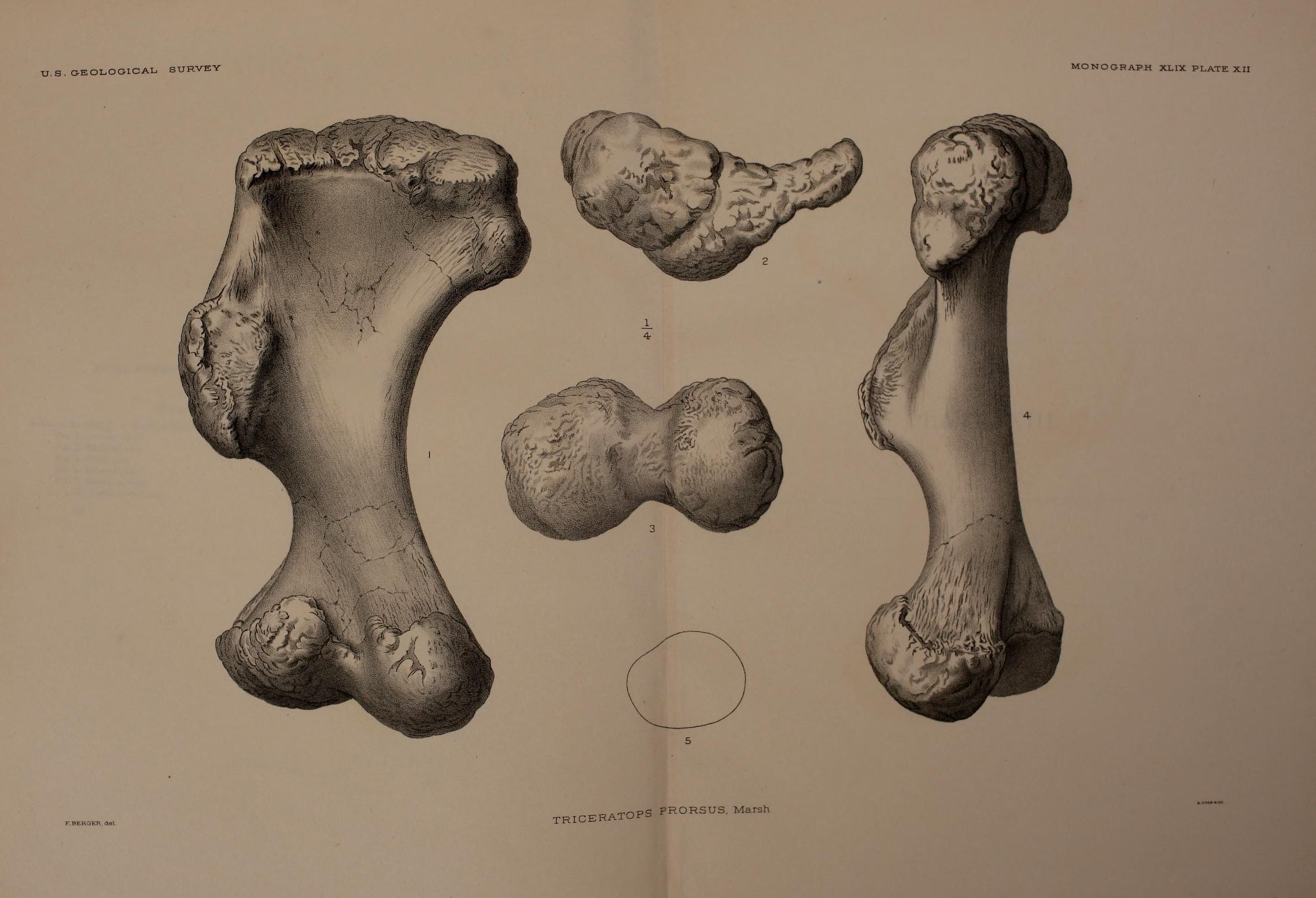
Het opperarmbeen van Triceratops

De voorpoten zijn altijd korter dan de achterpoten, net als bij de meeste Dinosauria. Typisch hebben de voorste ledematen 70% van de lengte van de achterste ledematen. Het opperarmbeen is robuust met sterk verbrede uiteinden. De kop van het opperarmbeen vormt een halve bol en staat af wat een grote beweeglijkheid toestaat. De kop loopt geleidelijk over in de binnenhoek van de bovenkant. Er is een sterk uitstekende min of meer rechthoekige deltopectorale kam, voor de aanhechting van verschillende spieren, die de helft of meer van de voorste schacht beslaat. De ellepijp, die van de binnenste onderste gewrichtsknobbel van het opperarmbeen naar de buitenkant van de hand loopt, heeft achteraan een forse processus olecrani, een naar boven gericht uitsteeksel als hefboom om de strekken. Het spaakbeen loopt van de buitenste knobbel naar de binnenkant van de hand en kruist dus de ellepijp. Dit bot is korter dan het opperarmbeen. De pols bestaat uit vier kleine platte carpalia. De middenhandsbeenderen staan niet nauw aaneengesloten en de hand had dus geen strikt verticale positie maar was wat gespreid. Wel staan ze van boven af bezien in een boog. Daarvan was het open uiteinde vermoedelijk iets naar achteren en binnen gericht. De vingers zijn kort. Vinger vier en vijf zijn duidelijk kleiner, behalve bij Vagaceratops. De handklauwen van de eerste drie vingers zijn klein, verticaal afgeplat, wat hoefvormig en met een onregelmatige punt. Bij de meeste soorten zijn de uiterste kootjes van de vierde en vijfde vinger gereduceerd tot kleine stompjes waarvan het vaak betwijfeld wordt of ze wel een zichtbare hoornnagel droegen. De formule van de vingerkootjes is 2-3-4-3-1 of 2-3-4-3-2.

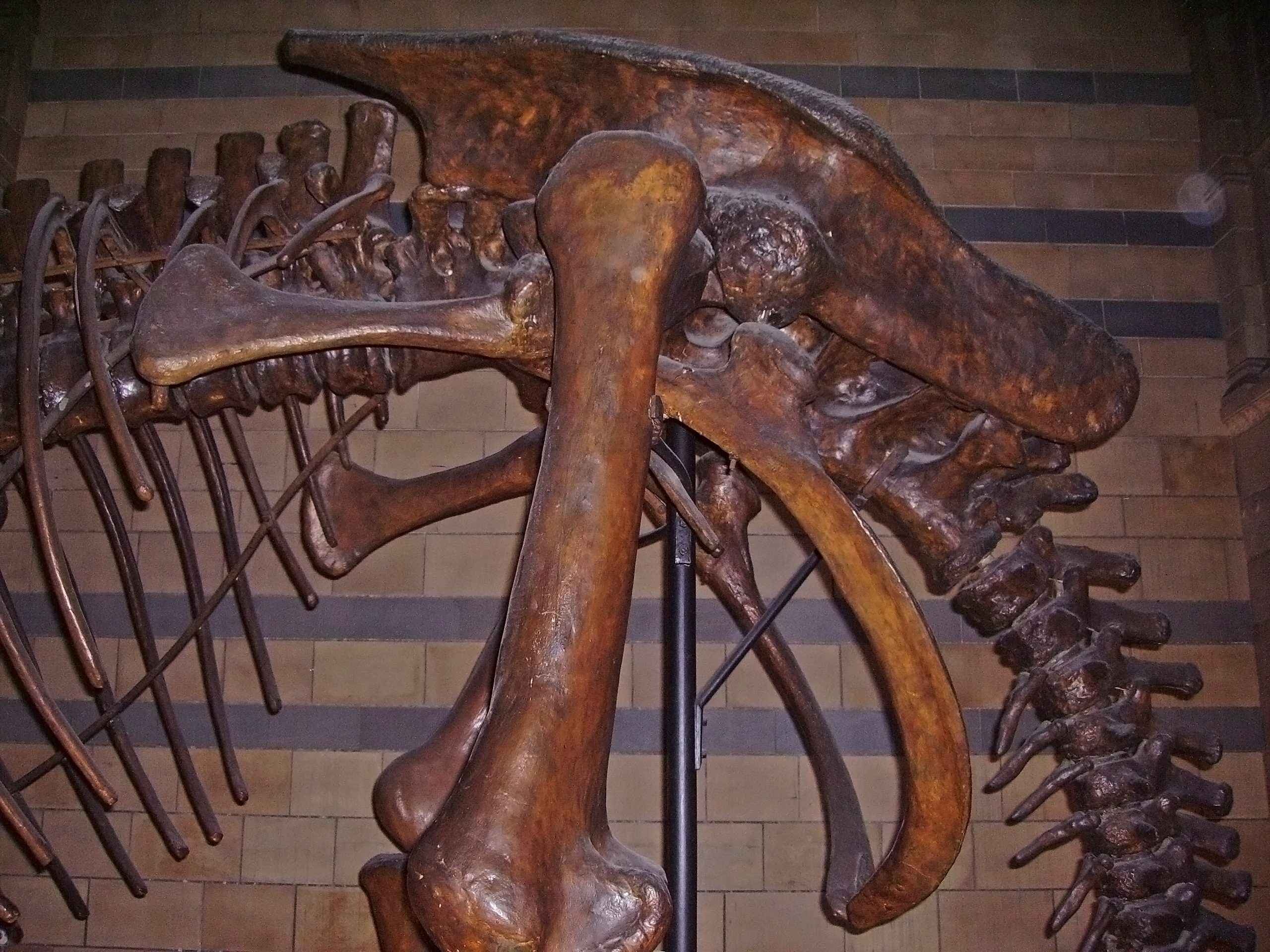
Het bekken van Triceratops

In het bekken is het bovenste horizontale element, het darmbeen waaraan de belangrijkste spieren bevestigd zijn die het bovenbeen en onderbeen bewegen, lang en laag. Soms is het erg recht in zijaanzicht maar bepaalde soorten hebben een voorblad dat nogal naar beneden buigt. In bovenaanzicht wijken beide voorbladen iets uiteen om ruimte te maken voor de buikholte. Bij soorten met een ovaal heiligbeen kromt het darmblad daaromheen zodat in bovenaanzicht het profiel golvend wordt. De hele bovenrand krult naar buiten, om een beenplateau te vormen aan de onderkant waarvan kennelijk zeer dikke spierlagen vastzaten. Het achterblad is typisch langer dan het voorblad. De antitrochanter, het zijuitsteeksel dat de krachten opving die het dijbeen op het bekken uitoefende, bevindt zich tamelijk achteraan boven het heupgewricht, een teken van een vrij hoge loopsnelheid. Bij het schaambeen is het voorste uitsteeksel, de processus praepubicus, tamelijk lang, voor het darmbeen uitstekend en soms de laatste rib rakend, en verbreed in zijaanzicht. De eigenlijke schacht van het schaambeen is echter extreem kort en komt nauwelijks verder dan het heupgewricht. Het vormt zo een dunne staaf die evenwijdig loopt aan de voorkant van het bovendeel van het zitbeen. Het zitbeen is robuust, vooral bij chasmosaurinen, en is naar beneden gekromd. De mate van kromming varieert tussen de soorten en is soms zo sterk dat de punt naar voren wijst en ter hoogte van de knie ligt. Het onderste uiteinde loopt meestal taps toe. Beide uiteinden raken elkaar over een fors deel van hun onderste lengte.

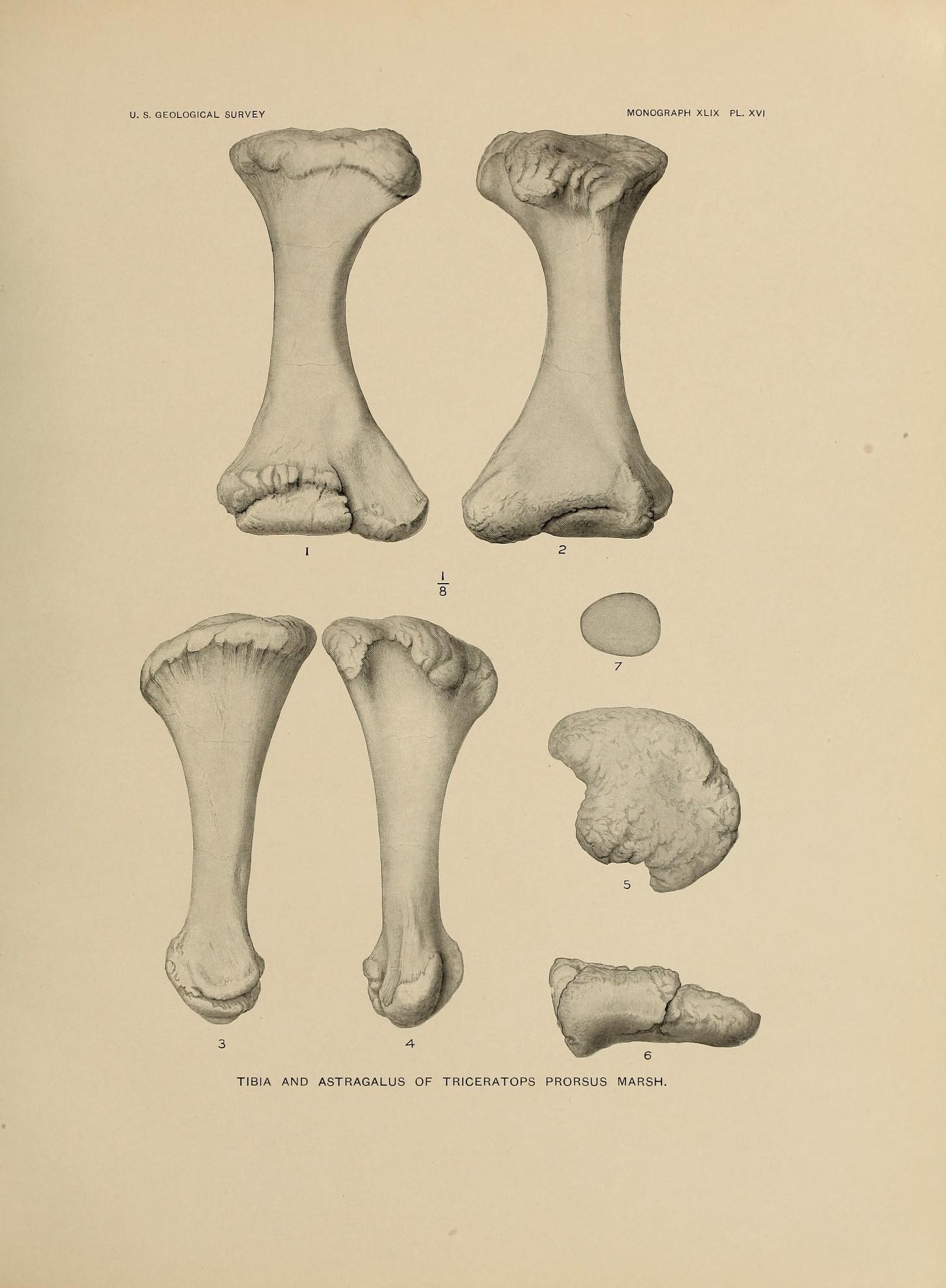
Scheenbeen en sprongbeen van Triceratops

Het dijbeen is robuust en recht. Het is steeds korter dan het scheenbeen, ook bij jonge dieren, een aanpassing aan een wat lagere snelheid. De dijbeenkop staat niet sterk af van de schacht. Bovenop zijn de trochanter minor en de trochanter major versmolten. De vierde trochanter op de achterzijde, de aanhechting voor de Musculus caudofemoralis longus, de retractorspier die van de staart uit het bovenbeen naar achteren trekt, is gereduceerd tot een lage verheffing halverwege de achterkant van de schacht wat vermoedelijk samenhangt met een geringere rol van de staart in de voortbeweging. De onderste gewrichtsknobbels zijn ongeveer gelijk in grootte hoewel de buitenste iets verder naar onderen uitsteekt. Dit is een teken dat het dijbeen niet precies verticaal stond maar iets schuin naar buiten zoals bij de meeste dinosauriërs. Hoewel niet erg kort, zijn het scheenbeen en het kuitbeen robuust. Het scheenbeen is in zijaanzicht bovenaan verbreed met vooraan een goed ontwikkelde crista cnemialis wat duidt op een krachtige musculatuur van de kuit. Onderaan vormt het scheenbeen een breed enkelvlak voor een overeenkomstig brede voet. Het kuitbeen, aan de buitenzijde van het scheenbeen gelegen, vormt een veel dunnere staaf. Van de bovenste enkelbeenderen, die met het onderbeen vergroeid zijn, vormt het hielbeen een afgeplat element dat vaak aan het meer naar binnen gelegen sprongbeen vergroeid is. Het hielbeen is verbonden met het kuitbeen. Het sprongbeen bedekt lensvormig de onderkant van het scheenbeen en is vooral aan de voorkant zichtbaar. Er zijn minstens twee, soms drie, verbeende tarsalia, de onderste enkelbeenderen, in de vorm van kleine schijfjes.
De voet is kort, breed en robuust. Mogelijk was de middenvoet voorzien van een voetkussen. De vier dragende middenvoetsbeenderen zijn kort en niet nauw aaneengesloten. Het eerste middenvoetsbeen is veel korter dan het tweede, derde of vierde. Het eerste en vierde middenvoetsbeen staan wat naar buiten gekeerd, vooral vaak met het onderste uiteinde. Het vijfde middenvoetsbeen is gereduceerd tot een beensplinter naast het vierde. De eerste teen is korter dan de overige maar de eerste voetklauw is tamelijk breed. De derde teen is het langst maar de derde voetklauw is ongeveer even groot als de tweede. De vierde teen is korter dan de tweede een duidelijk dunner met een kleinere voetklauw. De formule van de teenkootjes is 2-3-4-5-0. De voetklauwen hebben de vorm van onregelmatige stompe en afgeronde hoeven, soms met een pijlvormig profiel.

### Weke delen
De weke delen van de Ceratopidae zijn bij de meeste fossielen niet bewaard gebleven. Bij enkele specimina, van Centrosaurus, Chasmosaurus en Triceratops, zijn echter grotere huidafdrukken gevonden. Die laten steeds hetzelfde patroon zien. De huid is bedekt met niet-overlappende schubben. In de lengterichting van het lichaam liggen rijen grotere schubben met een doorsnede van zo'n vijf centimeter. Die zijn meestal zeshoekig en omgeven door veelhoekige schubben die iets kleiner zijn dan de centrale schub. Zo ontstaat een rozet. De rozetten liggen ongeveer tien centimeter van elkaar af. Soms zijn de rozetten gescheiden door kleinere schubben van een centimeter doorsnee. Bij Triceratops lijken de rozetten echter direct op elkaar aan te sluiten. Bij deze soort heeft de centrale schub ook een uitstekende punt in het midden. Er zijn geen duidelijke aanwijzingen dat de schubben ooit verbeenden tot osteodermen, met mogelijke uitzondering van de exoccipitalia van de schedelkraag die als verbeende schubben kunnen worden gezien. De grotere schubben kunnen desalniettemin gediend hebben ter bescherming tegen aanvallen.

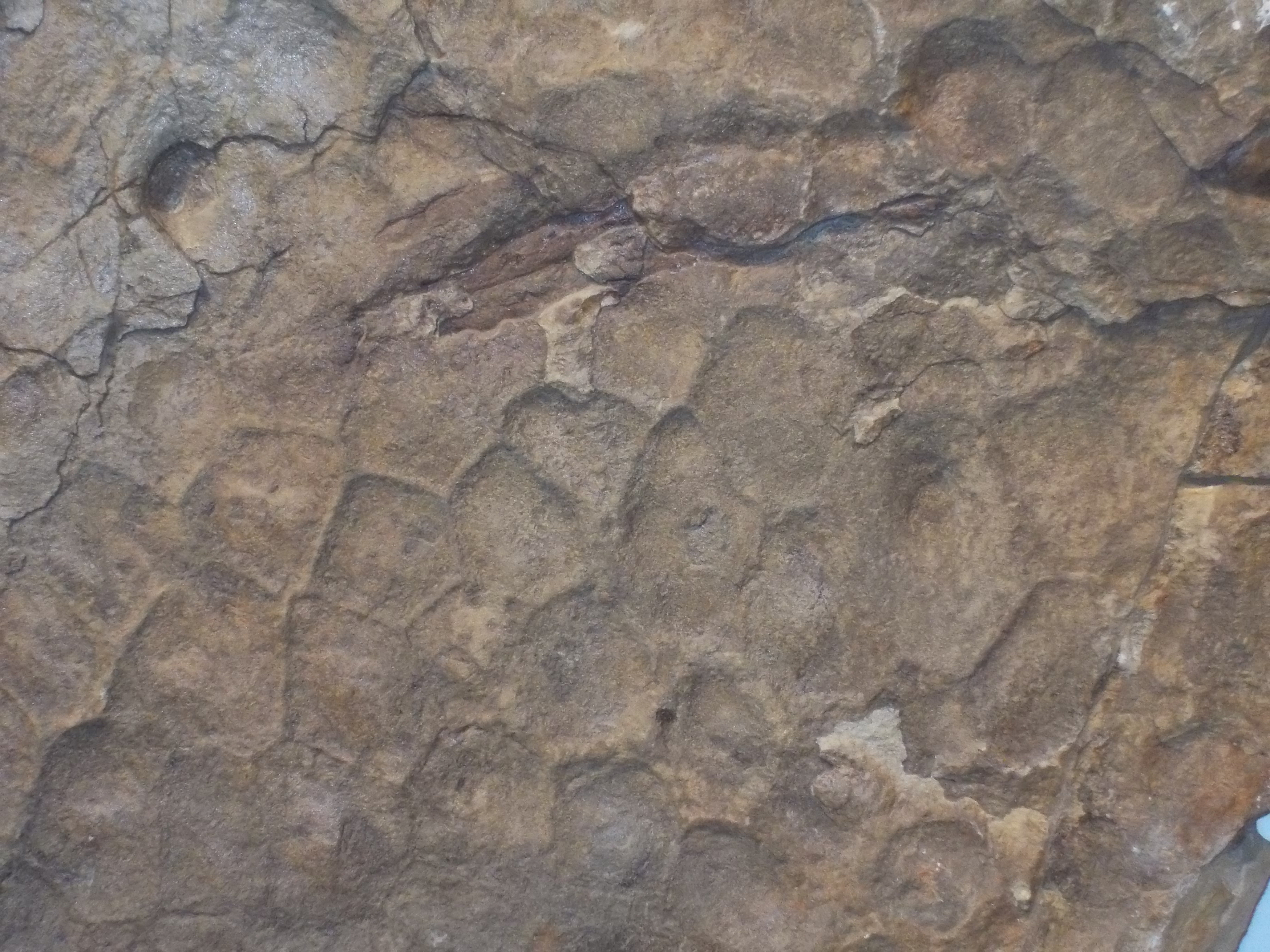
Een stuk huidafdruk van Triceratops

Voor de kleur van de huid bestaan geen directe aanwijzingen. Paul ried paleontologisch illustratoren aan om de afgebeelde dieren een grijze tint te geven omdat ook grote zoogdieren een zulke kleur hebben die ze minder zichtbaar maakt in de verte. Al op het einde van de negentiende eeuw was grijs gebruikelijk in illustraties omdat men de dieren weergaf naar het model van moderne neushoorns. Vaak wordt verondersteld dat het nekschild, omdat ermee gedreigd en gepronkt kon worden, van felle kleuraccenten was voorzien. Reptielen hebben een goed vermogen om kleuren te zien. Typisch laat men de kleurvlekken samenvallen met de pariëtaalvensters, hoewel er geen bewijs is dat een dergelijk verband werkelijk bestond. Het kan ook zijn dat de verlengende hoornschachten van de neushoorn, de wenkbrauwhoorns en de exoccipitalia een speciale kleurtekening bezaten.
Bij de basale ceratopiër Psittacosaurus zijn borstelharen aangetroffen. Naar analogie daarvan is wel gedacht dat ook de ceratopiden een borstelvacht bezaten. Het kan zijn dat althans jonge dieren door zo'n vacht warm gehouden werden. Bij grote exemplaren was zo'n isolerende lichaamsbedekking strikt genomen niet noodzakelijk. Het bezit van uitgebreide schubben op de huid sluit zo'n vacht niet uit want van andere Cerapoda zijn zeer complexe combinaties van schubben en haren bekend.

## Levenswijze

### Leefgebied

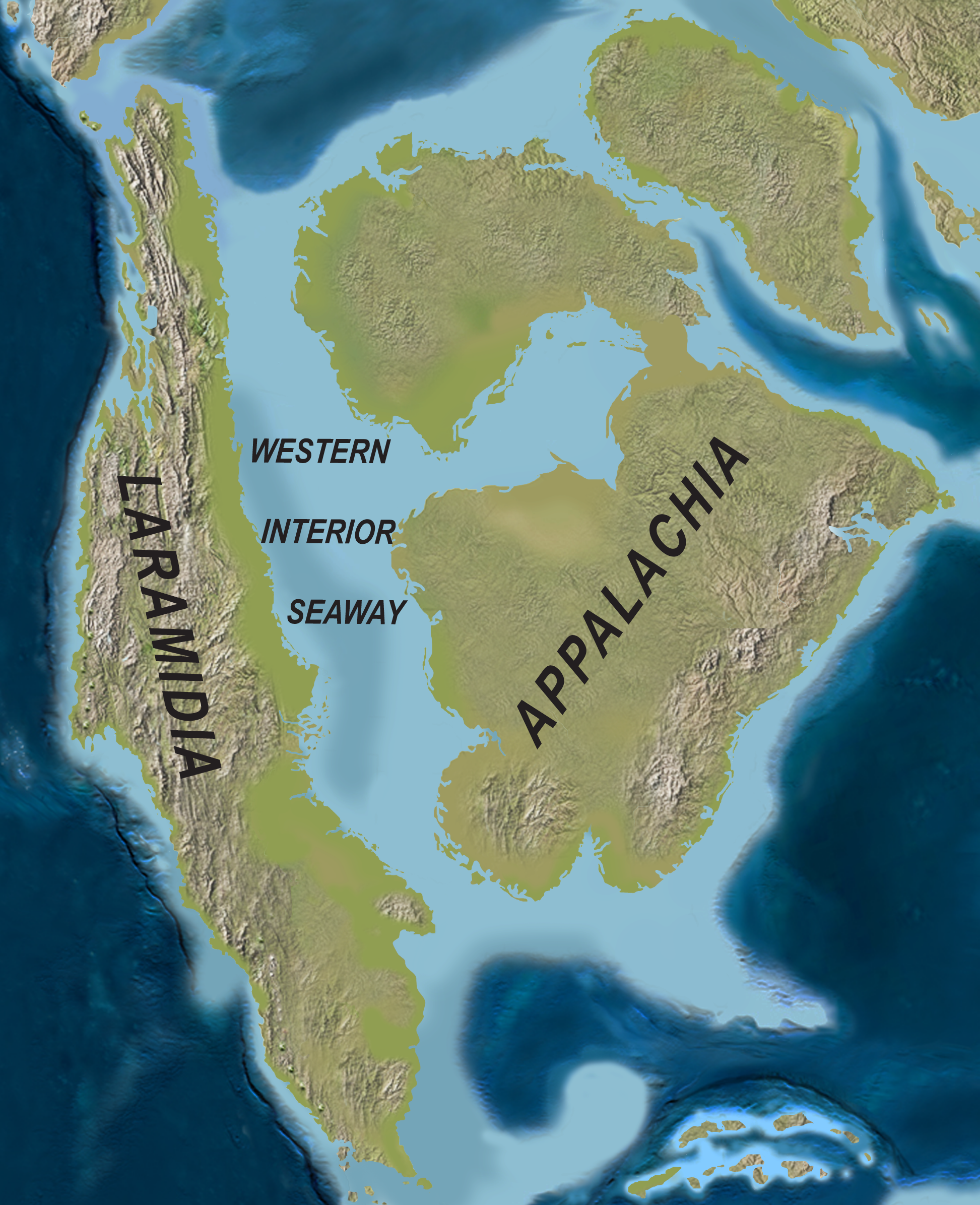
De meeste ceratopiden leefden op Laramidia

De Ceratopidae waren typisch grote herbivore vormen. Ze waren als zodanig zeer succesvol: in de onderzochte Noord-Amerikaanse habitats van het Campanien maken ze 25% tot 42% van de gevonden dinosauriërskeletten uit; in het Maastrichtien zelfs 61% tot 71%. Deze leefgebieden doorsneden verschillende klimaatgordels want de noordelijkste vindplaatsen van Pachyrhinosaurus bevonden zich indertijd op 85° N, dus binnen de poolcirkel, en de zuidelijkste in het midden van het huidige Mexico.
De precieze oorzaken van dit succes zijn onduidelijk. Het is niet goed bekend waarin het dieet van Ceratopidae verschilde van dat van de plantenetende Hadrosauridae die hun leefgebied deelden. Ook is het onzeker welke specialistische niches de Chasmosaurinae en de Centrosaurinae vulden en die het kennelijk mogelijk maakten dat ze zeker tien miljoen jaar naast elkaar konden bestaan. In het algemeen hadden de ceratopiden aanpassingen aan hun kaken en gebit die uniek zijn binnen de bekende dierenwereld. Ook hadrosauriden hadden tandbatterijen maar die misten de vogelachtige snavel en hun tanden konden een zijwaartse kauwbeweging uitvoeren terwijl de Ceratopidae voornamelijk beperkt waren tot een knippende verticale beweging. In de ongeveer vijftien miljoen jaar dat we hun evolutie kunnen volgen, trad er in dit systeem weinig wijziging op, behalve dat de kaken bij de Triceratopini wat langer werden. Het is wel verondersteld dat de snavel vooral een plukkende en grijpende functie had, terwijl de tandbatterijen het voedsel doormidden knipten. De grote schedel moet uitgerust zijn geweest met een zware musculatuur waarvan de contractie via de hefboomwerking van de processus coronoides, gecombineerd met een laag kaakgewricht, effectief op de onderkaak kon worden overgebracht wat een aanzienlijke bijtkracht mogelijk maakte. Het verknipte voedsel viel niet uit de muil doordat vlezige wangen de mondholte zijdelings afsloten. Hun aanwezigheid blijkt uit het zijdelings inspringen van de tandrijen. De smalle snuit zou er op kunnen wijzen dat selectief hoogwaardige planten gegeten werden. Wat daar tegen spreekt, is het mogelijk leven in kudden en het feit dat de enorme buikholte het mogelijk gemaakt moet hebben grote hoeveelheden laagwaardig en vezelrijk voedsel door bacteriën in het lange darmtraject te laten verteren. De snavel diende dan wellicht niet om kleine hapjes te nemen maar om hele struiken, boompjes en grote takken te kappen om ze daarna met de tanden fijn te knippen.
Er zijn geen gefossiliseerde maaginhouden teruggevonden, dus er is geen direct bewijs welke de gegeten planten waren. Omdat de kop laag hing, ging het kennelijk om bodemplanten hoewel dezelfde kop ook gebruikt kan zijn om hogere begroeiing neer te halen. Ostrom dacht dat het voornamelijk Cycadeoidales, palmvarens en palmen betrof, vrij energierijke typen. Dodson betwijfelde dit omdat deze groepen tijdens het Campanien steeds zeldzamer werden, zonder dat er enige aanwijzing is voor een teruglopen van de Ceratopidae. Dodson meende dat eerder de vezelrijke varens werden gegeten, die in uitgestrekte "varenweiden" groeiden. Een andere voedselbron kunnen de coniferen geweest zijn.
De vrij snelle groei, de botstructuur, het complexe ademhalingssysteem, het vermoedelijk actieve bewegingsgedrag en de mogelijke borstelvacht wijzen op een vrij hoge stofwisseling. Zeker de grote dieren konden uit zelfs laagwaardig voedsel daarvoor voldoende energie vrijmaken. Lehman heeft wel betwijfeld of dit ook voor de jonge dieren zou lukken. Wellicht aten die hoogwaardiger voedsel of voedden de ouders hun jongen een voorverteerde brij uit een krop. Op een hoge stofwisseling duidt ook de grote neusholte die kon dienen voor een goede temperatuurregeling en, via het laten condenseren van waterdamp uit uitgeademde lucht op boekrolvormige turbinalen, waterhuishouding.
Van de leefomstandigheden van Aziatische ceratopiden is weinig bekend. Ze waren kennelijk niet zo succesvol. Sinoceratops is gevonden in een groeve waarin de hadrosauride Shantungosaurus verreweg het talrijkste dier was.

### Lichaamshouding

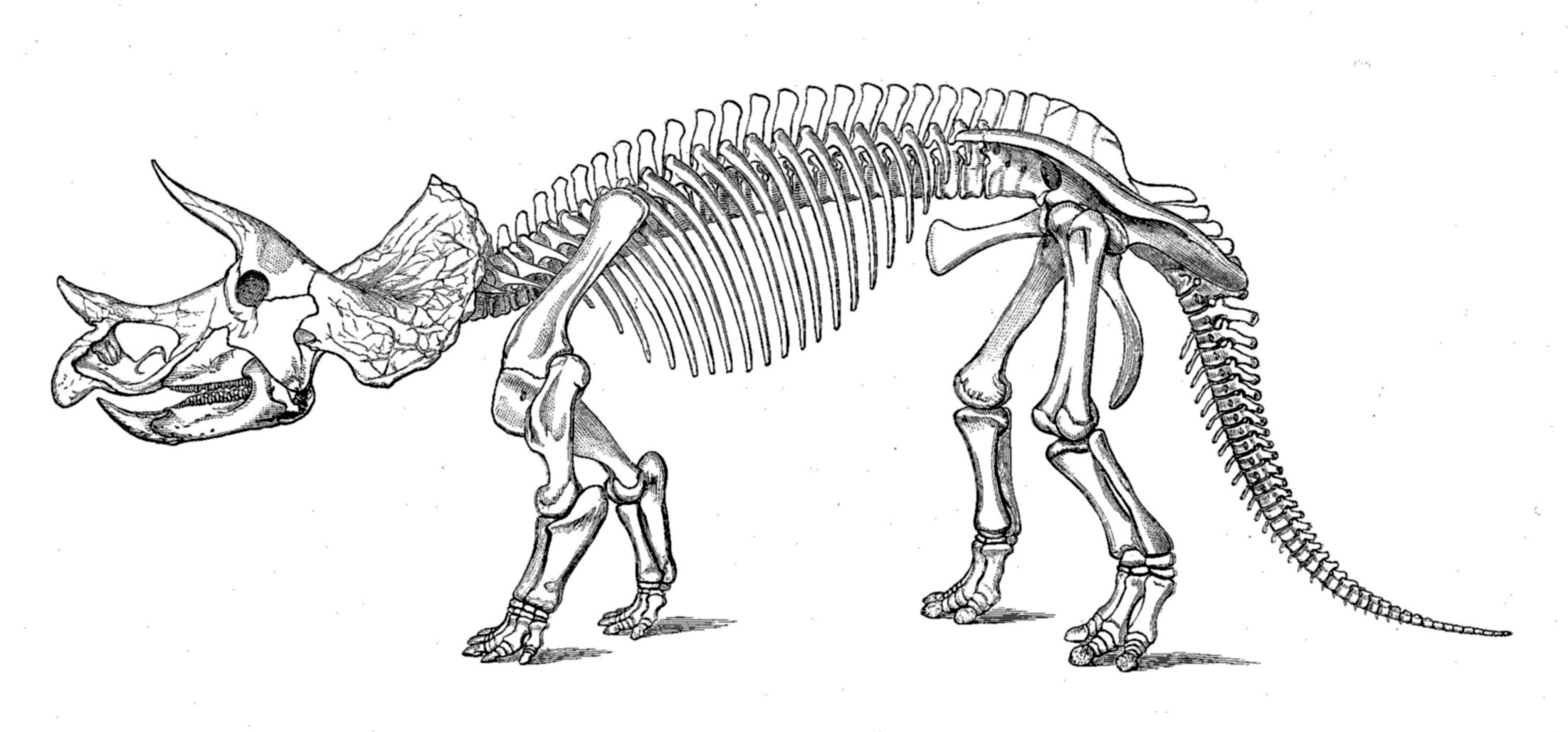
In de eerste reconstructie van een ceratopidenskelet toonde Marsh in 1891 de voorpoten verticaal

De lichaamshouding van de Ceratopidae is altijd een groot strijdpunt geweest. Het is evident dat de achterpoten grotendeels verticaal werden gehouden: een zijdelingse beweging is zelfs anatomisch onmogelijk gezien de vorm van het dijbeen en het heupgewricht. De voorpoten konden echter gespreid worden. Dat riep de vraag op of ze bij een voorwaartse beweging verticaal, als bij een groot zoogdier, of horizontaal als bij een hagedis gehouden werden.
De eerste reconstructie door Marsh uit 1891 toonde verticale voorpoten. In 1904 en 1923 liet Henry Fairfield Osborn skeletten van Triceratops echter in sterke spreidstand opstellen en hetzelfde deed C.M. Sternberg in 1927 met skeletten van Chasmosaurus. Men werd daartoe geïnspireerd door de achterwaartse positie van de kop van het opperarmbeen. Die doet de deltopectorale kam sterk naar voren uitsteken en dat zou weer een voorwaartse strekking van de arm in verticale positie onmogelijk maken omdat de kam dan zou botsen met het lange onderste uitsteeksel van het ravenbeksbeen. Tot eind jaren zestig werden ceratopiden daarom met naar buiten staande voorpoten geïllustreerd. Zo'n houding zou slechts een zeer lage loopsnelheid toestaan omdat de stijve rug nauwelijks zijdelings kon buigen om gespreide voorpoten meer naar voren te brengen. Daarbij zouden bij een hoge snelheid de rechte achterpoten de voorpoten gaan inhalen, zodat het dier over de kop dreigde te slaan.

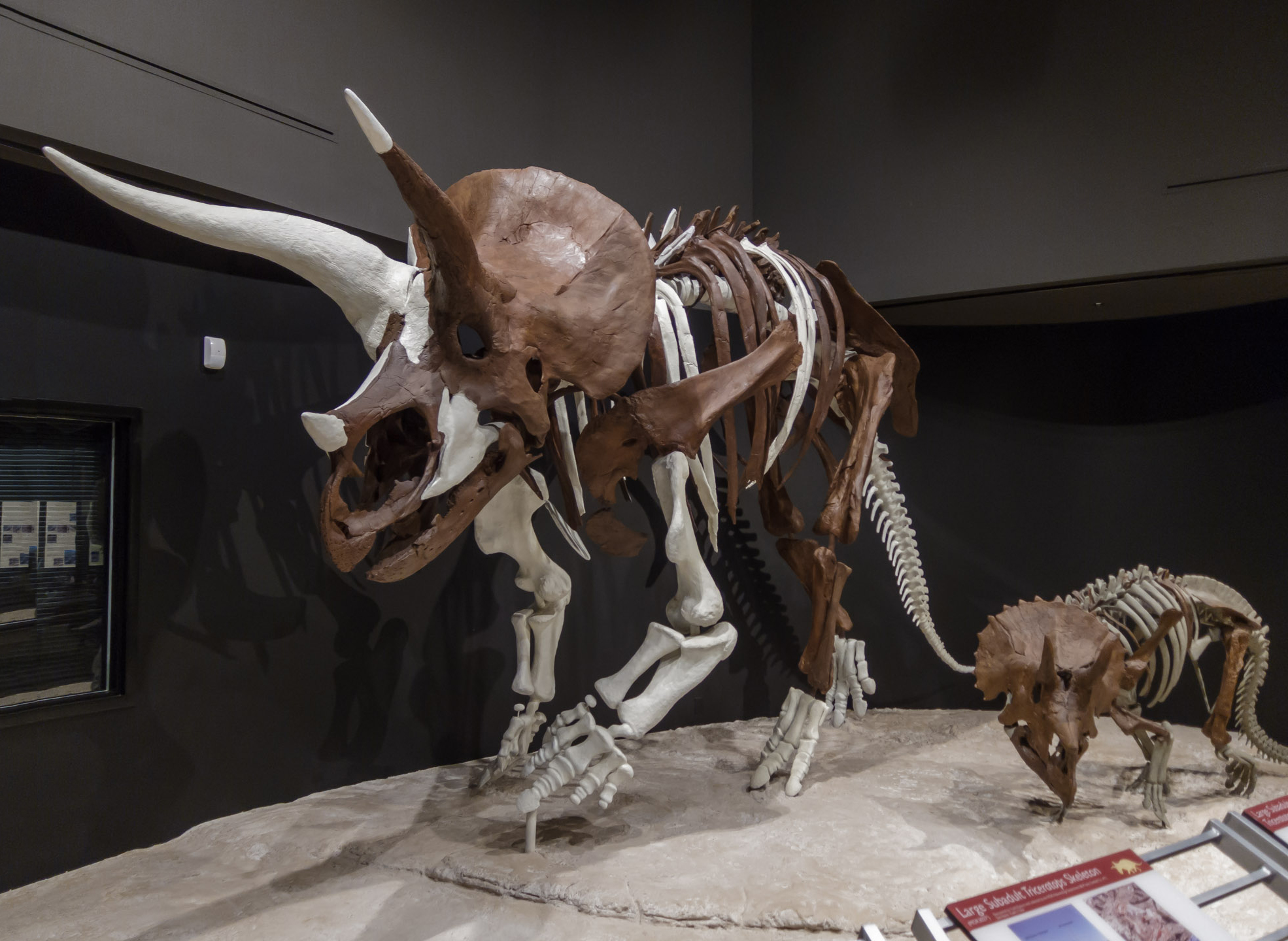
Het moderne compromis

Eind jaren zestig bestudeerde Bakker echter de voorpoot van de ceratopiden en concludeerde dat die verticaal gehouden werd. Het probleem met de articulatie met het ravenbeksbeen zou veroorzaakt zijn door een compleet foute reconstructie van de borstkas, alsof die zeer breed zou zijn geweest met het breedste punt onderaan wat de schoudergewrichten lager en dichter bij elkaar brengt. In feite was de borstkas relatief smal met het breedste punt bovenaan. Dodson meende in de jaren negentig echter dat zelfs dan een strikt verticale plaatsing onmogelijk was. Sindsdien is er een soort compromis ontstaan: er was een lichte spreidstand van ongeveer 20° die de elleboog wat naar buiten bracht maar de handen onder het lichaam plaatste. Dat dit hun positie was, blijkt duidelijk uit gevonden sporen waarbij de poten steeds dicht bij elkaar geplaatst worden, nooit ver uiteen. Het compromis wordt bevestigd door computersimulaties.
De lichaamshouding hang weer samen met de vraag hoe snel de Ceratopidae waren. De robuuste ledematen, korte onderarmen en onderbenen, en spieraanhechtingen die wijzen op een langzame rotatie van de ledematen, zijn aanwijzingen voor een stappende gang, niet sneller dan een twintig kilometer per uur. Aan de andere kant kunnen moderne neushoorns die ook zo gebouwd zijn wel degelijk galopperen. Ceratopidae zijn daarbij zwaarder gespierd dan neushoorns van dezelfde omvang. Daaruit concludeerde Bakker dat een snelheid van een veertig kilometer per uur mogelijk geweest moest zijn. Het is niet duidelijk of de schoudergordel voor een galop beweeglijk genoeg was.
De korte staart, lage sacrale wervels en grote kop zullen het voor Ceratopidae in vergelijking met de meeste dinosauriërs moeilijker gemaakt hebben zich op de achterpoten te verheffen. Paul wees er echter op dat moderne olifanten die ook een zware kop hebben, een nog veel kortere staart en langere voorpoten, desalniettemin op twee benen kunnen gaan staan zodat de ceratopiden daartoe ook in staat geacht moeten worden. Hij zag dat als een nuttige houding om mee te pronken of dreigen, waarbij het nekschild op zijn voordeligst uitkwam. De grootste individuen van Torosaurus konden zo als een reusachtige gedaante opdoemen, van tegen de tien meter hoog.

### Functie van schild en hoorns

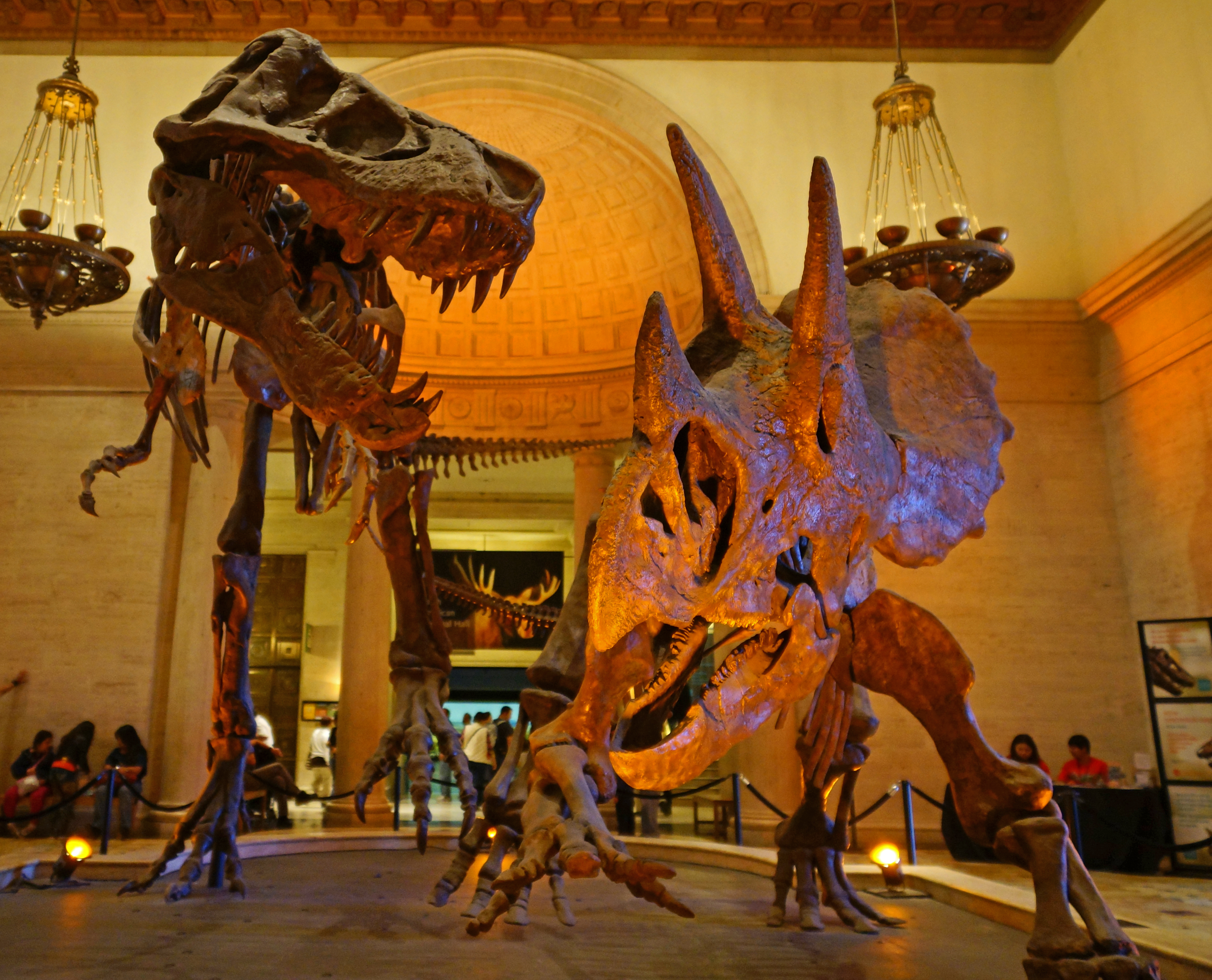
De klassieke verklaring van schild en hoorns is de verdediging

Ceratopidae hadden een hoorn op de neus, wenkbrauwhoorns en vaak wanghoorns. Daarnaast hadden ze een enorm nekschild, vaak met stekels aan de rand. De functie van deze aanpassingen is omstreden. Bij meer basale Ceratopia ontbreken de hoorns en is het nekschild meestal veel kleiner. Het schild heeft daar duidelijk de functie om de sluitspieren van de onderkaken te verlengen die van de onderkant van de schedel door het bovenste slaapvenster naar het schedeldak lopen. Volgens Ostrom was dit ook de hoofdfunctie van de schedelkraag van de Ceratopidae. Dat die kraag zoveel groter was zou dan een aanpassing zijn voor een overeenkomstig toegenomen bijtkracht. De holte bovenop die de kromming van het schild schept zou geheel met spierlagen gevuld kunnen zijn. Dodson erkende dat de basis van het schild een aanhechtingsvlak voor de spieren vormde. Hij wees er echter op dat de kracht van een spier niet afhankelijk is van de lengte maar van de dikte. Langere spieren zouden wel wat meer uithoudingsvermogen hebben gehad maar geen grotere bijtkracht hebben opgeleverd. Hij veronderstelde dat bij het verlengde gedeelte van de schedelkraag de spieren alleen verbonden waren met de randen van de pariëtaalvensters. Hij dacht dat ze erg kwetsbaar zouden zijn geweest als ze het hele schild bedekt hadden. Een studie uit 2017 echter concludeerde dat de schildlengte sterk correleerde met de onderkaaklengte, wat toch weer suggereert dat de verlenging van de sluitspieren de drijvende kracht geweest is achter de vergroting van de nekkraag.

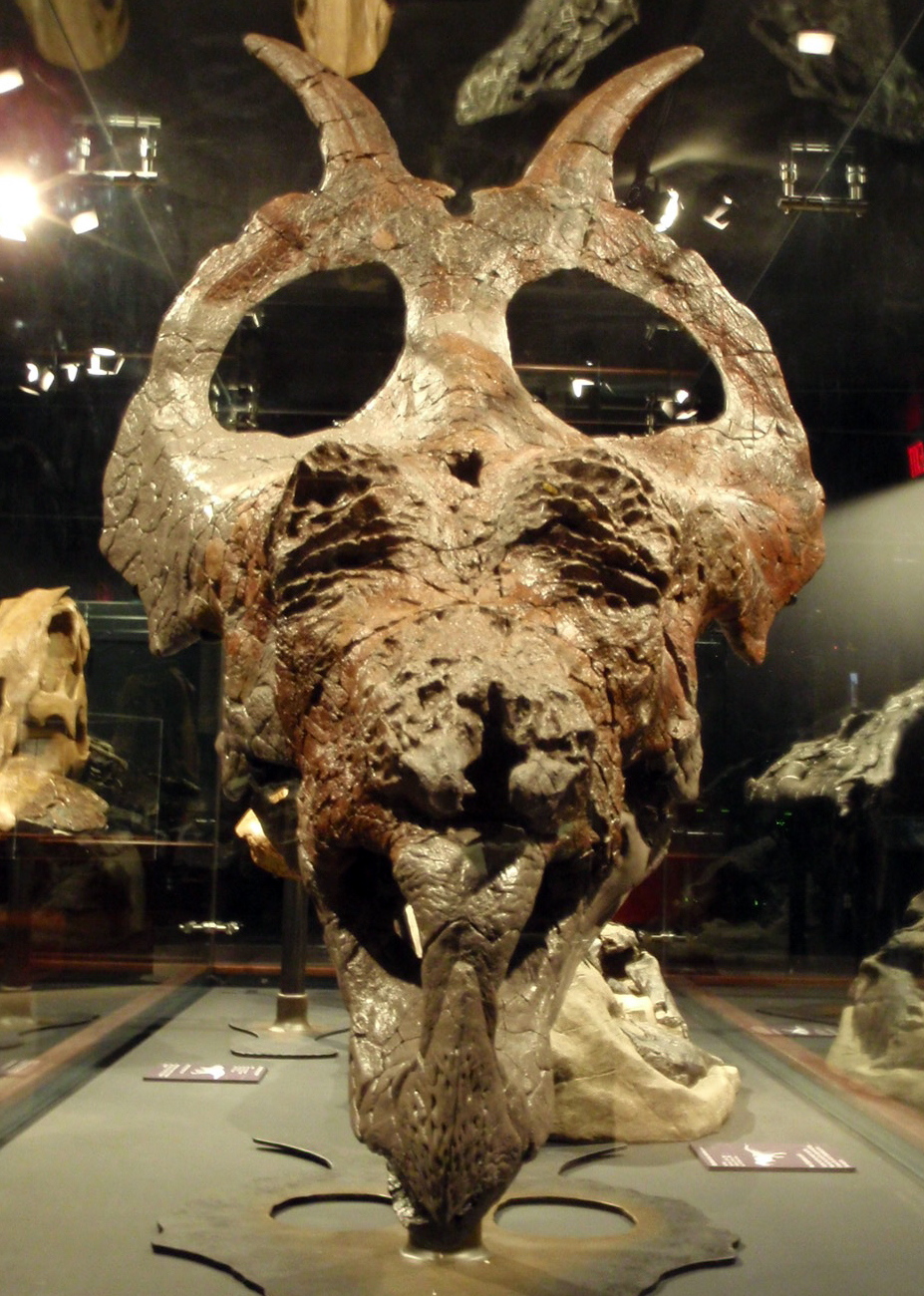
Bij sommige soorten, zoals Achelousaurus, lijken de eigenaardige versieringen vooral het soortonderscheid te hebben gediend

Traditioneel wordt het schild met de hoorns in verband gebracht en het geheel verklaard als een verdedigingsmechanisme tegen roofsauriërs. Dat was de oorspronkelijke interpretatie van Marsh terwijl die niet eens wist dat de reusachtige tyrannosauride theropoden de leefgenoten van de Ceratopidae waren. Het schild zou de nek beschermd hebben en daartoe zijn uitgerust met de puntige uitsteeksels van de exoccipitalia en de schildhoorns. Dat de epiparietalia vaak naar voren steken, verklaarde Paul met de hypothese dat ze verbonden waren met dikke bindweefsellagen die de voorkant van het schild zouden hebben beschermd. Terwijl het schild een meer passieve bescherming bood, zouden de hoorns gebruikt zijn voor een actieve verdediging. De oorspronkelijke ceratopiden zouden hun lange wenkbrauwhoorns gebruikt hebben om roofdieren met een charge te spietsen, een methode die latere chasmosaurinen zouden hebben voortgezet. Bij de centrosaurinen werd de neushoorn langer, kennelijk om die met een opwaartse beweging in het lichaam van een vijand te kunnen drijven. Het schild kan die beweging ondersteund hebben want als een aanvaller over de kop heen de nek zou proberen te bereiken, zou een botsing met de schildkraag de snuit automatisch geheven hebben. Het is ook verondersteld dat de volwassen dieren een verdedigende kring zouden kunnen vormen op de wijze van de muskusos, waarbinnen de jongen dan hun toevlucht zouden kunnen zoeken. Paul heeft dat echter betwijfeld omdat die verdedigingstactiek door geen enkel ander huidig dier wordt toegepast en het meer beboste leefgebied van de ceratopiden zich er niet voor leende.

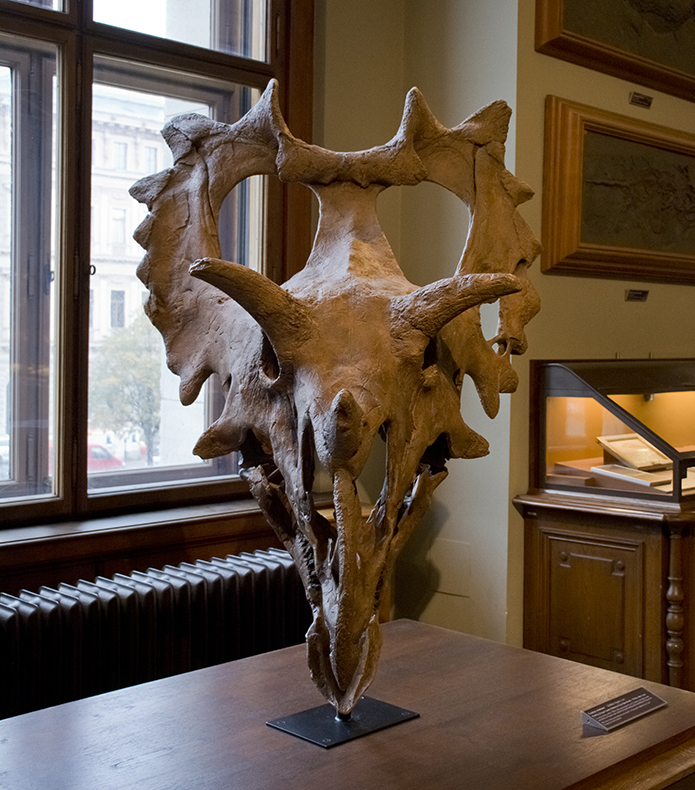
Nog voor Spiclypeus in 2016 benoemd werd, bleek uit de unieke vorm van de epiparietalia van de achterste schildrand dat het typespecimen een nog onbekende soort vertegenwoordigde

In het begin van de twintigste eeuw werd pas duidelijk hoe groot de variabiliteit in schild en hoorns was tussen de verschillende soorten. Als de functie simpelweg verdediging was, leek een dergelijke variatie overbodig. Brown trok als een eerste een vergelijking met de hoorns van herten en antilopen. Hij dacht dat de variatie er was ter wille van de variatie, voor het soortonderscheid. De vondsten in de vroege eenentwintigste eeuw lijken deze interpretatie te ondersteunen doordat ze steeds bizardere uitdossingen van de schedel openbaren. Aan de andere kant is het ook duidelijk geworden dat individuele soorten vaak een korte levensduur hadden voordat ze weer werden vervangen. Eén leefgebied werd dus toch maar door een beperkt aantal soorten gedeeld wat het belang van het soortonderscheid weer moet hebben verminderd. Brown had echter nog een andere verklaring: seksuele selectie. Het mannetje zou met zijn kopversieringen indruk gemaakt hebben op het wijfje. De hypothese van de seksuele selectie heeft het voordeel dat men er alles mee kan verklaren. Het is een evolutionair mechanisme met een krachtige terugkoppeling. Als eenmaal een zekere voorkeur onder wijfjes voor een bepaald kenmerk ontstaat, schept dat een selectiedruk voor ze om een nog sterkere voorkeur te hebben omdat dit de kans vergroot dat hun zoons ook de gewenste eigenschap bezitten. Dat maakt het weer voordeliger voor de mannetjes om het kenmerk in overdreven wijze te tonen. De kracht van de hypothese is echter meteen haar zwakte: omdat ze alles verklaart, is het moeilijk gegevens te vinden die haar kunnen ontkrachten zodat ze getoetst kan worden. Duidelijk bewijs voor seksuele selectie zou geleverd kunnen worden door het zich voordoen van seksuele dimorfie. Als alleen de mannetjes een schildkraag en hoorns bezaten, of althans grotere kragen en hoorns, zou dat een duidelijke aanwijzing vormen. Het is echter niet alleen onmogelijk om vast stellen tot welk geslacht een ceratopide hoort, zelfs bij grotere kudden die men heeft kunnen onderzoeken is het niet zo dat de volwassen dieren in twee duidelijke clusters uitvallen. Voor zover bekend tonen ceratopiden helemaal geen seksuele dimorfie. Bij meer basale Ceratopia is zulk een dimorfie wel geclaimd voor Protoceratops maar die stelling is zeer omstreden. Paul heeft er ook op gewezen dat seksuele selectie net zo goed op weke delen had kunnen inwerken en dat de extreem complexe benige structuren, waarvoor een hoge prijs in energie en bouwstoffen moest worden betaald, daarom ook een andere functie moeten hebben gehad.
Tegenwoordig wordt meestal aangenomen dat het schild en de hoorns meerdere functies hadden. Verdediging was daar zeker een van. Ceratopidae werden bejaagd door grote Tyrannosauridae en hun succes is wel verklaard uit hun vermogen zich daar effectief met de hoorns tegen te verweren. Voor de verdedigingsfunctie is ook direct bewijs in de vorm van geheelde bijtwonden in schild en hoorns van Triceratops die kennelijk door Tyrannosaurus rex waren toegebracht. Alleen Chasmosaurus had zowel een heel korte neushoorn als wenkbrauwhoorns en zelfs die kon gemeen van zich afbijten met de vervaarlijke hoornsnavel. Einiosaurus kon met zijn naar beneden gebogen neushoorn vermoedelijk een neerwaartse aanval uitvoeren en Pachyrhinosaurus kon met zijn bultige snuit minstens forse stompen uitdelen; de neusbult kon ook de basis zijn geweest van scherpe hoornuitsteeksels. Naast verdediging zal ook het pronken en intimideren een rol hebben gespeeld. Iedere soort ontwikkelde daarvoor een eigen kenmerkend patroon. Sommige structuren, zoals delicaat gevormde centrale epiparietalia op het nekschild, zijn moeilijk anders te verklaren dan als pronkorganen. Het uitgroeien van schild en hoorns was vermoedelijk ook een teken dat de geslachtsrijpheid bereikt was want tijdens de groei veranderden ze nogal.

### Voortplanting en groei

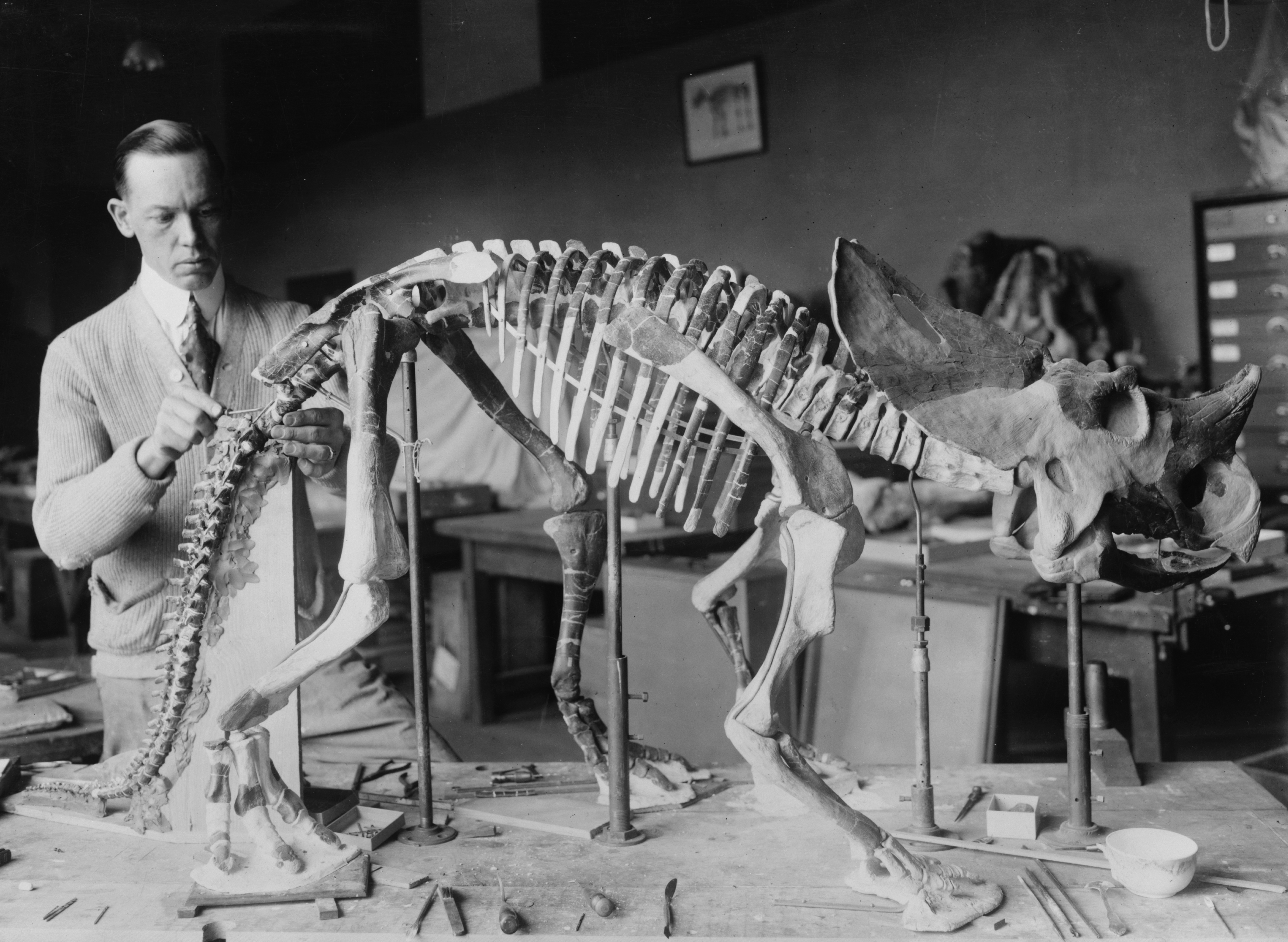
Brachyceratops bestaat in feite uit jonge dieren

Ceratopidae legden hoogstwaarschijnlijk eieren. Het is echter onduidelijk van welk type deze waren. Ondanks de overvloed aan beenderen, zijn nooit eieren of broedkolonies geïdentificeerd. Het is wel gesuggereerd dat nesten in droge hooglanden lagen en daarom niet gefossiliseerd zijn. Uit dergelijke locaties zouden ook de schaarse resten van jonge dieren grotendeels afkomstig zijn.

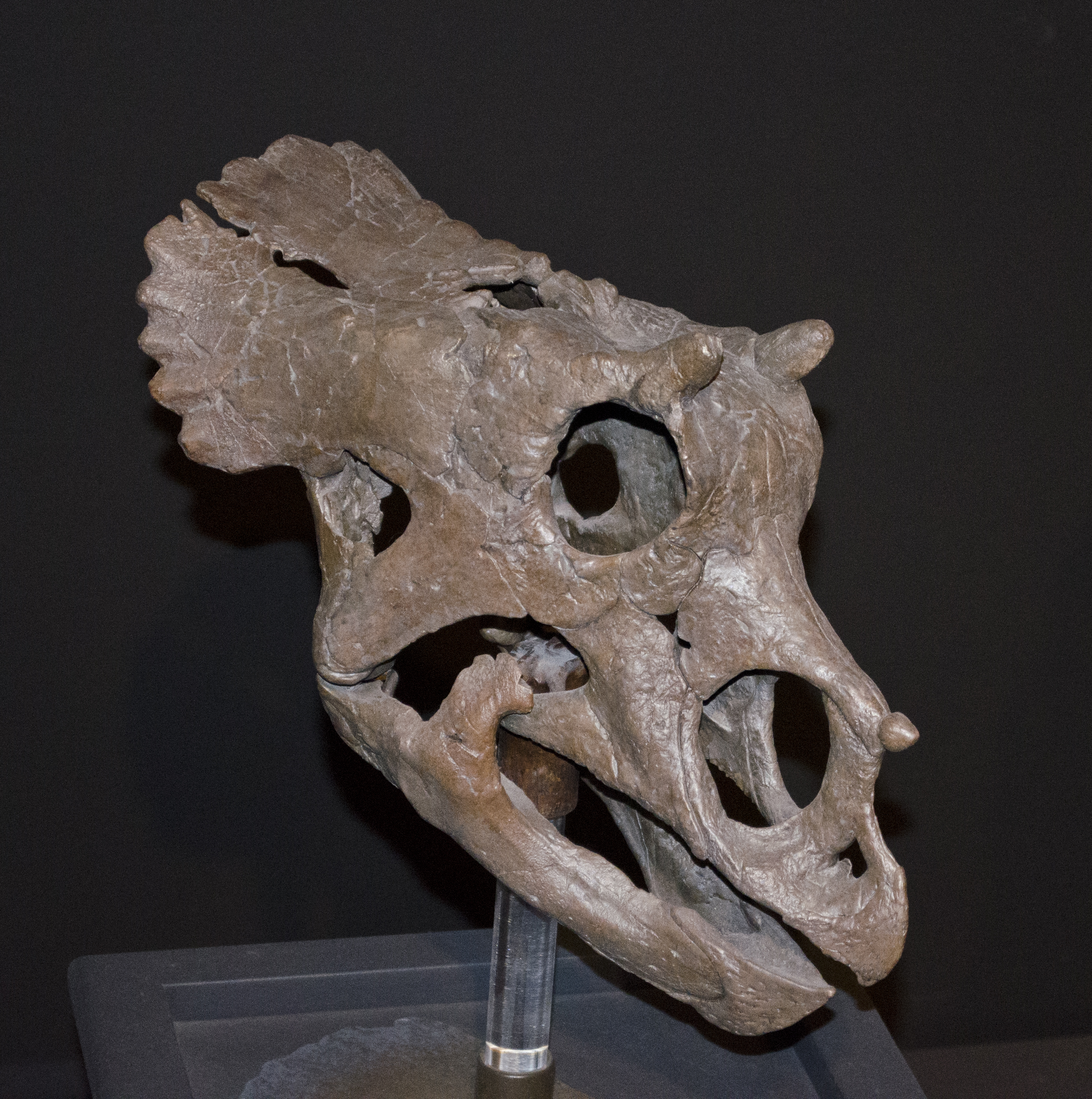
Een triceratopsbaby had een "schattig" kopje

De meeste gevonden exemplaren zijn tamelijk groot maar halfwas dieren zijn niet zeldzaam. Het geslacht Brachyceratops is zelfs helemaal gebaseerd op jongere dieren. Echte jongen zijn echter slechts spaarzaam teruggevonden. Er is een klein jong bekend van Centrosaurus en een "baby" van Chasmosaurus. Van Triceratops zijn meerdere van zulke kleine individuen opgegraven. Volgens Jack Horner hebben die een "schattig" uiterlijk, niet alleen in het oog van mensen, maar ook naar de normen van de ceratopiden zelf. De aandoenlijke proporties van hun schedels zouden een beschermingsreactie opgeroepen hebben bij volwassen dieren en dus een aanwijzing zijn dat broedzorg plaatsvond.
Een alternatieve wijze van grootbrengen zou het dumpen van zoveel mogelijk eieren geweest zijn die door een rottende laag vegetatie uitgebroed werden waarna de uitgekomen jongen in grote jeugdgroepen zichzelf maar moesten redden. Van andere dinosauriërs zijn zulke jeugdgroepen wel in hun geheel gefossiliseerd; van ceratopiden zijn ze echter onbekend. De hoge sterfte op jonge leeftijd zou gecompenseerd zijn door een grote leg want een enkel vrouwtje was in principe zeker in staat tientallen eieren per keer te deponeren en dat vele jaren achter elkaar.
Tijdens de groei werden schild en hoorns langer. Ook nam de snuit in lengte toe en daarmee ook het aantal tandposities. Bij het bereiken van de volwassenheid begon het schild omhoog te krullen. Bij soorten met lange wenkbrauwhoorns kromden die naar voren toe. Hetzelfde gebeurde bij de lange neushoorns van centrosaurinen. Soorten met bulten kregen kennelijk steeds dikkere en uitgebreidere hoornlagen. Volgens een hypothese van Horner begon op hoge leeftijd bij Triceratops het nekschild weer platter te worden en verlengde het terwijl er gaten in vielen. Op deze wijze zou het uiterlijk van Torosaurus worden bereikt die niet meer zou zijn dan de eindfase van het groeiproces. Verschillende andere onderzoekers hebben dit echter in twijfel getrokken. Bij oudere dieren groeien over het algemeen de osteodermen van de schildranden met het bot daarvan vast. Soms worden ze helemaal geresorbeerd. Overigens lijkt hun aantal en vorm na de babyperiode niet heel sterk te veranderen.

### Sociaal gedrag en intelligentie

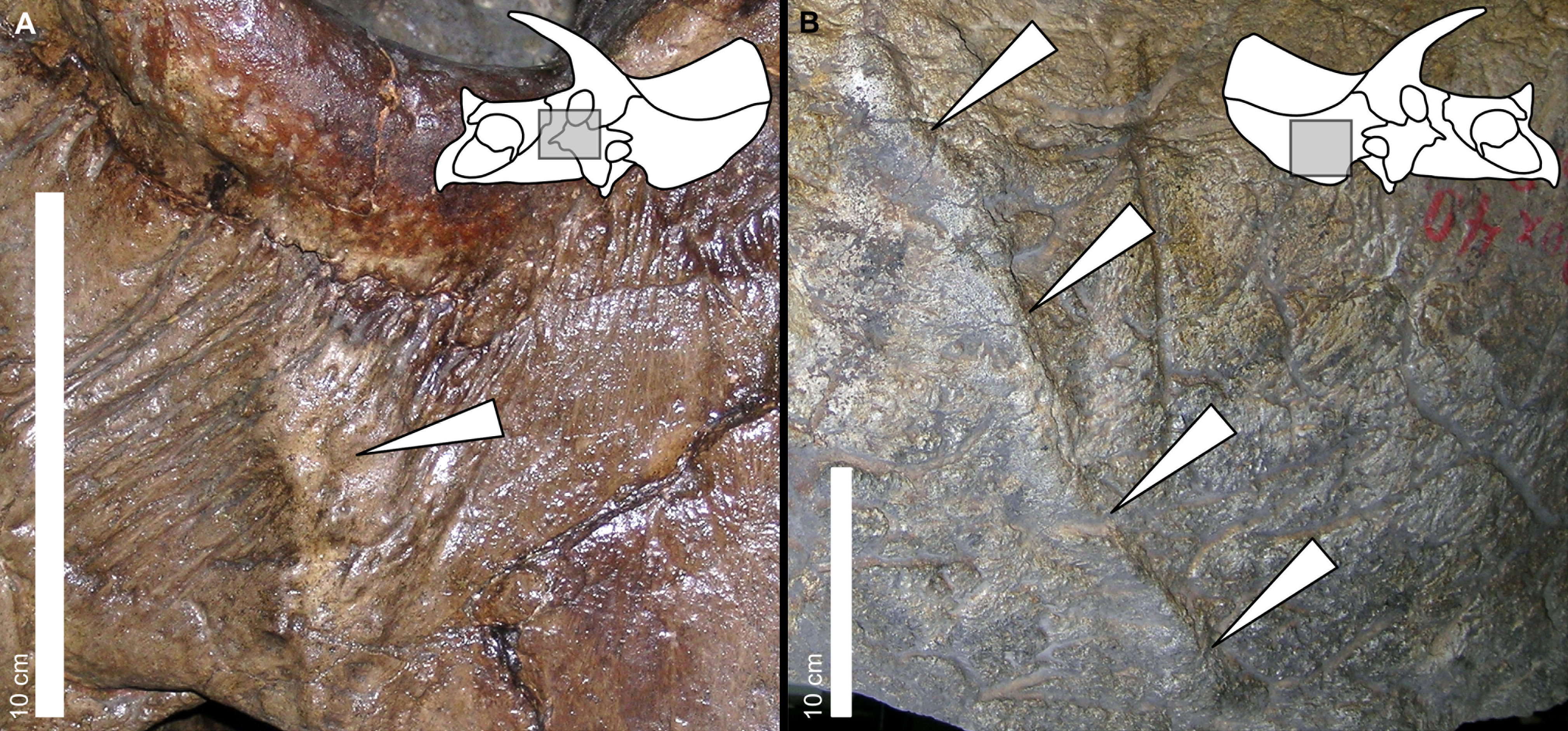
Littekens op jukbeen en squamosum

De vele bekende beenderlagen met fossielen van Ceratopidae vormen het meest overtuigende bewijs dat althans sommige dinosauriërs in groepen leefden. De concentraties aan specimina kunnen niet door een geleidelijke accumulatie veroorzaakt zijn en moeten kudden vertegenwoordigen die in één keer bij een overstroming omgekomen en bedolven zijn. In zulke kudden waren zowel volwassen exemplaren als jonge dieren aanwezig. Ze zijn vooral bekend van Centrosaurinae. Dat zou kunnen betekenen dat Chasmosaurinae niet in kudden leefden, of in kleinere kudden, maar ook dat hun levenswijze ze minder kwetsbaar maakte voor zulke catastrofes. De grote massa individuen moet een zwaar beslag gelegd hebben op het aanwezige voedsel en de kudde moet dus steeds hebben rondgetrokken, tenzij de kuddevorming zich alleen voordeed bij gelegenheid van een speciale seizoenstrek.
Moderne zoogdieren die in een kudde leven, tonen vaak een rangorde die bepaald wordt door dominantiegevechten. Verschillende onderzoekers hebben gesteld dat schild en hoorns voor een zulke strijd gebruikt werden waarbij men meestal aannam dat de mannetjes om de wijfjes vochten. Direct bewijs is daarvoor gevonden bij exemplaren van Triceratops in de vorm van geheelde littekens op het jukbeen en het voorste nekschild die lijken op steekwonden die toegebracht zijn door wenkbrauwhoorns. De precieze positie van de wonden kon verklaard worden door aan te nemen dat de hoorns van de twee strijdenden in elkaar grepen. Het gevecht zou dan meer het karakter gehad hebben van een krachtmeting dan een strijd van leven op dood. Dergelijke meer rituele gevechten zijn ook van huidige diersoorten bekend, vooral als die een zeer gevaarlijke bewapening bij zich dragen.